# Trammaterieel

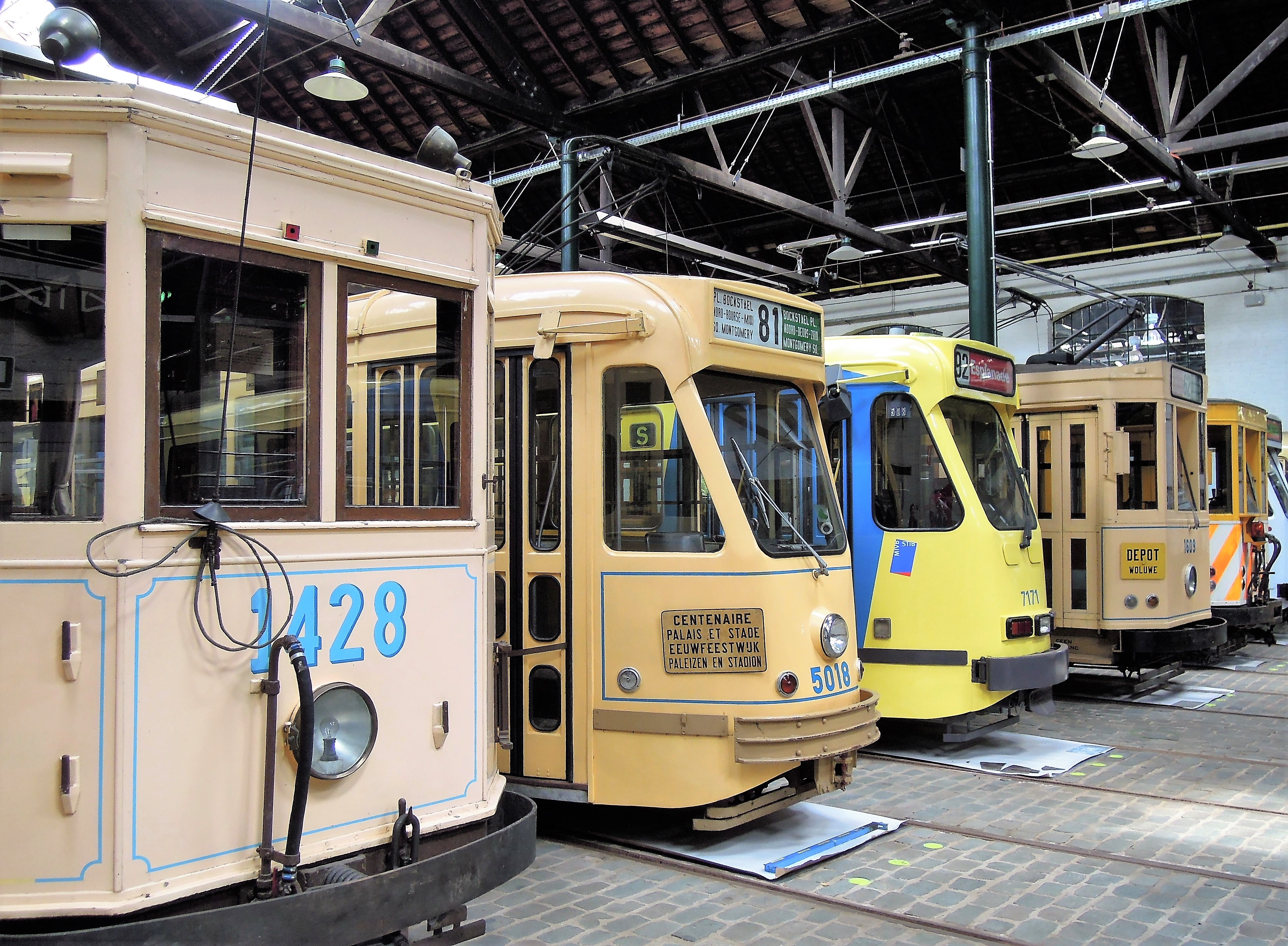
Materieel van de Brusselse tram

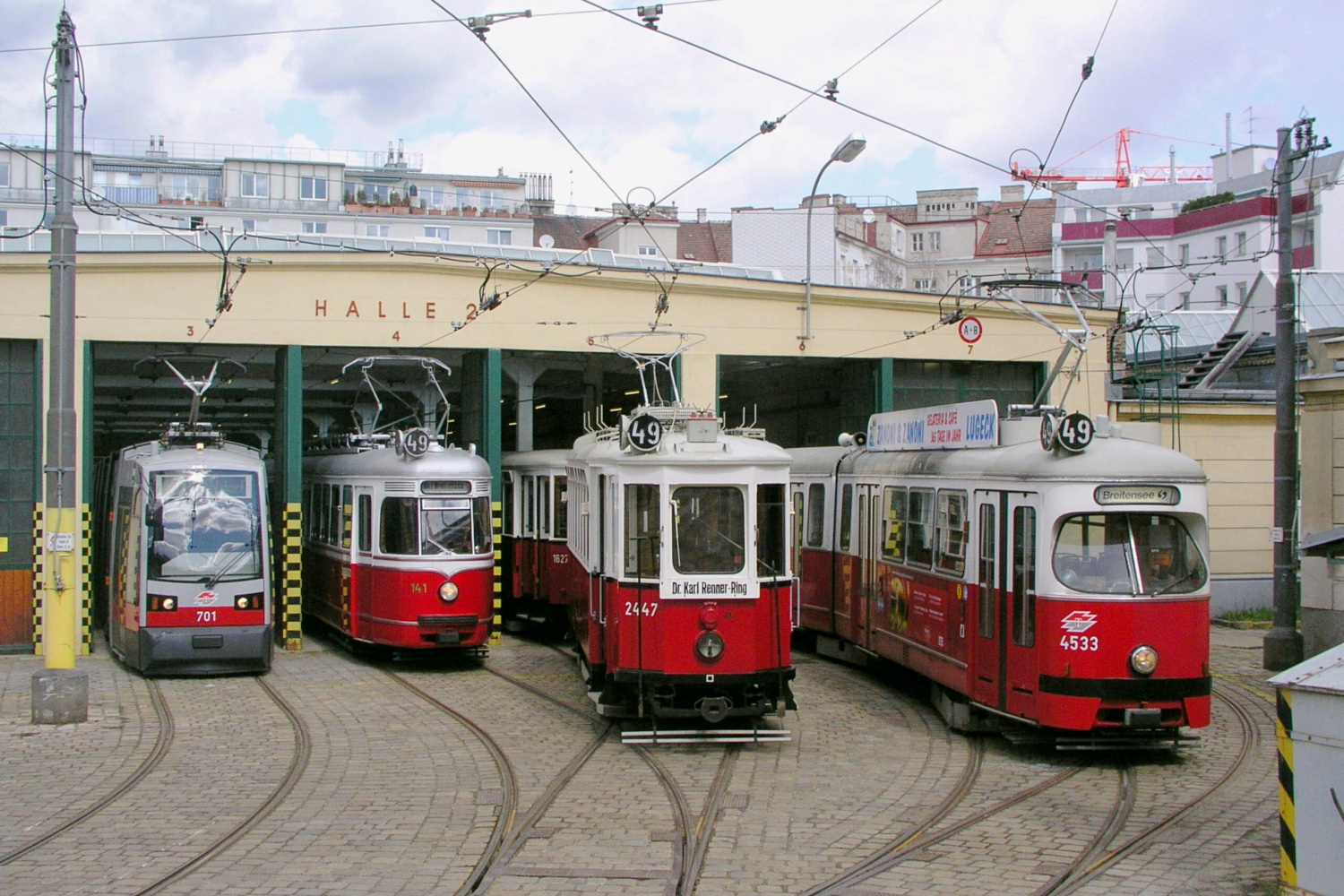
Materieel van de tram van Wenen

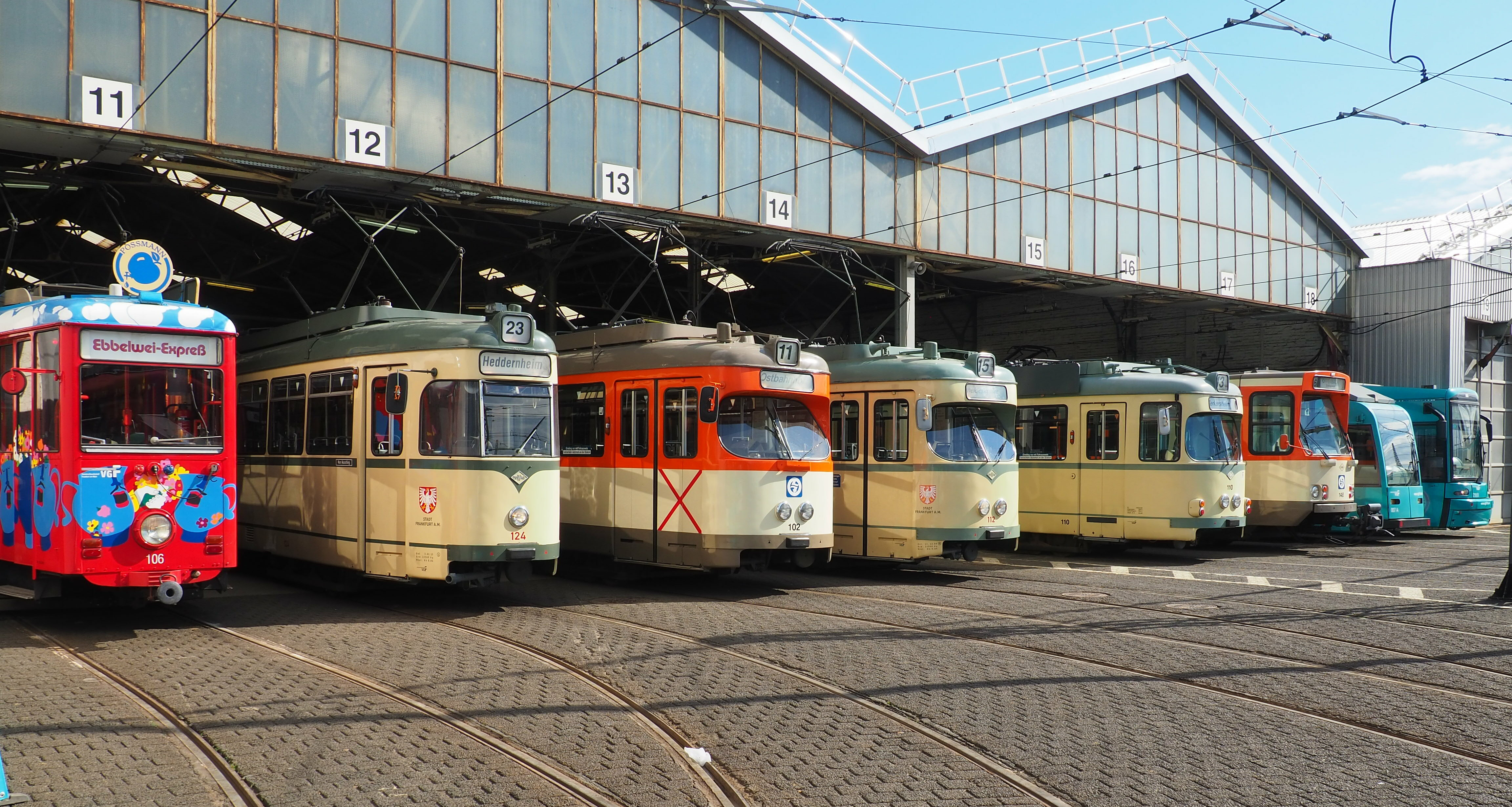
Materieel van de tram van Frankfurt

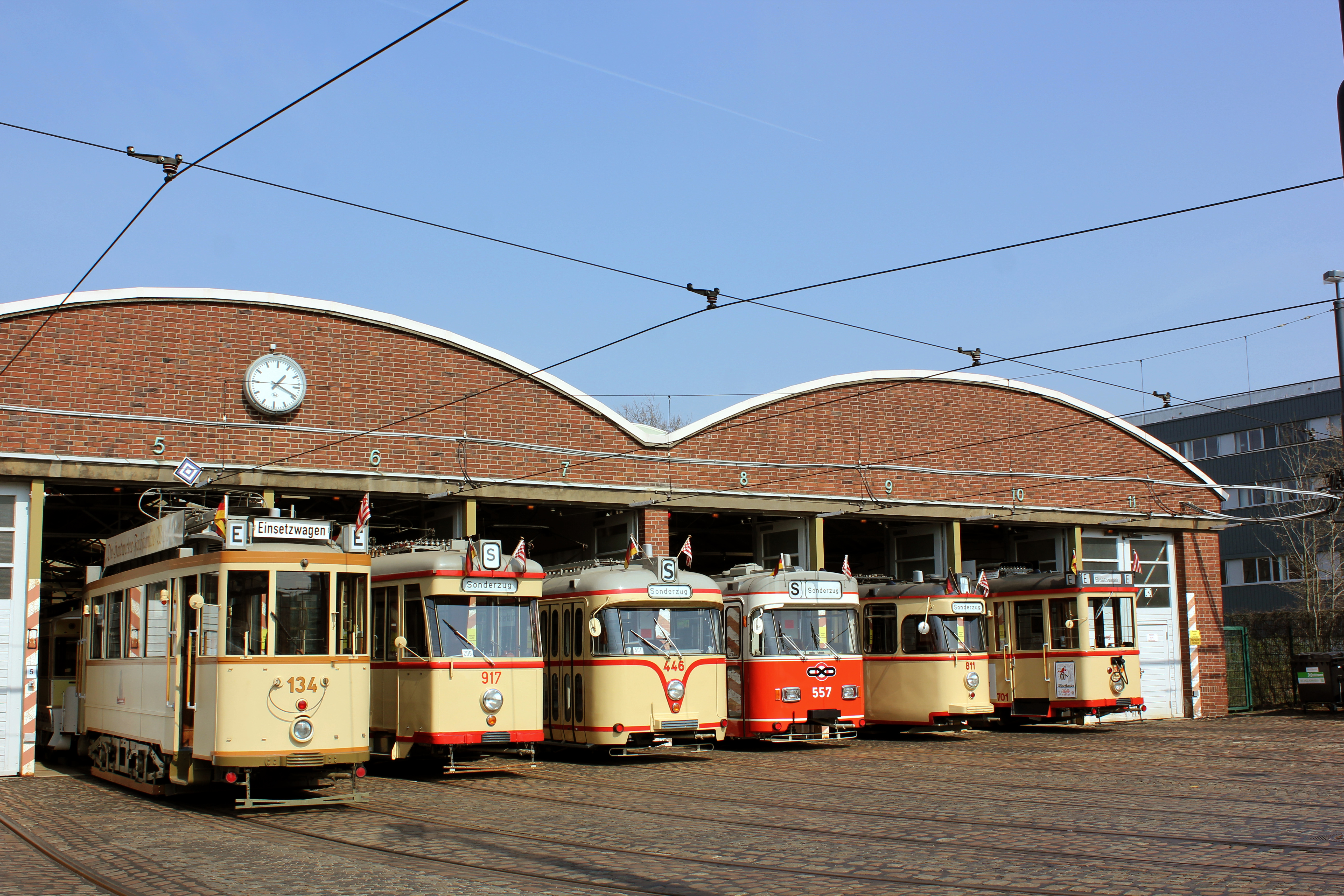
Materieel van de tram van Bremen

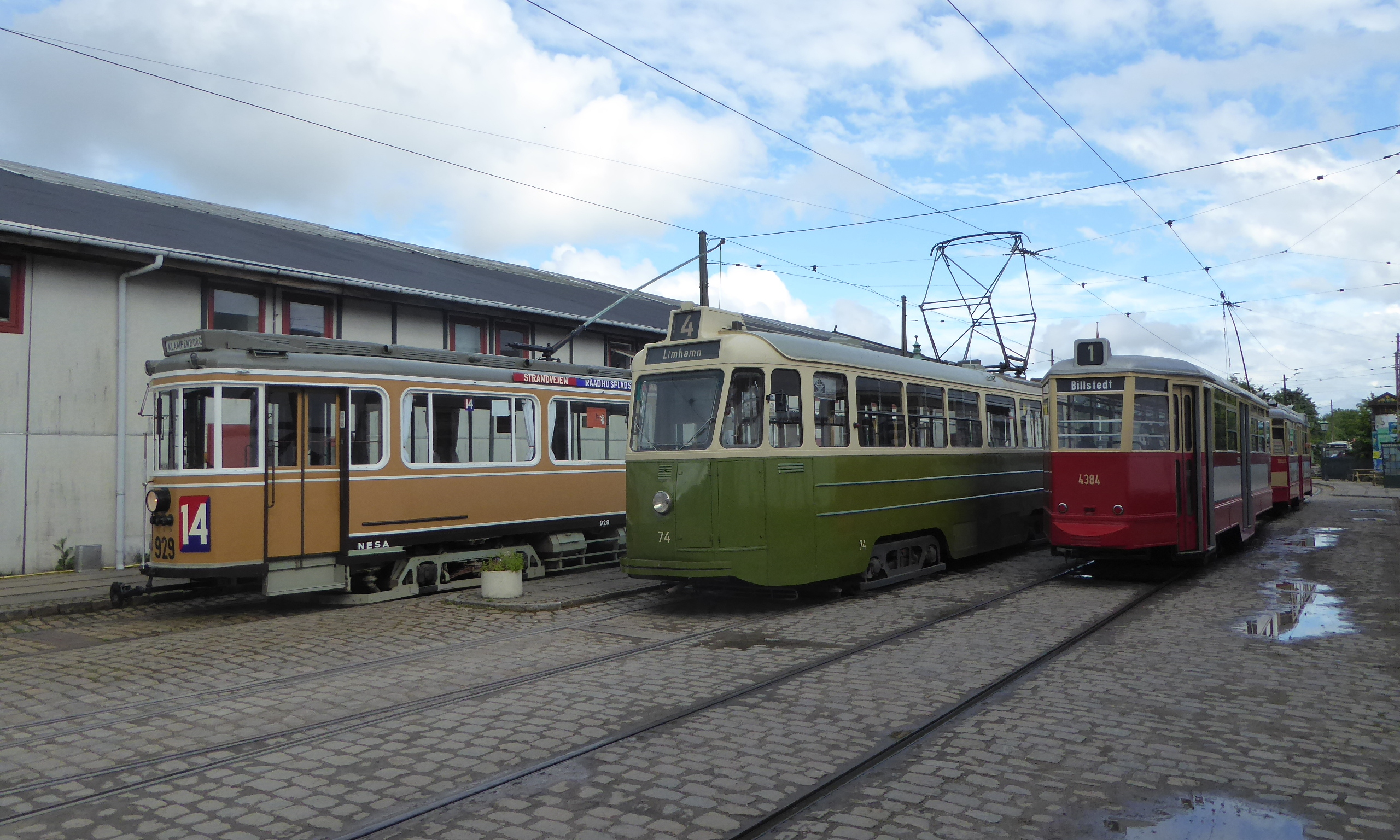
Materieel uit Kopenhagen, Malmö en Hamburg.

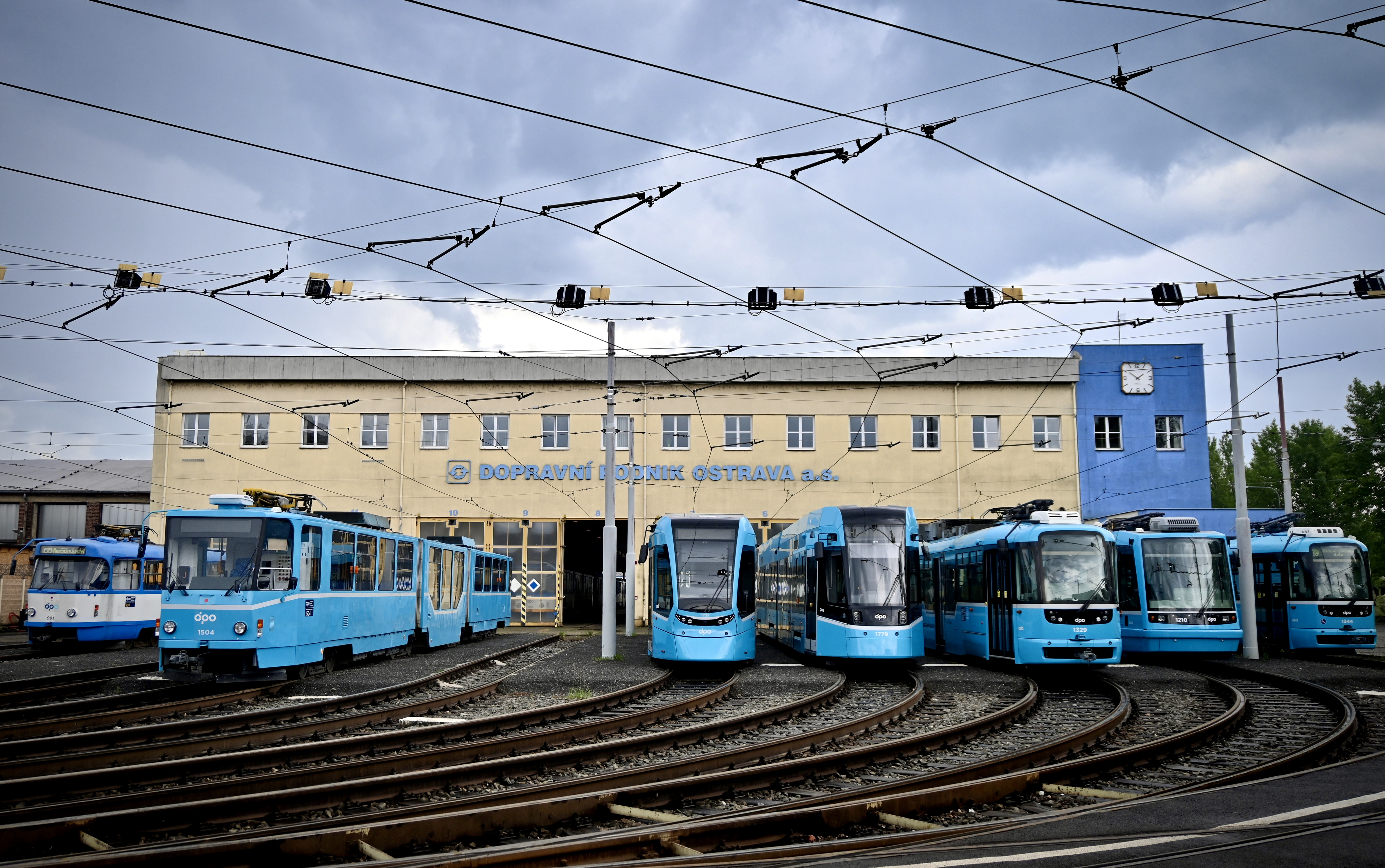
Materieel van de tram van Ostrava

Dit is een overzicht van trammaterieel waarbij van elk type minimaal 25 exemplaren zijn gemaakt. Deze lijst is bedoeld als inventaris van trams die in serie zijn gemaakt, verdeeld naar opbouw en aantal assen en per type chronologisch georganiseerd. Bijwagens en goederentrams zijn niet opgenomen.

## In serie versus experimenteel
Het gaat hier alleen om trammaterieel dat in serie is gebouwd. Het kunnen grote series zijn die specifiek voor één stad of bedrijf werden gebouwd of series trams die opgebouwd zijn met standaard componenten. Deze componenten (ook modules of blokken genoemd) kunnen in overleg met de exploitant worden samengesteld. Voorbeelden zijn onder andere verschillende soorten van de Düwag-Eenheidswagen, de Combino en zelfs de Citadis. Opvallend bij dit laatste type: de fabrikant maakt bijna altijd een individueel ontwerp voor de buitenkant van de cabine, de rest van de tram bestaat wel uit modules.
Hier tegenover staan experimentele trams; dit komt tot uiting in het feit dat van elk van de trams maar één exemplaar zijn gebouwd of slechts een voorserie is van tot drie stuks zoals bij het type DT8 (Stuttgart). Zelfs bij deze miniserie is elk exemplaar op belangrijke details weer anders.

## De tabellen
- Type/Naam: het typenummer dat het type had en/of de naam dan wel de bijnaam.
- Fabrikant: de hoofdfabrikant van de serie. Als het een samenwerkingsverband betreft, wordt ′Consortium′ vermeld.
- Stad: de stad of steden waar het tramtype als eerste heeft proefgereden of het meeste in gebruik is/was.
- Jaar: het jaar waarin de eerste tram in gebruik werd gesteld.
- Entree: de passagiersentree via deuren. Veel trams hadden een hoge vloer, de toegang ging via: een ′trap′, een ′trede′ (in combinatie met een half hoog perron) of een hoog perron ′hp′. De toegang bij een (gedeeltelijk) lagevloertram wordt aangeduid met ′lv′.
- Lengte: minimale lengte in meters.
- Stuks: het aantal exemplaren dat geproduceerd is.
- Bijzonderheden: korte overige opmerkingen.

## Ongelede trams

### Tweeassers
| Type/Naam      | Fabrikant         | Stad                  | Jaar | Entree | Lengte | Stuks | Bijzonderheden                                                                                    |
| -------------- | ----------------- | --------------------- | ---- | ------ | ------ | ----- | ------------------------------------------------------------------------------------------------- |
| A & B          | verscheidene      | Frankfurt a/M         | 1899 | trap   | —      | 347   | Aan elke zijde vier ramen.                                                                        |
| Unions         | o.a. Raab         | Amsterdam en Den Haag | 1902 | trap   | —      | >235  | Aan elke zijde twee ramen.                                                                        |
| Fordjes        | Werkspoor         | Den Haag              | 1906 | trap   | —      | >125  | Aan elke zijde drie ramen.                                                                        |
| C-serie        | Beijnes           | Leiden en Haarlem     | 1912 | trap   | —      | 30    | Later hernoemd tot A3xx.                                                                          |
| Serie 100      | Tokyo Amano       | Hiroshima             | 1912 | trap   | 8,5m   | 50    | Later hernoemd serie 450.                                                                         |
| Grootbordesser | Werkspoor         | Amsterdam             | 1913 | trap   | —      | 135   | Aan elke zijde drie ramen.                                                                        |
| Safety Car     | Brill             | o.a. Boston           | 1915 | trap   | ~9 m   | 5803  | Drie stuks zijn in Nederland beland.                                                              |
| Vierramers     | verscheidene      | o.a. Den Haag         | 1919 | trap   | —      | 69    | Inclusief 7 en 12 stuks voor Groningen en Utrecht.                                                |
| T24/25         | verscheidene      | Berlijn               | 1924 | trap   | 10,9m  | 501   | Aantal exclusief 803 bijwagens.                                                                   |
| Remodelados    | Brill/Santo Amaro | Lissabon              | 1924 | trap   | —      | 45    | In 1924-37 nieuwe wagenbakken op oude onderstellen, in 1995-96 renovatie met nieuwe onderstellen. |
| 800-serie      | verscheidene      | Den Haag              | 1927 | trap   | —      | 30    | Exclusief 20 bijwagens.                                                                           |
| Blauwe wagen   | Werkspoor         | Amsterdam             | 1929 | trap   | 11,0m  | 80    | 30 stuks oorspronkelijk bijwagen.                                                                 |
| Tiefflurwagen  | Düwag             | Düsseldorf            | 1935 | trede  | —      | 135   | Aantal exclusief 44 bijwagens.                                                                    |
| KSW            | Fuchs             | Frankfurt a/M         | 1944 | trap   | —      | 245   | De 414 bijwagens zijn door Uerdingen gebouwd.                                                     |
| Mustang        | ASEA              | o.a. Norrköping       | 1948 | trap   | 10,5m  | 40    | Afgeleid van een vierasser.                                                                       |
| KTM-1/-2       | UKVZ              | o.a. Leningrad        | 1948 | trap   | —      | >1000 | Bijwagens werden KTP-1/-2 genoemd.                                                                |
| N en N1        | Konstal           | o.a. Warschau         | 1949 | trap   | —      | >1350 | N1 werd vanaf 1954 gebouwd.                                                                       |
| –              | eigen bouw        | Hong Kong             | 1949 | trap   | 9,0m   | 156   | Grotendeels herbouwd (1986/2009).                                                                 |
| ET50/54        | LOWA              | o.a. Dresden          | 1950 | trap   | —      | 201   | Aantal exclusief 385 bijwagens.                                                                   |
| Type B         | Simmering         | Wenen                 | 1951 | trap   | —      | 50    | Aantal exclusief 90 bijwagens.                                                                    |
| Verbandstyp    | verscheidene      | o.a. Mannheim         | 1951 | trap   | —      | 206   | Aantal exclusief 236 bijwagens.                                                                   |
| T57/61/62      | GOTHA             | o.a. Halle            | 1957 | trap   | —      | >620  | Aantal exclusief ruim 900 bijwagens.                                                              |

### Drieassers
| Type/Naam   | Fabrikant  | Stad            | Jaar | Entree | Lengte | Stuks | Bijzonderheden                            |
| ----------- | ---------- | --------------- | ---- | ------ | ------ | ----- | ----------------------------------------- |
| Serie 300   | —          | Gent            | 1925 | trap   | ~12m   | 105   | In 1925–34 verbouwd uit tweeassige trams. |
| Niederflur  | Westwaggon | Keulen          | 1939 | trede  | —      | 31    | Aantal exclusief 11 bijwagens.            |
| Bloedneus   | Werkspoor  | Amsterdam       | 1948 | trap   | ~12,4m | 60    | Aantal exclusief 50 bijwagens.            |
| Aufbauwagen | Westwaggon | o.a. Oberhausen | 1948 | trap   | ~13m   | 47    | Aantal exclusief 15 bijwagens.            |
| Baureihe M  | Rathgeber  | München         | 1950 | trap   | —      | 286   | Aantal exclusief 246 bijwagens.           |

### Vierassers
| Type/Naam           | Fabrikant           | Stad            | Jaar | Entree  | Lengte | Stuks   | Bijzonderheden                                          |
| ------------------- | ------------------- | --------------- | ---- | ------- | ------ | ------- | ------------------------------------------------------- |
| Baureihe A          | Rathgeber           | München         | 1898 | trap    | —      | 250     | Geleverd in 2 subseries.                                |
| Métallurgiques      | La Métallurgique    | Haarlem         | 1904 | trap    | —      | 30      | Voor interlokale diensten.                              |
| Serie 800/900       | Thomas              | New Orleans     | 1921 | trap    | 14,5m  | 173     | In 2020 nog deels in dienst.                            |
| W-class             | o.a. Preston        | Melbourne       | 1923 | trap    | —      | 738     | In 2020 nog 12 in dienst.                               |
| Type 3000           | verscheidene        | Tokio           | 1923 | trap    | 11,7m  | 610     | Tot 1972 in dienst.                                     |
| Type L              | Scemia              | Parijs          | 1924 | trap    | 11,3m  | 475     | Lichtgewicht bouw.                                      |
| Ventotto            | o.a. Breda en Fiat  | Milaan          | 1927 | trap    | 13,2m  | 502     | 'Peter Witt'-systeem.                                   |
| Serie 400           | Allan               | Rotterdam       | 1929 | trap    | 12m    | 170     | Aantal exclusief 20 bijwagens.                          |
| Hechtwagen          | C&U en Busch        | Dresden         | 1929 | trap    | 15,5m  | 33      | Hecht betekent snoek.                                   |
| Elefant             | Schlieren           | Zürich          | 1929 | trap    | 12,4m  | 50      | Elefant betekent olifant.                               |
| Type H              | A. Pengelly & Co.   | Adelaide        | 1929 | trap    | 17,2m  | 30      | Tot 2008 in reguliere dienst.                           |
| Felthams            | Union               | Londen          | 1930 | trap    | —      | 100     | Dubbeldekkers.                                          |
| —                   | København Sporveje  | Kopenhagen      | 1931 | trap    | 13m    | 117     | Aantal exclusief 82 bijwagens.                          |
| Balloon car         | English Electric    | Blackpool       | 1934 | trap    | —      | 27      | Bijnaam naar de ronde vorm.                             |
| Serie 5000          | Dyle & Bacalan      | Brussel         | 1935 | trap    | 13,5m  | 25      | Zijn zonder deuren geleverd.                            |
| Green Goddess       | Edge Lane workshop  | Liverpool       | 1936 | trap    | —      | 61      | Green Goddess betekent groene godin, dit naar een film. |
| Coronation car      | Coplawhill workshop | Glasgow         | 1937 | trap    | —      | 150     | Coronation: inhuldiging George VI.                      |
| Guldfiskkar         | o.a. AEG            | Oslo            | 1937 | trap    | —      | 46      | Guldfisk betekent goudvis.                              |
| Serie 900           | verscheidene        | o.a. Genua      | 1939 | trap    | 13,6m  | 108     | Twee stuks bewaard in 2023.                             |
| Zwitserse vierasser | verscheidene        | o.a. Zurich     | 1940 | trap    | —      | 278     | Aantal exclusief 232 bijwagens.                         |
| A25/26/27 Mustang   | o.a. General Motors | Stockholm       | 1946 | trap    | —      | 70      | Aantal exclusief B25 bijwagens.                         |
| Cunarder car        | Coplawhill workshop | Glasgow         | 1947 | trap    | —      | 100     | Cunard was de lokale scheepswerf.                       |
| MTV-82              | verscheidene        | o.a. Moskou     | 1947 | trap    | —      | 2160    | Deels in Litouwen gebouwd.                              |
| Europese PCC        | BN                  | o.a. Brussel    | 1949 | trap    | —      | >700    | Export naar Den Haag en Frankrijk.                      |
| Serie 100           | Allan               | Rotterdam       | 1950 | trap    | —      | 34      | Aantal exclusief 36 bijwagens                           |
| V6/V7 Sambawagen    | o.a. LHB            | Hamburg         | 1951 | trap    | —      | 190     | 100 stuks V6 en 90 stuks V7. Onderling weinig verschil. |
| Großraumwagen       | Düwag               | o.a. Düsseldorf | 1951 | trap    | —      | 337     | Aantal exclusief 415 bijwagens.                         |
| V51/EP-V54          | o.a. Electroputere  | o.a. Boekarest  | 1951 | trap    | 14,2 m | 299     | 37 stuks V51 en 262 stuks V54.                          |
| Type 7000           | verscheidene        | Tokio           | 1954 | trap    | 12,5m  | 93      | In 2023 nog 8 in dienst.                                |
| M25                 | Hägglund            | Göteborg        | 1955 | trap    | —      | 125     | Een van de eerste trams ter wereld van 2,65 m breed.    |
| Type 7000           | verscheidene        | o.a. Toyama     | 1957 | trap    | 12,5m  | 45      | In 2023 nog deels in dienst.                            |
| RVZ-6               | RVR                 | o.a. Moskou     | 1960 | trap    | —      | 3110    | Technisch gebaseerd op de T2.                           |
| T3/T4               | Tatra               | o.a. Praag      | 1962 | trap    | —      | >14.000 | T3 is 2,5m en T4 is 2,2m breed.                         |
| KTM-5 Ural          | UKVZ                | o.a. Leningrad  | 1969 | trap    | —      | >14.000 | "Budgettram" voor de USSR.                              |
| Z-Class             | Comeng              | Melbourne       | 1975 | trap    | —      | 230     | Geïnspireerd door de M28-trams uit Göteborg.            |
| CLRV                | SIG en UTDC         | Toronto         | 1977 | trap    | 15,2m  | 196     | Ook als zessaser: de ALRV.                              |
| 105Na/805Na         | Konstal             | o.a. Warschau   | 1979 | trap    | —      | 2134    | De 805Na op meterspoor.                                 |
| A-Class             | Comeng              | Melbourne       | 1983 | trap    | —      | 70      | Ook als zesasser: de B-class.                           |
| Cornichon           | Schindler & BBC     | Bazel           | 1986 | trap    | 14,0m  | 26      | Verwant aan Guggummere.                                 |
| AKSM-60102          | Belkommunmasz       | o.a. Minsk      | 2000 | trap    | 15,3m  | 188     | Alleen export naar Rusland.                             |
| LM-2008             | PTMF                | St. Petersburg  | 2008 | trap/lv | 15,0m  | 33      | Fabriek inmiddels bankroet.                             |
| Type V              | CRRC                | o.a. Hong Kong  | 2020 | hp      | 20,2m  | 40      | –                                                       |

Galerij

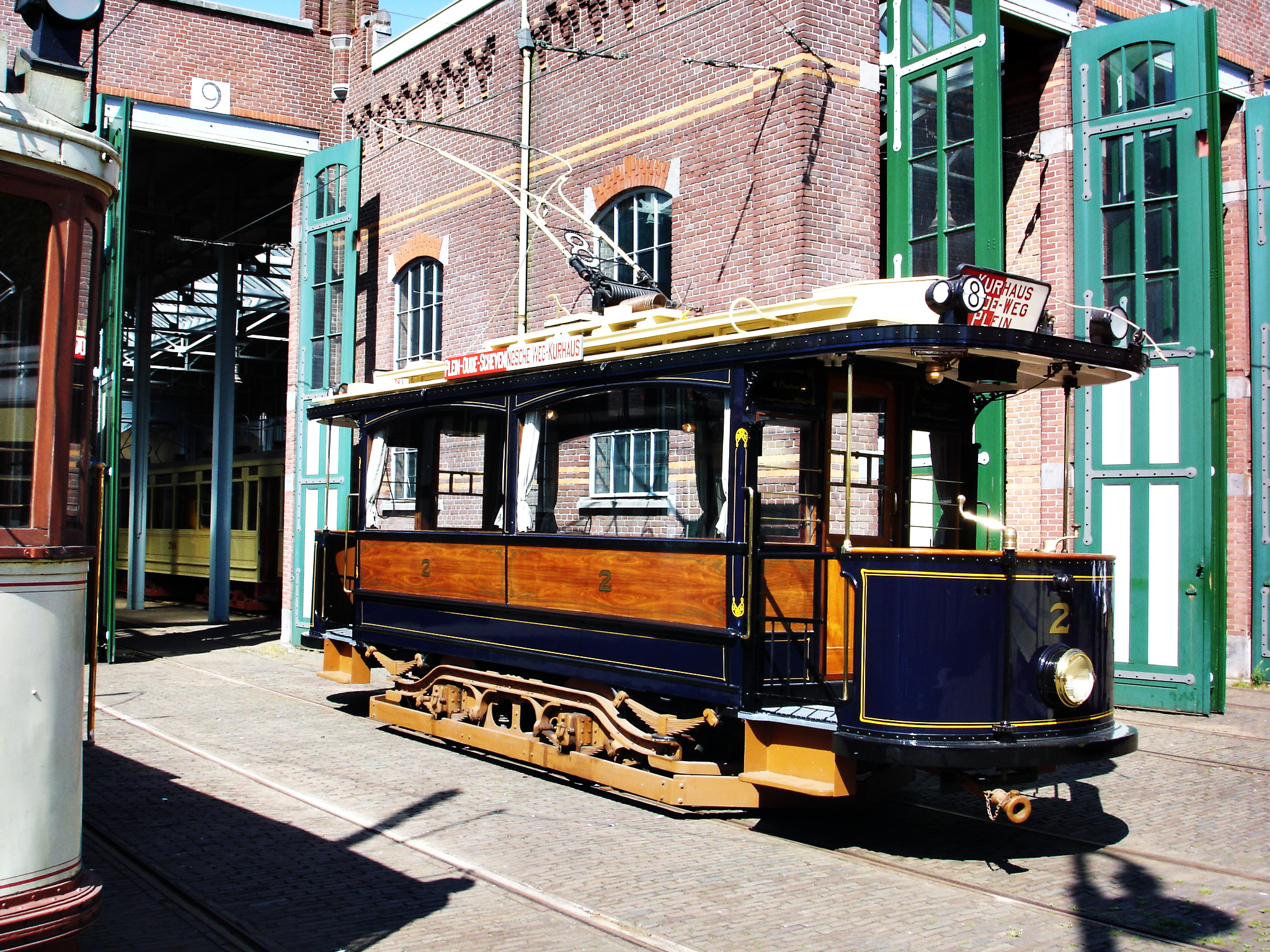
Union 2/72.
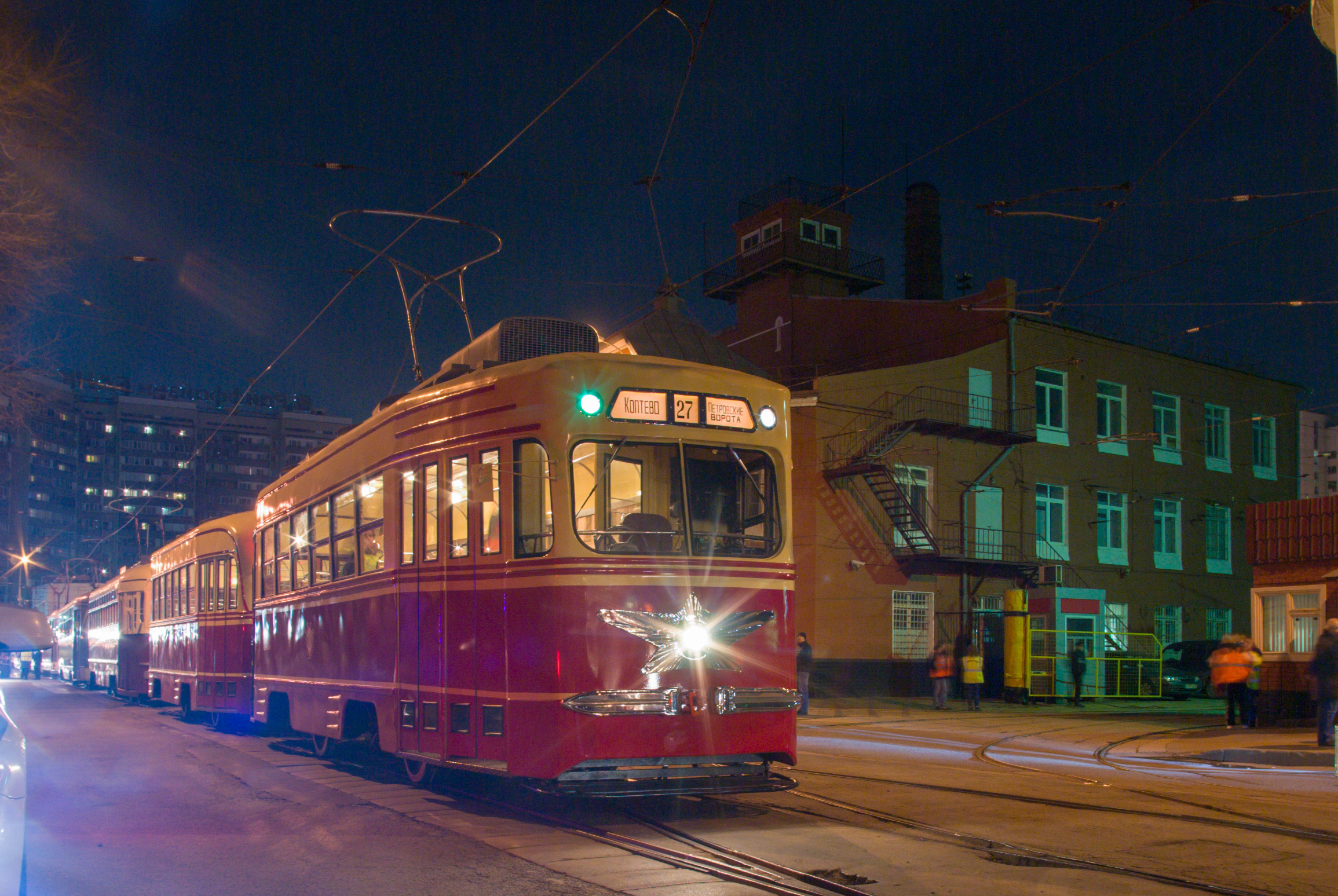
Tweeasser KTM-1 in Moskou.
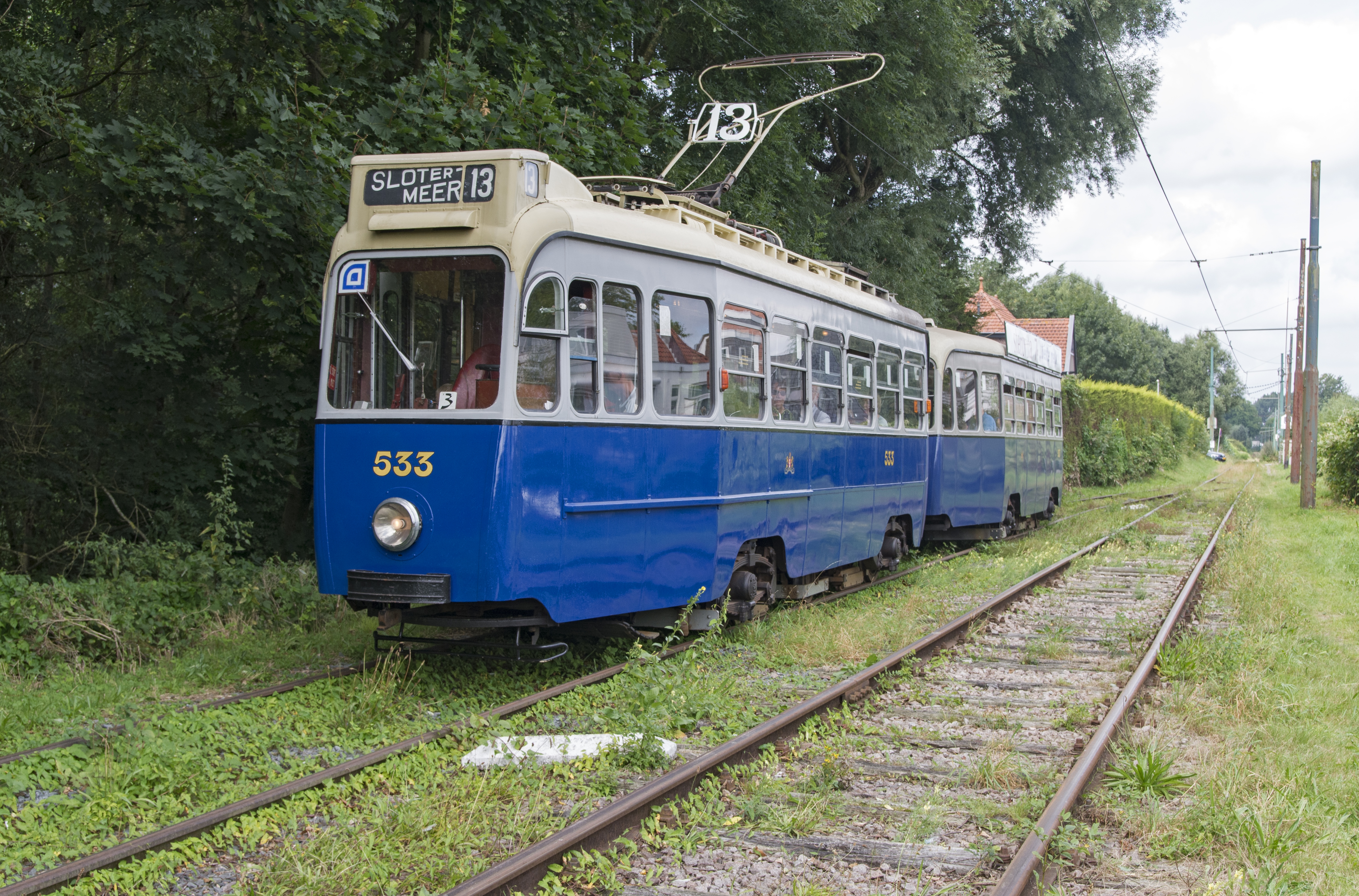
Amsterdams drieassertramstel 533 + 987.
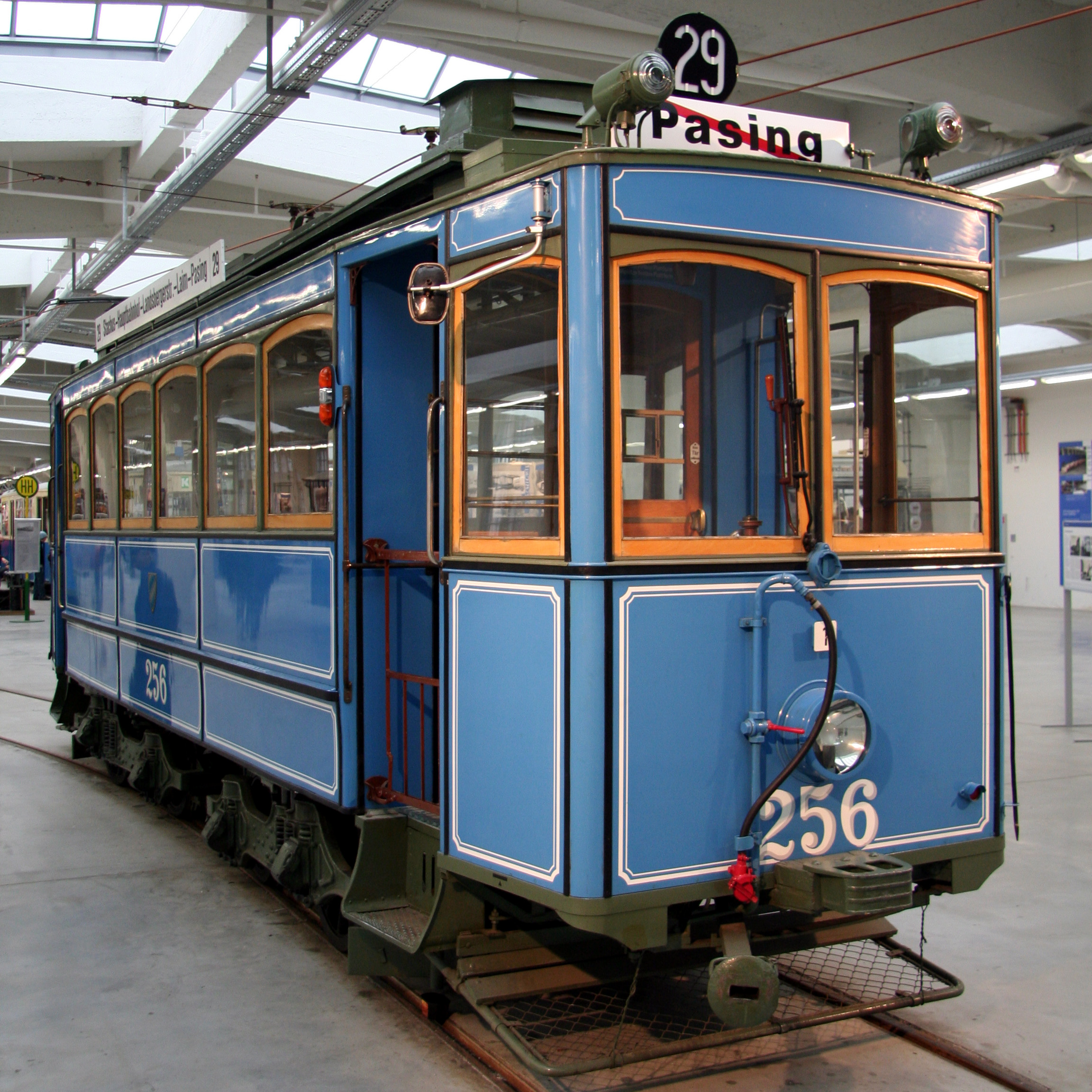
Een vierasser uit München.
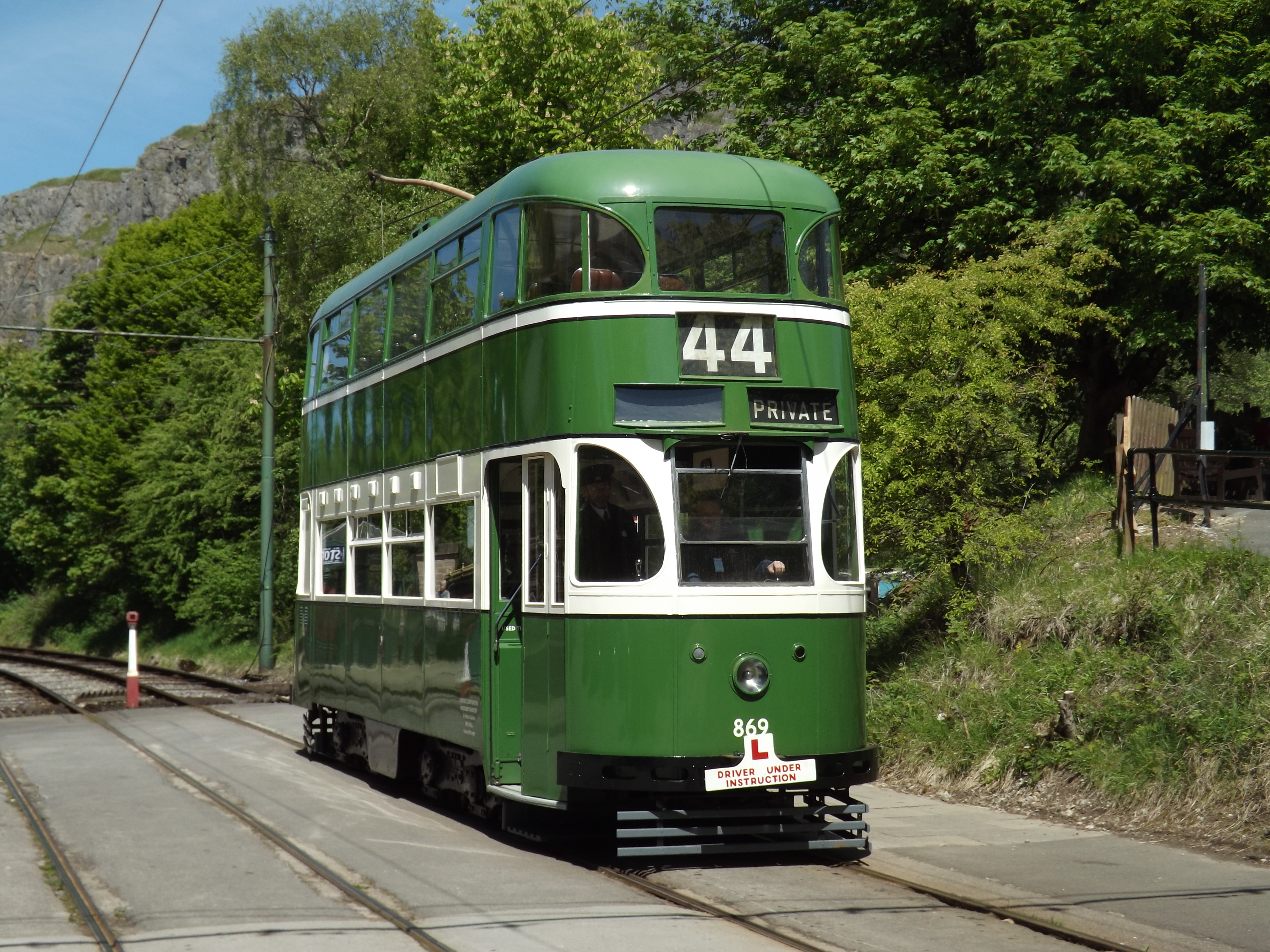
Green Goddess uit Liverpool.
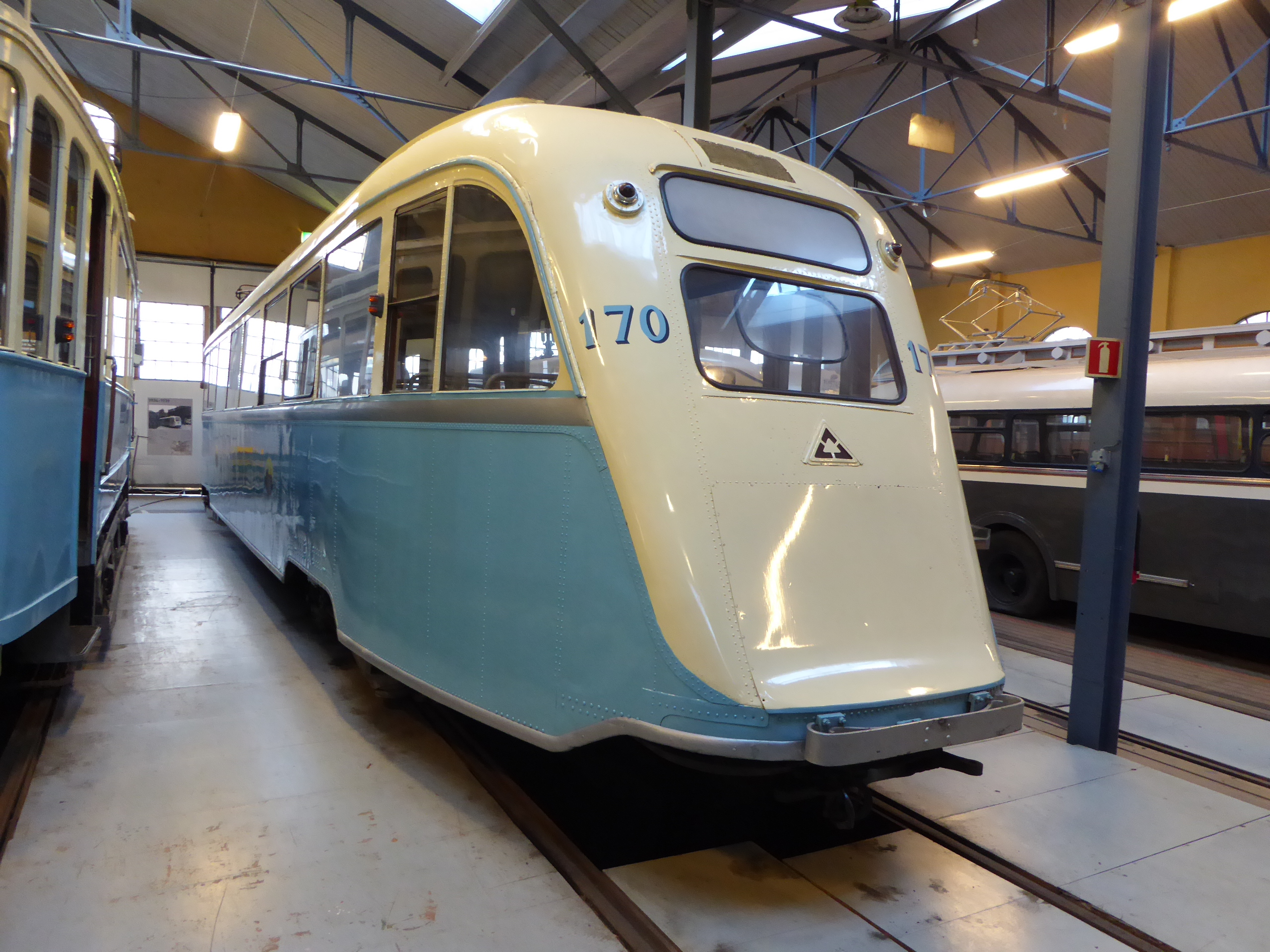
De gestroomlijnde motorwagen 170 (type 'Gullfisker' - Goudvis)
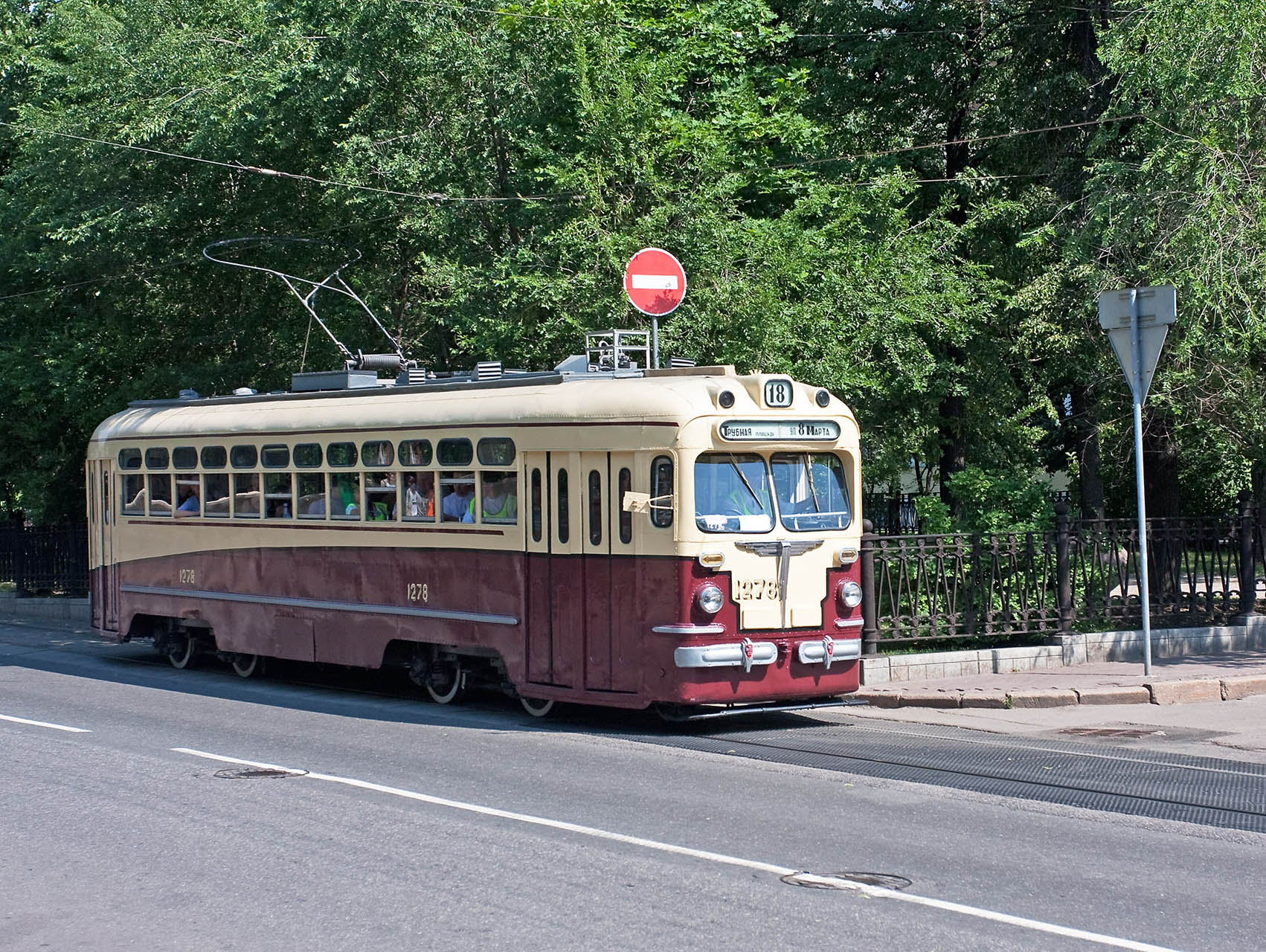
MTV-82 in Moskou
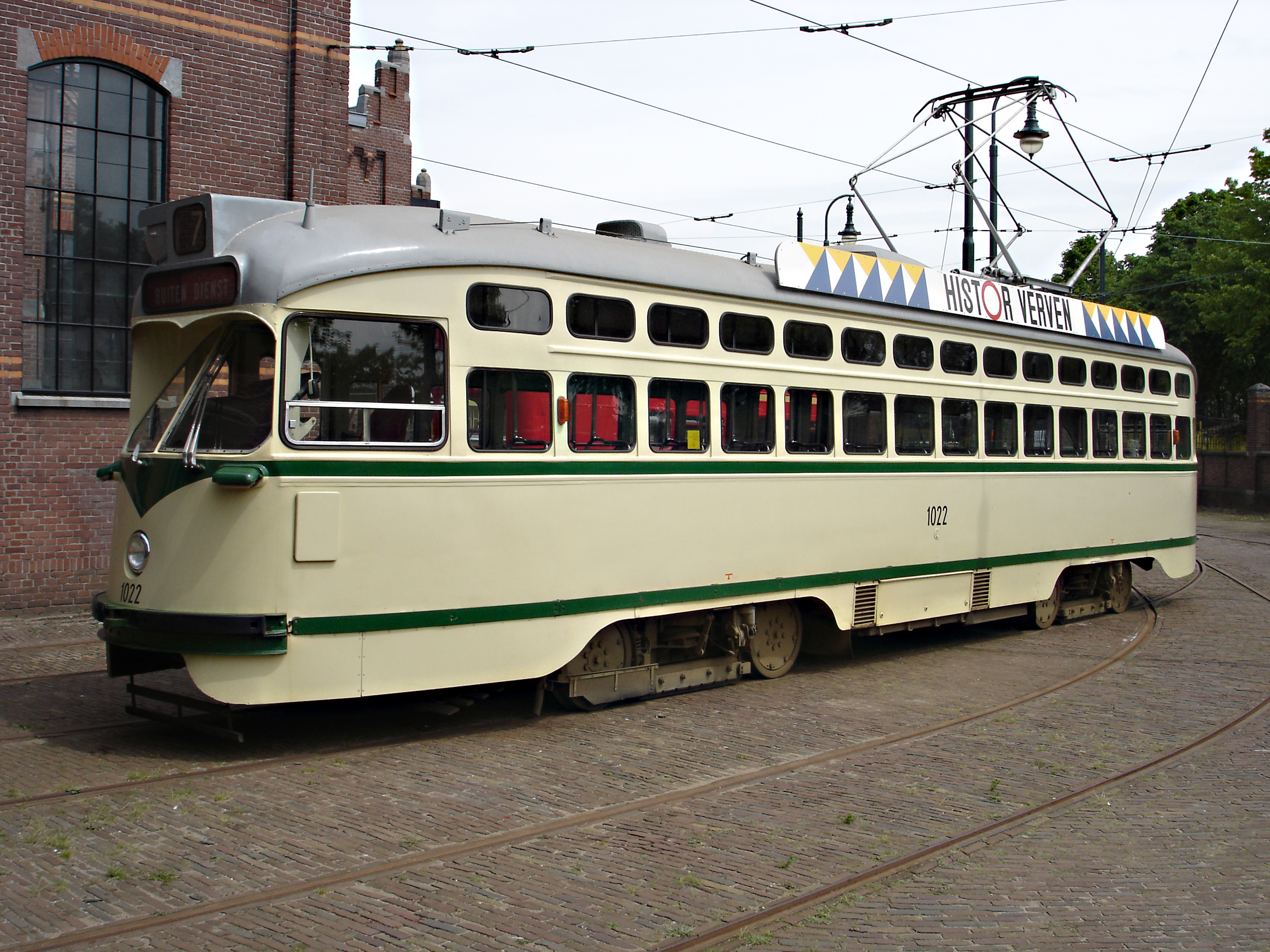
PCC-tram in Den Haag
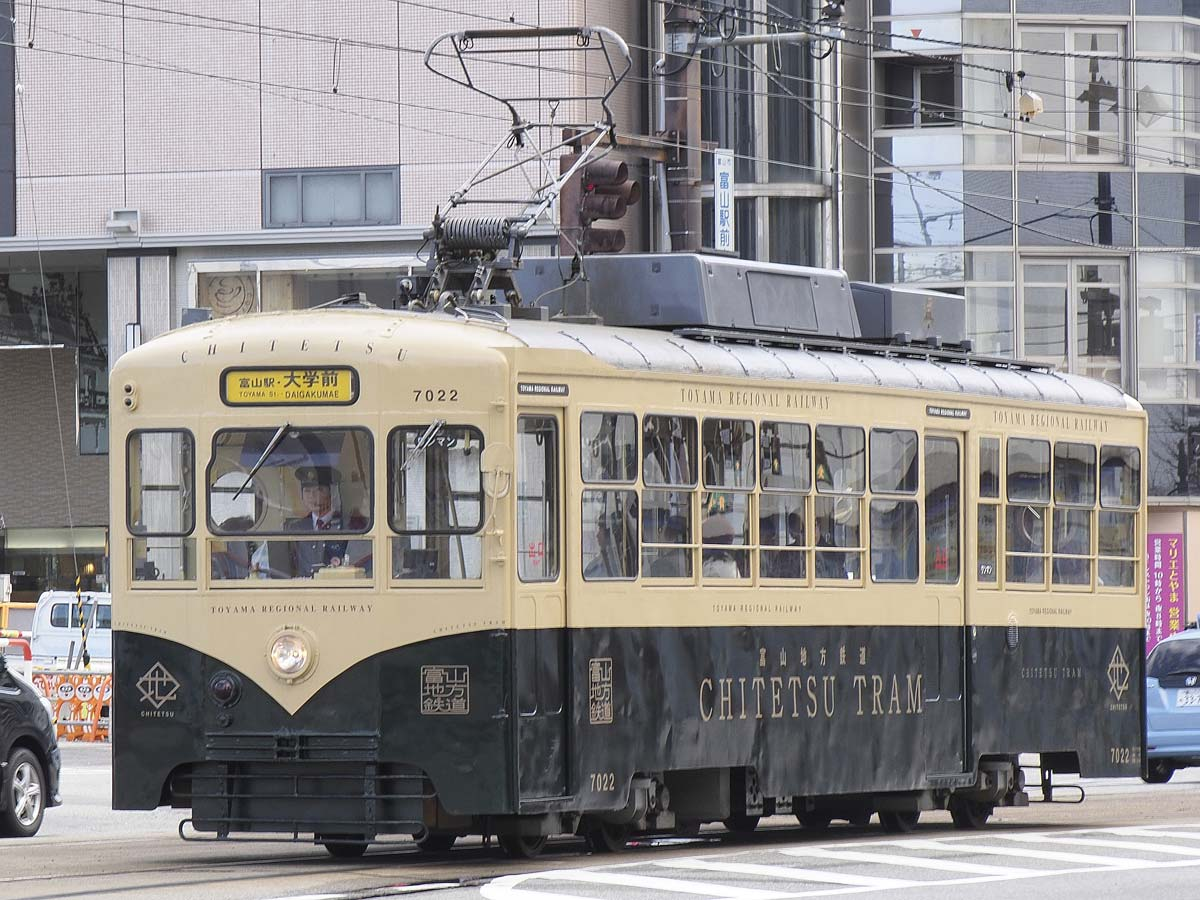
Type 7000 in Toyama
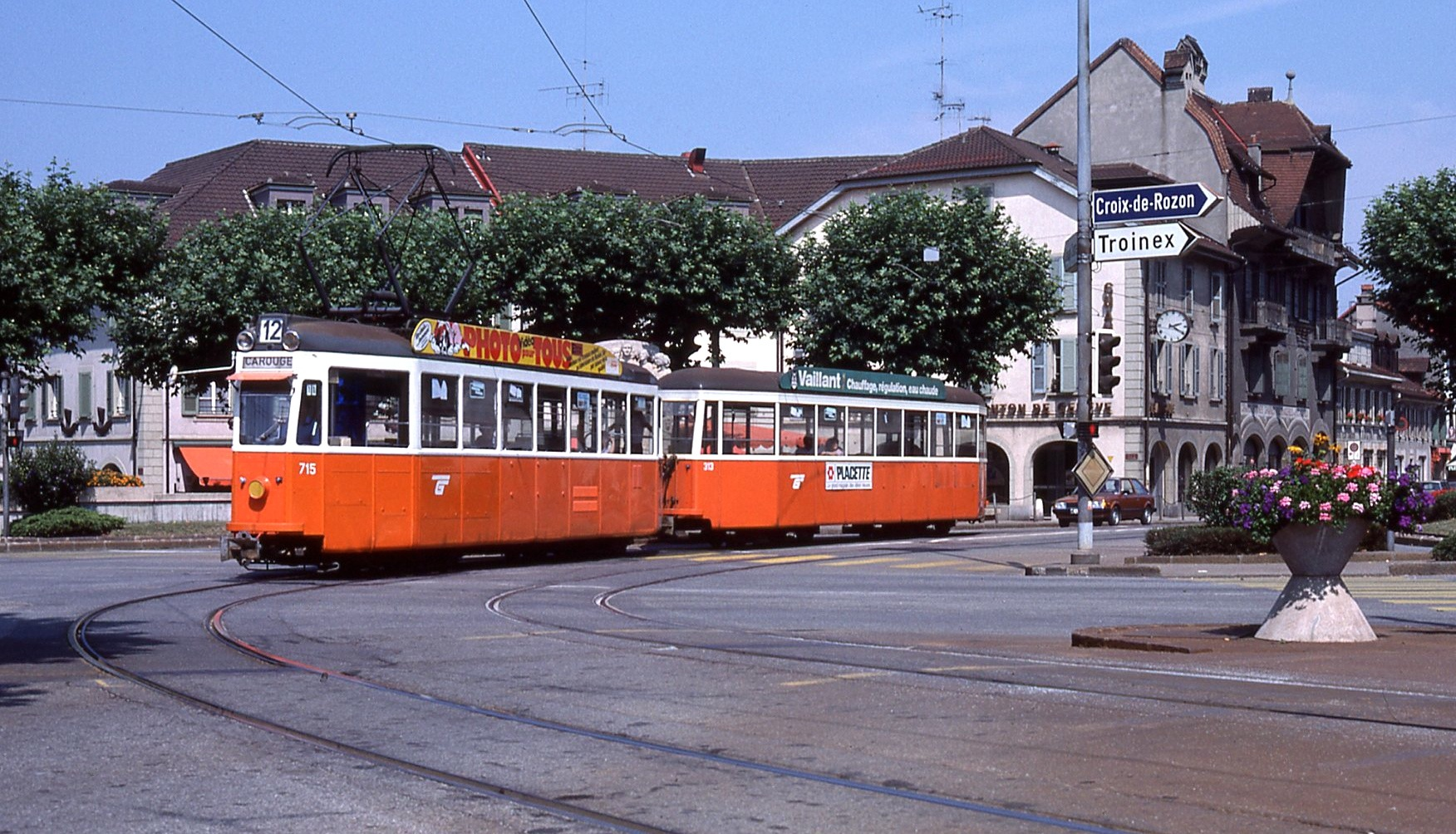
Zwitsers standaardstel Genevé 715+313 ca. 1980
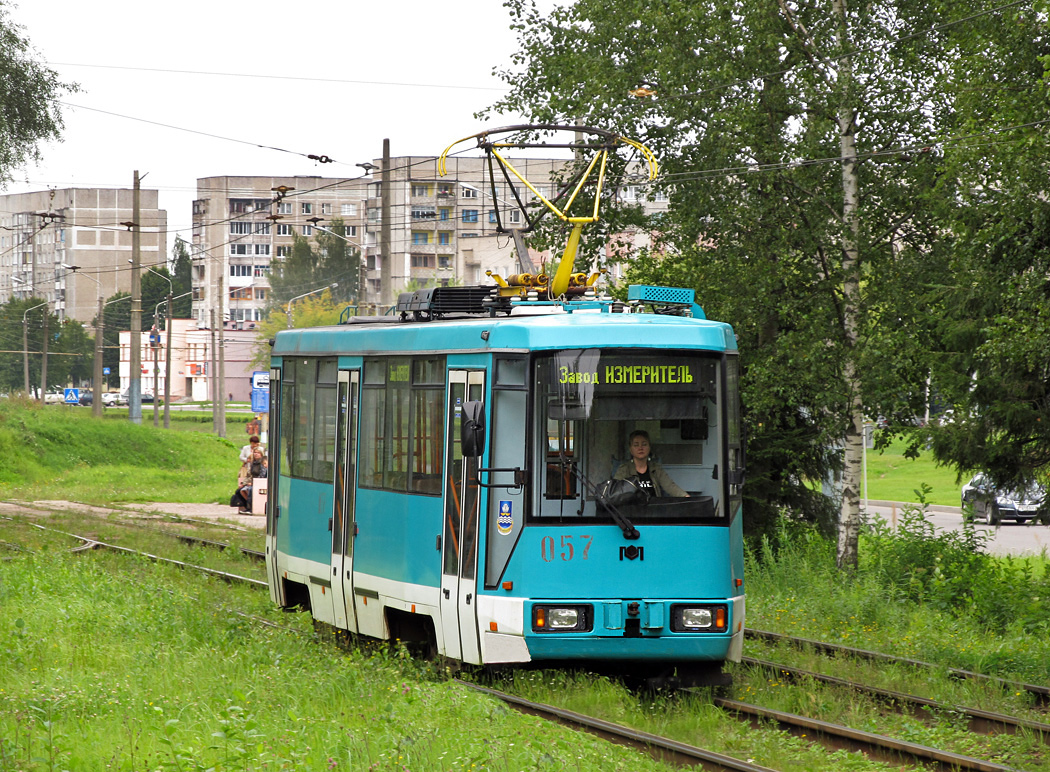
AKSM-60102 in Minsk

## Trams met jacobsdraaistel

### Zesassers
| Type/Naam           | Fabrikant      | Stad                         | Jaar | Entree  | Lengte | Stuks | Bijzonderheden                                          |
| ------------------- | -------------- | ---------------------------- | ---- | ------- | ------ | ----- | ------------------------------------------------------- |
| Serie 7000          | Stanga         | Rome                         | 1947 | trap    | —      | 50    | In 2023 nog deels in dienst.                            |
| Serie 4600/4700     | o.a. Breda     | Milaan                       | 1955 | trap    | 19,6m  | 33    | In 2023 nog deels in dienst.                            |
| GT6                 | Düwag          | o.a. Düsseldorf en Rotterdam | 1956 | trap    | —      | 1413  | Destijds de standaardtram van West-Duitsland.           |
| Serie 2800          | o.a. FIAT      | Turijn                       | 1958 | trap    | 20,1m  | 103   | In 2020 nog deels in dienst.                            |
| Kosmonaut           | eigen beheer   | Sofia                        | 1961 | trap    | 21,9m  | 63    | Slechts 20 jaar in dienst.                              |
| K2                  | Tatra          | o.a. Brno                    | 1966 | trap    | 20,3m  | 569   | In 2023 nog deels in dienst.                            |
| U2                  | Düwag, Siemens | o.a. Frankfurt               | 1968 | trap/hp | 24,3m  | 288   | Ook export naar de V.S.                                 |
| Serie 7500          | BN             | Brussel                      | 1971 | trap    | 21,2m  | 127   | In dienst als serie 7700.                               |
| Type B              | o.a. Düwag     | o.a. Keulen en Bonn          | 1974 | trap/hp | 28,0m  | 460   | Opzet is gelijk aan de sneltrams voor Utrecht.          |
| M6/N6               | o.a. Düwag     | Bochum en Mülheim            | 1976 | trap/hp | —      | >75   | M voor meterspoor, N voor normaalspoor.                 |
| SLRV                | Boeing Vertol  | o.a. Boston                  | 1976 | trap    | 21,6m  | 275   | Storingsgevoeliger dan gemiddeld.                       |
| Tram 2000           | verscheidene   | Zürich                       | 1976 | trap    | 21,4m  | 121   | In 2004-05 zijn 23 stuks tot achtasser verlengd.        |
| Guggummere          | SWP/Schindler  | Bazel                        | 1978 | trap    | —      | 94    | In 1987-99 zijn 69 stuks tot achtasser verlengd.        |
| Light Rail Véhicule | BN             | Charleroi en de Kust         | 1980 | trap    | 21,8m  | 103   | Later zijn de trams van De Lijn tot achtasser verlengd. |
| Zwitserse tram      | SIG            | Utrecht                      | 1983 | hp      | —      | 27    | Gerenoveerd in 2000-2001.                               |
| B-Class             | Comeng         | Melbourne                    | 1984 | trap    | 23,6m  | 130   | Gebaseerd op de A-class.                                |
| Type 7              | Kinki Sharyo   | Boston                       | 1986 | trap    | —      | 120   | Gerenoveerd in 2012-2019.                               |
| LVS-86              | PTMF           | Sint-Petersburg              | 1986 | trap    | 22,5m  | 473   | In 2023 nog ruim 250 stuks in dienst.                   |
| ALRV                | UTDC           | Toronto                      | 1987 | trap    | 23,2m  | 52    | Sinds eind 2019 uit dienst.                             |
| San Francisco LRV   | Breda          | San Francisco                | 1996 | trap/hp | 23,0m  | 151   | Nog 149 in dienst (2019).                               |
| Flexity Swift       | Bombardier     | o.a. Keulen en Manchester    | 2002 | hp      | 28,4m  | >250  | Er zijn versies met hoge en lagevloer.                  |
| S200                | Siemens        | Calgary en San Francisco     | 2016 | trap/hp | >23,0m | 274   | In 2019 al 116 in dienst.                               |
| HF6                 | Alstom         | Düsseldorf                   | 2022 | trap/hp | 28,0m  | 59    | Een opvolger van het 'Type B'.                          |
| LRV                 | CAF            | Bonn en Essen                | 2024 | trap/hp | 28,0m  | 72    | Een opvolger van het 'Type B'.                          |
| Vamos HF            | HeiterBlick    | Dortmund                     | 2024 | trap/hp | 28,0m  | 26    | Een opvolger van het 'Type B'.                          |
| Avenio HFx          | Siemens        | Düsseldorf                   | 2025 | trap/hp | 28,0m  | 91    | Een opvolger van het 'Type B'.                          |

### Achtassers
| Type/Naam                       | Fabrikant                   | Stad                         | Jaar | Entree  | Lengte | Stuks | Bijzonderheden                                 |
| ------------------------------- | --------------------------- | ---------------------------- | ---- | ------- | ------ | ----- | ---------------------------------------------- |
| GT8                             | Düwag                       | o.a. Düsseldorf en Rotterdam | 1956 | trap    | —      | 590   | Destijds de standaardtram van West-Duitsland.  |
| Bolkoppen                       | Beijnes, Werkspoor en Düwag | Amsterdam                    | 1958 | trap    | >23,4m | 160   | De eerste 37 trams zijn als zesasser geleverd. |
| CSMG (Csuklós Motorkocsi, Ganz) | Ganz                        | Boedapest                    | 1967 | trap    | 26,9m  | 152   | In 2019 nog deels in dienst.                   |
| Sofia 70                        | eigen beheer                | Sofia                        | 1970 | trap    | 26,4m  | 181   | Tot 2004 in dienst.                            |
| P-serie                         | Düwag                       | Frankfurt am Main            | 1972 | trap/hp | 28,7m  | 100   | In 2019 nog deels in dienst.                   |
| Luchtwagen                      | LHB                         | Amsterdam                    | 1974 | trap    | 24,3m  | 55    |                                                |
| TW6000                          | Düwag                       | Hannover                     | 1974 | trap/hp | 27,0m  | 260   | In 2019 nog 70 in dienst.                      |
| M8/N8                           | o.a. Düwag                  | o.a. Essen en Bielefeld      | 1975 | trap/hp | 26,6m  | >200  | M voor meterspoor, N voor normaalspoor.        |
| Jumbotram                       | Gruppo Aziende Italiane     | Milaan                       | 1976 | trap    | 29,0m  | 100   | Destijds een van de langste achtassers.        |
| Serie 7900                      | BN                          | Brussel                      | 1977 | trap    | 27,9m  | 61    | Aangeschaft voor dienst op de pre-metrolijnen. |
| Blokkendoos                     | LHB                         | Amsterdam                    | 1979 | trap    | 25,5m  | 37    |                                                |
| GTL                             | BN                          | Den Haag                     | 1981 | trap    | >28,6m | 147   | De laatste 47 stuks zijn 29,0m lang.           |
| Green Liner                     | ALNA                        | Hiroshima                    | 1984 | trap    | >26,9m | 28    | Gebouwd in 4 series.                           |
| KT8D5                           | Tatra                       | o.a. Praag                   | 1986 | trap/lv | 30,3m  | 205   | Vanaf 1998 van lage vloer voorzien.            |
| Trapwagen                       | BN                          | Amsterdam                    | 1989 | trap-lv | 25,9m  | 45    | 20 tweerichting voor lijn 5 en 25 éénrichting  |
| TFS-1                           | Alstom                      | Nantes                       | 1992 | trap/lv | 39,2m  | 46    | Zijn alle eerst als zesasser geleverd.         |
| SLRV                            | Kinki Sharyo                | Dallas                       | 1996 | trap/lv | —      | 163   | Eerste 116 trams zijn als zesasser geleverd.   |
| GT8-100D/2S-M                   | Düwag/Siemens               | Karlsruhe                    | 1997 | trap/hp | 36,6m  | 86    | Enkele met panorama-vensters.                  |
| 15T (ForCity Alfa)              | Škoda                       | Praag                        | 2009 | lv      | 31,4m  | >250  | Alleen aan Riga geëxporteerd.                  |

### Tienassers
| Type/Naam | Fabrikant | Stad     | Jaar | Entree  | Lengte | Stuks | Bijzonderheden                                        |
| --------- | --------- | -------- | ---- | ------- | ------ | ----- | ----------------------------------------------------- |
| GT10NC-DU | Düwag     | Duisburg | 1986 | trap/lv | 32,6m  | 46    | Achtassers zijn in 1996/1997 tot tienassers verlengd. |

Galerij

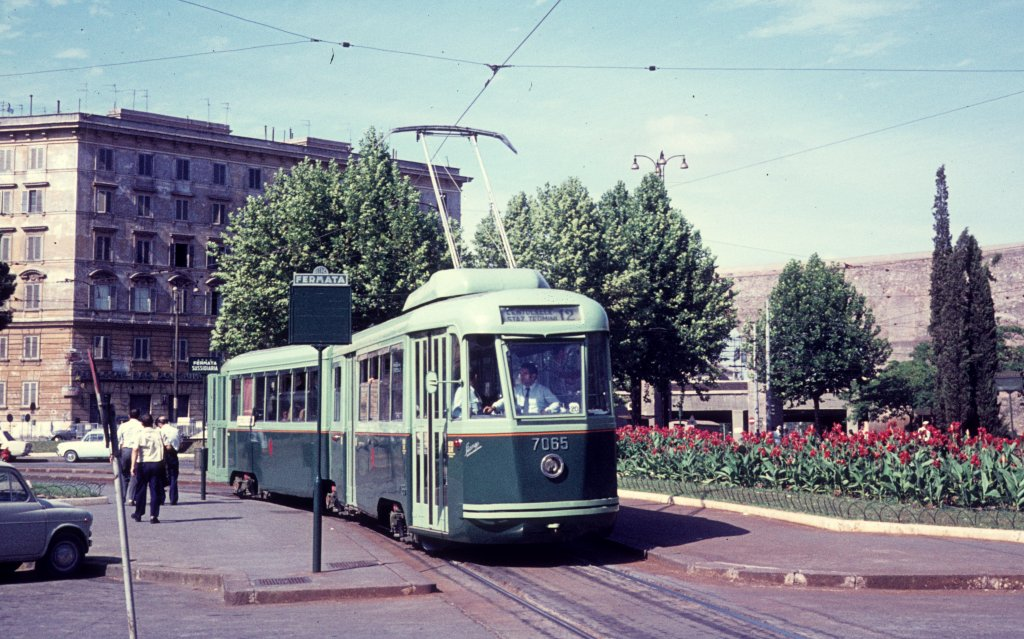
Gelede wagen 7065 in Rome.
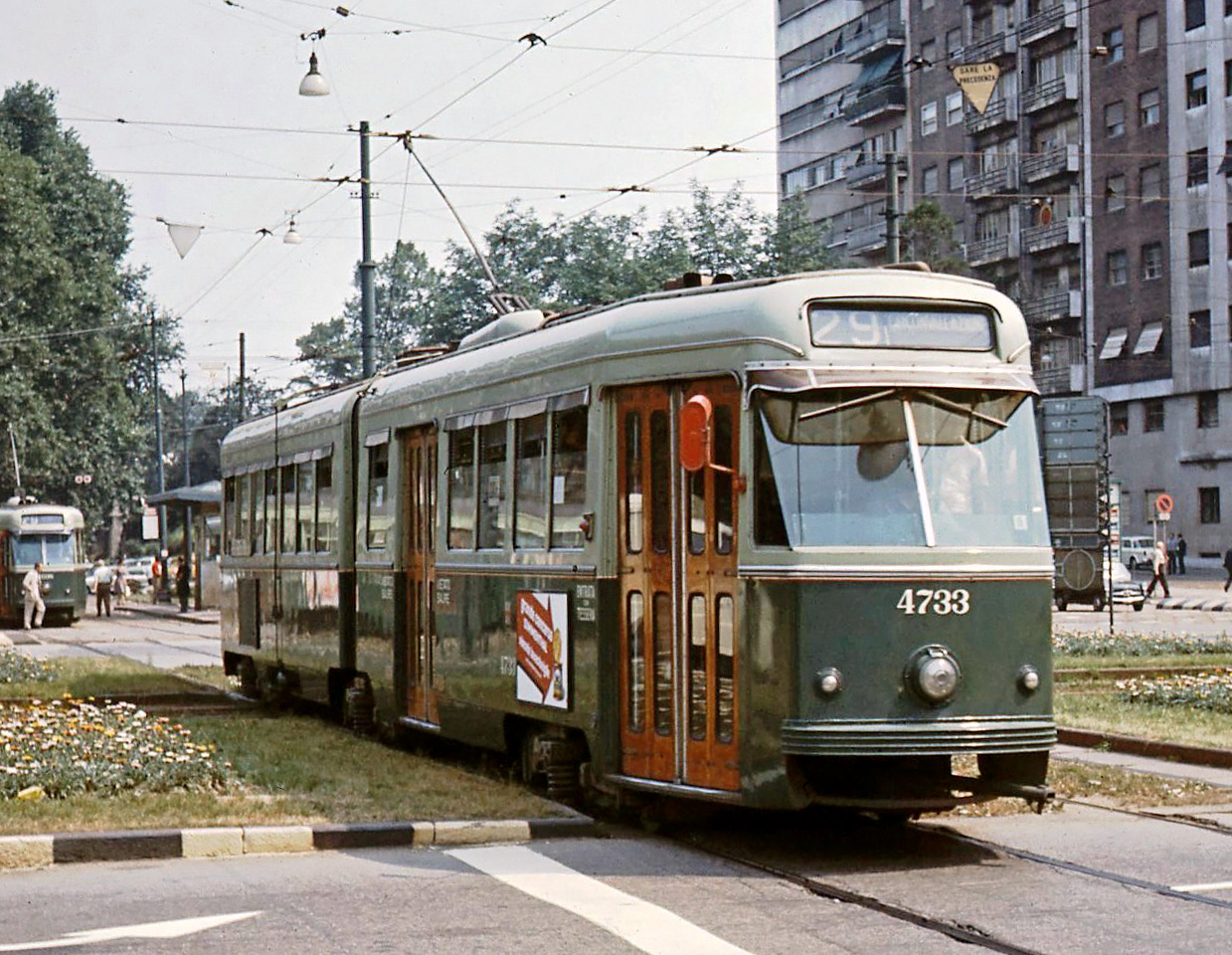
Gelede wagen 4733 in Milaan.
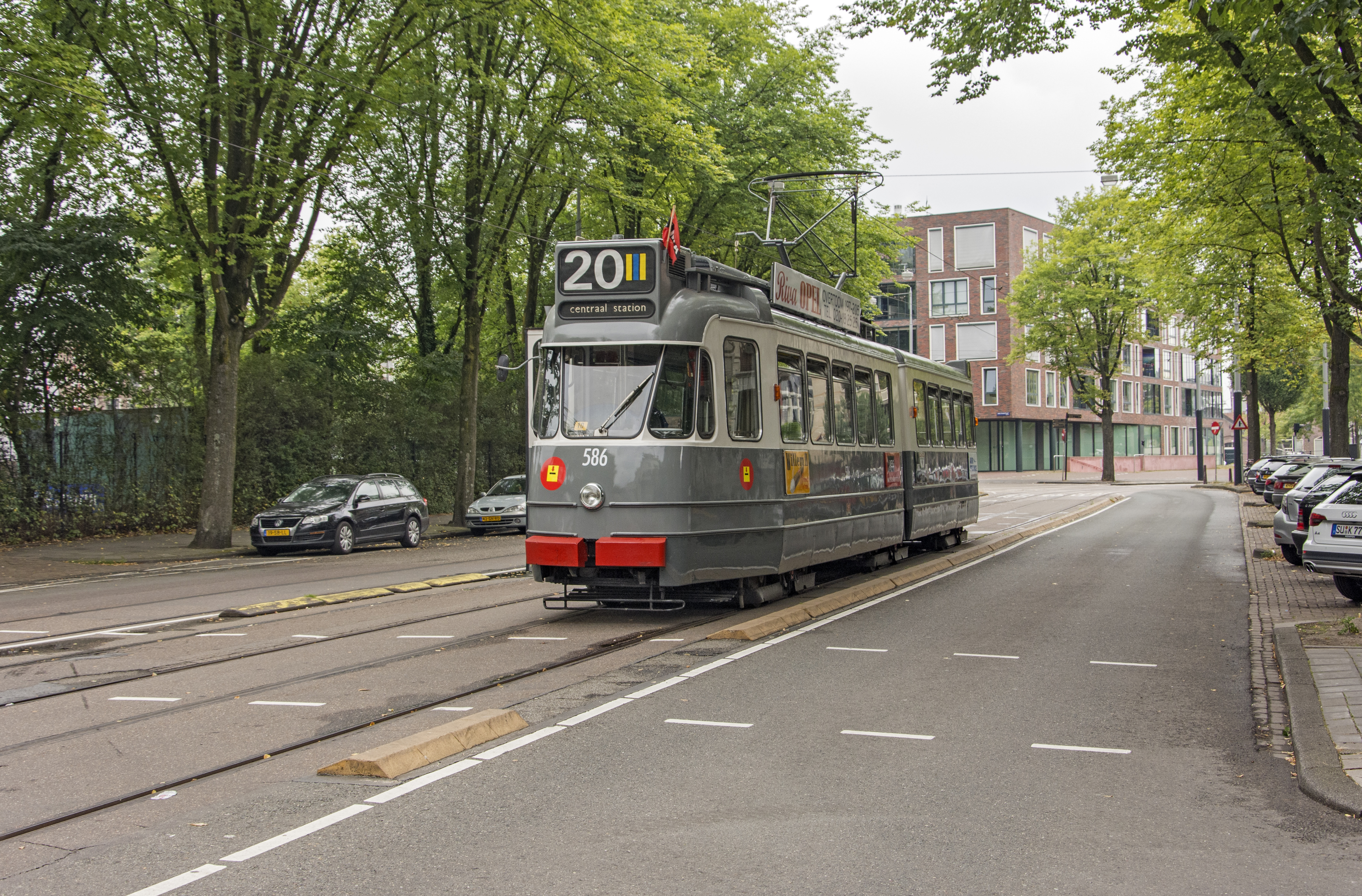
Een bolkop (2G) in originele zesassige uitvoering.
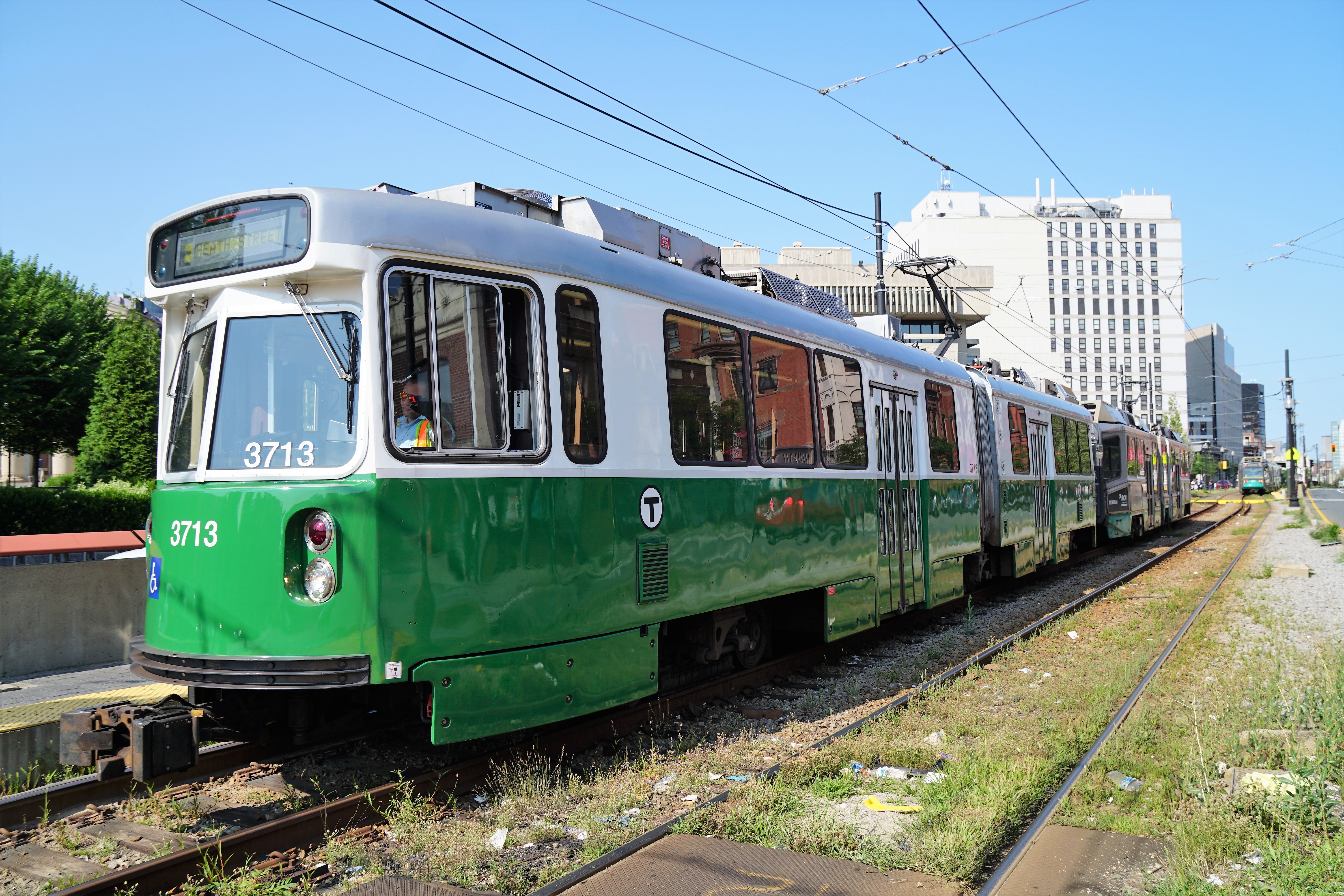
Type 7 van de Boston Green Line
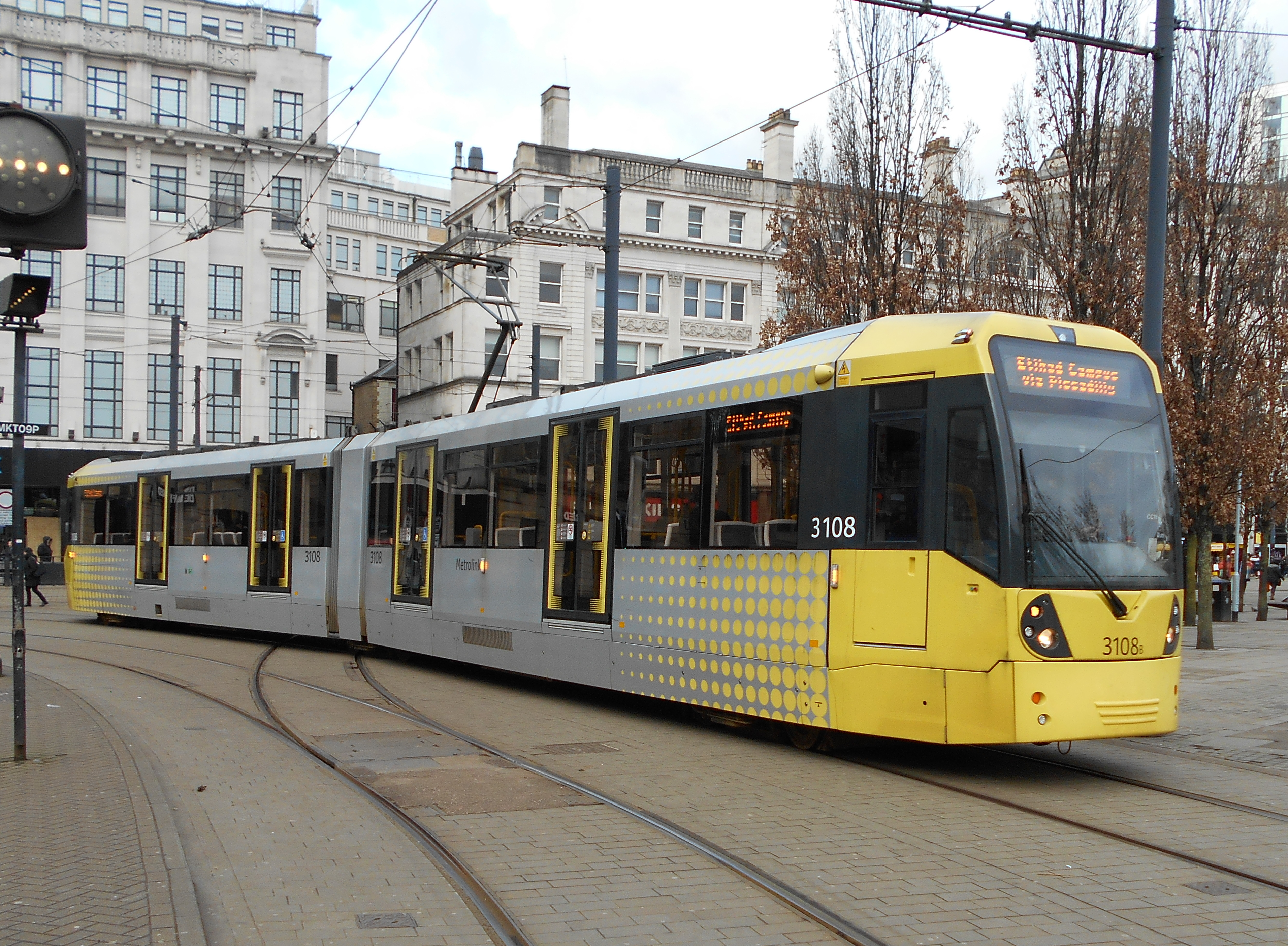
Felxity Swift in Manchester.
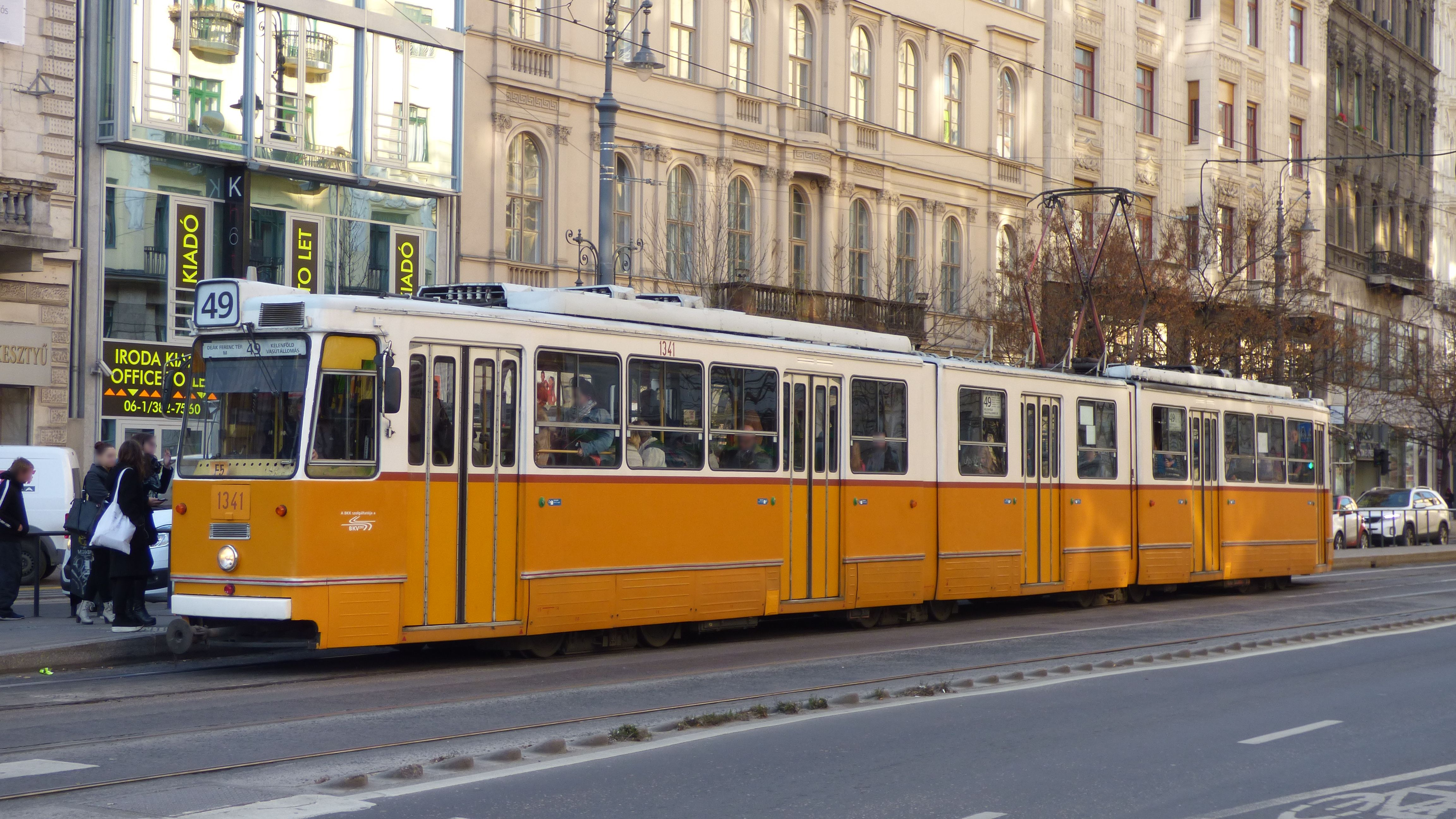
Een CSMG in Boedapest.
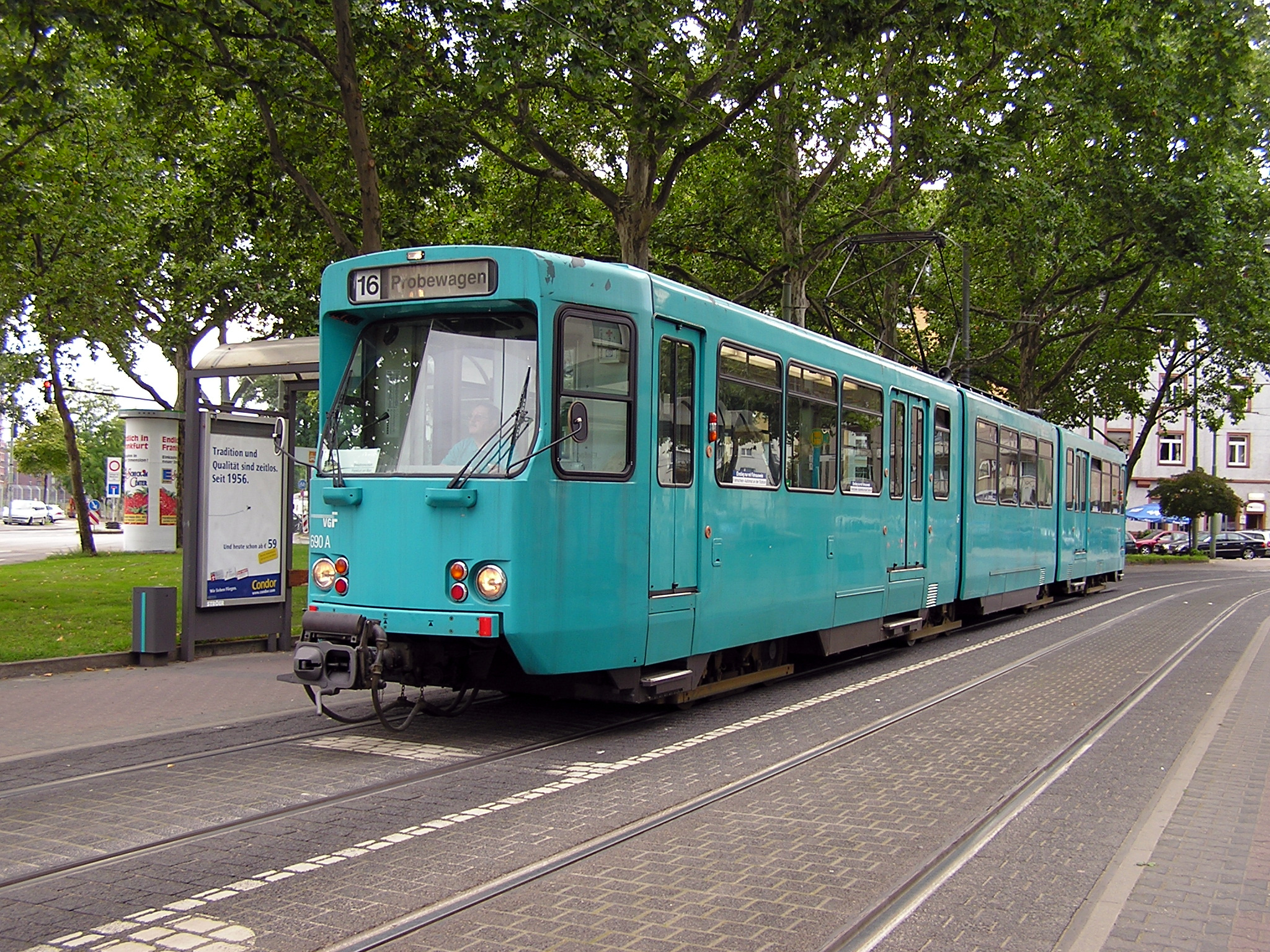
Serie P/Pt in Frankfurt.
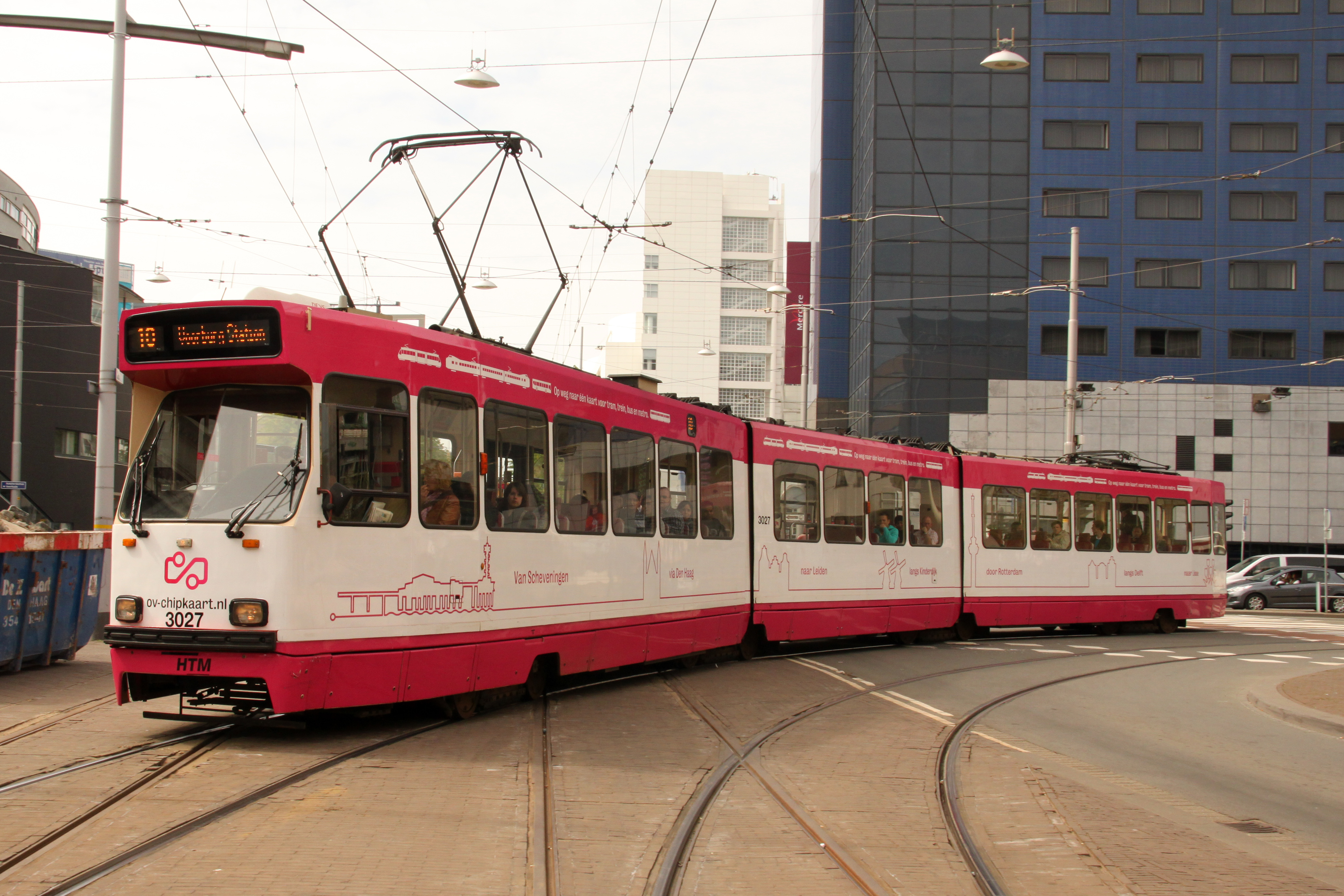
GTL in Den Haag.
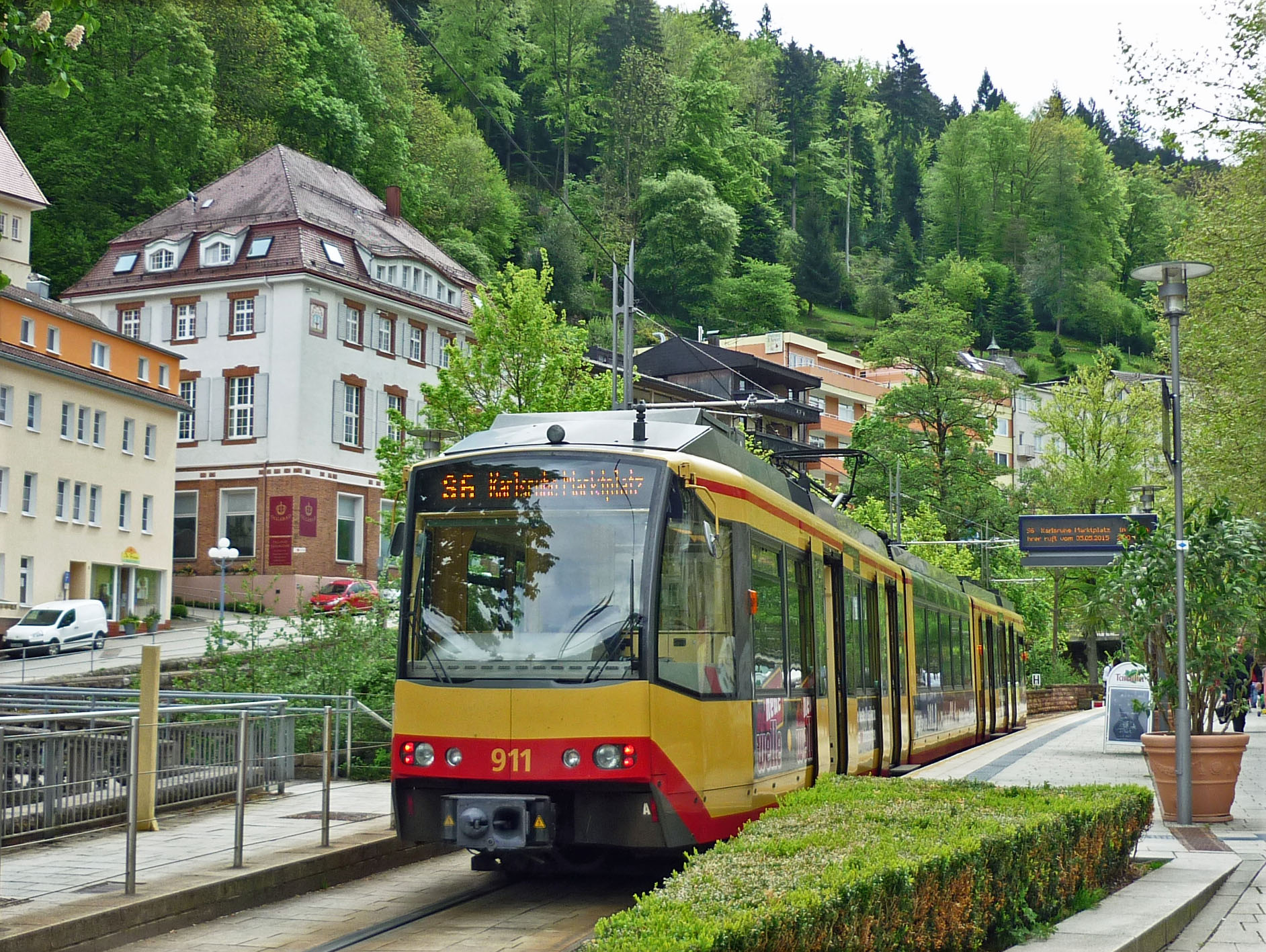
'Panorama-tram' van de Stadtbahn van Karlsruhe.
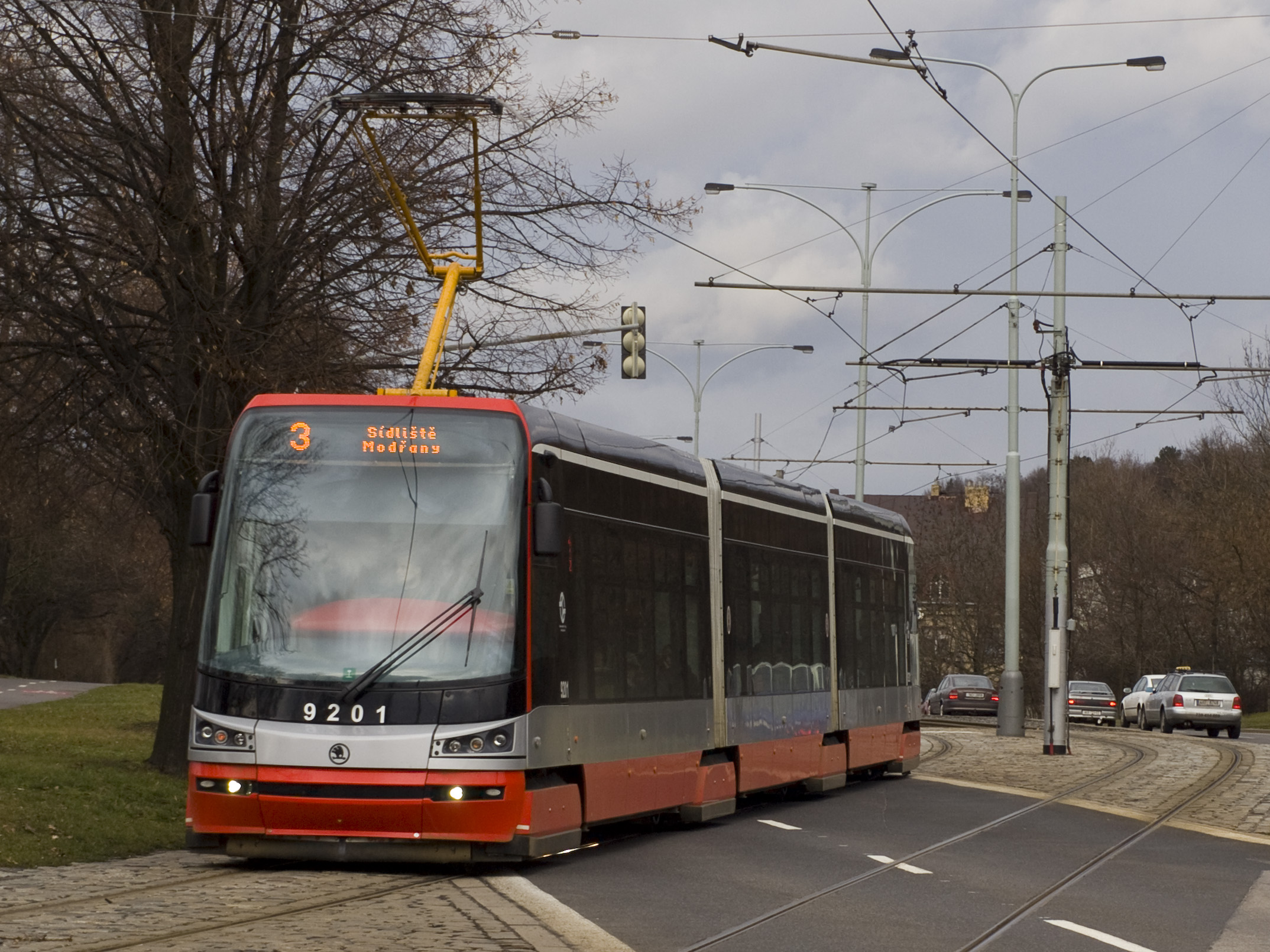
Lagevloer tram 15T in Praag.

## Trams met opgelegde bak

### Vierassersmet twee bakken
| Type/Naam | Fabrikant        | Stad   | Jaar | Entree | Lengte | Stuks | Bijzonderheden                      |
| --------- | ---------------- | ------ | ---- | ------ | ------ | ----- | ----------------------------------- |
| Sputnik   | Westwaggon/Düwag | Keulen | 1957 | trap   | 18,2m  | 26    | Slechts tot 1968-1969 in dienst.    |
| Type F    | SGP              | Wenen  | 1963 | trap   | 19,1m  | 50    | Voorste bak gelijk aan het type L4. |

### Zesassersmet twee bakken
| Type/Naam       | Fabrikant            | Stad                    | Jaar | Entree | Lengte | Stuks | Bijzonderheden                      |
| --------------- | -------------------- | ----------------------- | ---- | ------ | ------ | ----- | ----------------------------------- |
| ZGT             | Düwag                | Rotterdam               | 1981 | trap   | >22,8m | 100   | De eerste 50 stuks waren 23,8m.     |
| Vevey (DAV)     | consortium met Vevey | Genève en Saint-Étienne | 1987 | lv     | >22,7m | 71    | Een van de eerste lagevloertrams.   |
| Flexity Classic | Bombardier           | o.a. Halle en Dessau    | 2001 | lv     | >21,1m | >60   | Rijdt in Halle standaard gekoppeld. |
| TW3000          | Consortium           | Hannover                | 2014 | hp     | >25,0m | 153   | Stadtbahn-voertuig                  |
| Tango NF2       | Stadler Rail         | Ostrava                 | 2018 | lv     | 24,9m  | >30   | Afgeleid van de Stadler Metelitsa.  |
| EVO 2           | TW Team              | o.a. Brno               | 2019 | lv     | 21,8m  | >50   | Op basis van de ongelede EVO 1.     |
| ForCity Smart   | Škoda                | Ostrava                 | 2020 | lv     | 26,5m  | 40    | –                                   |
| TW4000          | CAF                  | Hannover                | 2025 | hp     | >25,0m | >100  | Stadtbahn-voertuig                  |

### Zesassersmet drie bakken
| Type/Naam       | Fabrikant           | Stad                       | Jaar | Entree  | Lengte | Stuks | Bijzonderheden                          |
| --------------- | ------------------- | -------------------------- | ---- | ------- | ------ | ----- | --------------------------------------- |
| Mirage          | SIG                 | Zürich                     | 1966 | tr      | 20,9m  | 126   | Vernoemd naar de Mirage-straaljager.    |
| TFS-2           | Alstom              | o.a. Parijs, Grenoble      | 1986 | lv      | 29,4m  | 116   | De TFS-1 heeft een andere opzet.        |
| Serie 5000      | Consortium met Fiat | Turijn                     | 1989 | lv      | 22,2m  | 54    | Geen export.                            |
| Serie 9000      | Socimi              | Rome                       | 1990 | lv      | 21,1m  | 34    | Geen export.                            |
| MGT6D           | Düwag               | o.a. Kassel                | 1990 | lv      | 28,6m  | >200  | De versie voor Leipzig heeft 8 assen.   |
| Tram 2000       | Bombardier          | Brussel                    | 1993 | lv      | 22,8m  | 51    | Geen export.                            |
| Serie 3800      | Siemens             | o.a. Valencia              | 1994 | lv      | >23,8m | 80    | Ook geleverd aan Lissabon en Karlsruhe. |
| Flexity Swift   | Bombardier          | o.a. Keulen en Minneapolis | 1995 | lv      | 28,4m  | >200  | Er zijn versies met hoge en lagevloer.  |
| TW2000/2500     | Alstom LHB          | Hannover                   | 1997 | trap/hp | 25,8m  | 144   | De serie 2500 rijdt altijd gekoppeld.   |
| Citadis 301     | Alstom              | o.a. Orléans               | 1999 | lv      | 29,9m  | 77    | De TFS-2 heeft dezelfde opzet.          |
| Flexity Classic | Bombardier          | o.a. Krakau                | 1999 | lv      | 26,0m  | 53    | Ontwikkeld door DWA als LF 2000.        |
| S70/Avanto      | Siemens             | o.a. Houston, Atlanta      | 2004 | lv      | >27,8m | >200  | Vooral succesvol in Noord-Amerika.      |
| 71-931 Vityaz   | Consortium          | o.a. Moskou                | 2014 | lv      | 27,0m  | >300  | Geen export.                            |
| Urbos LRV       | CAF                 | Houston en Boston          | 2015 | lv      | >23,0m | 63    | Speciaal voor Noord-Amerika.            |
| Tramlink        | Stadler Valencia    | Milaan                     | 2022 | lv      | 25,0m  | >30   | Speciaal ontworpen voor krappe bogen.   |
| ForCity PLlus   | Škoda               | o.a. Cottbus               | 2023 | lv      | –      | 40    | –                                       |

### Achtassersmet drie bakken
| Type/Naam          | Fabrikant            | Stad                                    | Jaar | Entree  | Lengte | Stuks | Bijzonderheden                      |
| ------------------ | -------------------- | --------------------------------------- | ---- | ------- | ------ | ----- | ----------------------------------- |
| GT8 Freiburg       | Düwag                | Freiburg                                | 1971 | trap/lv | 32,8m  | 25    | Alle assen aangedreven.             |
| Supertram          | Düwag                | Sheffield                               | 1992 | lv      | 34,8m  | 25    | Alle assen aangedreven.             |
| NGT8D              | Alstom LHB           | o.a. Maagdenburg                        | 1994 | lv      | >27,6m | 145   | Alleen in Duitsland geleverd.       |
| Flexity Link       | Bombardier           | Saarbrücken                             | 1997 | lv      | 37,0m  | 28    | Ingezet als tramtrein.              |
| Flexity Classic    | Bombardier           | o.a. Bremen                             | 1999 | lv      | >28,0m | >250  | Ontwikkeld door DWA als LF 2000.    |
| RegioCitadis       | Alstom LHB           | Den Haag en Kassel                      | 2005 | lv      | 36,8m  | 100   | Ook met hybride aandrijving.        |
| Flexity Swift      | Bombardier           | Porto en Karlsruhe                      | 2009 | lv      | 37,1m  | 172   | –                                   |
| Vamos (GTZ8-B)     | HeiterBlick en Kiepe | Bielefeld                               | 2011 | trap/hp | 34,2m  | 40    | Alle assen aangedreven.             |
| Urbos AXL (A35)    | CAF                  | o.a. Stockholm                          | 2011 | lv      | 31,2m  | 53    | De "A36" is de vierdelige versie.   |
| Twist              | PESA                 | Katowice                                | 2012 | lv      | 32,0m  | >30   | –                                   |
| ForCity Smart      | Škoda                | o.a. Helsinki en Rijn-Neckar (Mannheim) | 2013 | lv      | >27,6m | >90   | De Rijn-Neckar tram heet "RNT2020". |
| Citylink (NET2012) | Vossloh/Stadler      | o.a. Karlsruhe en Sheffield             | 2014 | lv      | 37,2m  | >100  | Ook ingezet als Tramtrein.          |
| Tango              | Stadler              | o.a. Kraków                             | 2017 | lv      | >33,4m | 122   | In Aarhus als Tramtrein.            |
| Moderus Gamma      | Modertrans           | o.a. Poznań                             | 2018 | lv      | 31,4m  | >80   | In een- en tweerichtings-versies.   |
| TINA               | Stadler              | Den Haag                                | 2026 | lv      | 36,5m  | >56   | Met volledig lage vloer.            |

### Tienassersmet vier bakken
| Type/Naam       | Fabrikant | Stad                  | Jaar | Entree | Lengte | Stuks | Bijzonderheden                          |
| --------------- | --------- | --------------------- | ---- | ------ | ------ | ----- | --------------------------------------- |
| Citadis Dualis  | Alstom    | o.a. Parijs en Nantes | 2011 | lv     | ~42m   | >80   | Tram-trein voertuig.                    |
| Citadis SX05    | Alstom    | Frankfurt am Main     | 2022 | lv     | ~40m   | 34    | Ook zijn er 24 stuks van 31,5m besteld. |
| Flexity Classic | Alstom    | Maagdenburg           | 2023 | lv     | ~38m   | 34    | Er is nog een optie van 28 stuks.       |

Galerij

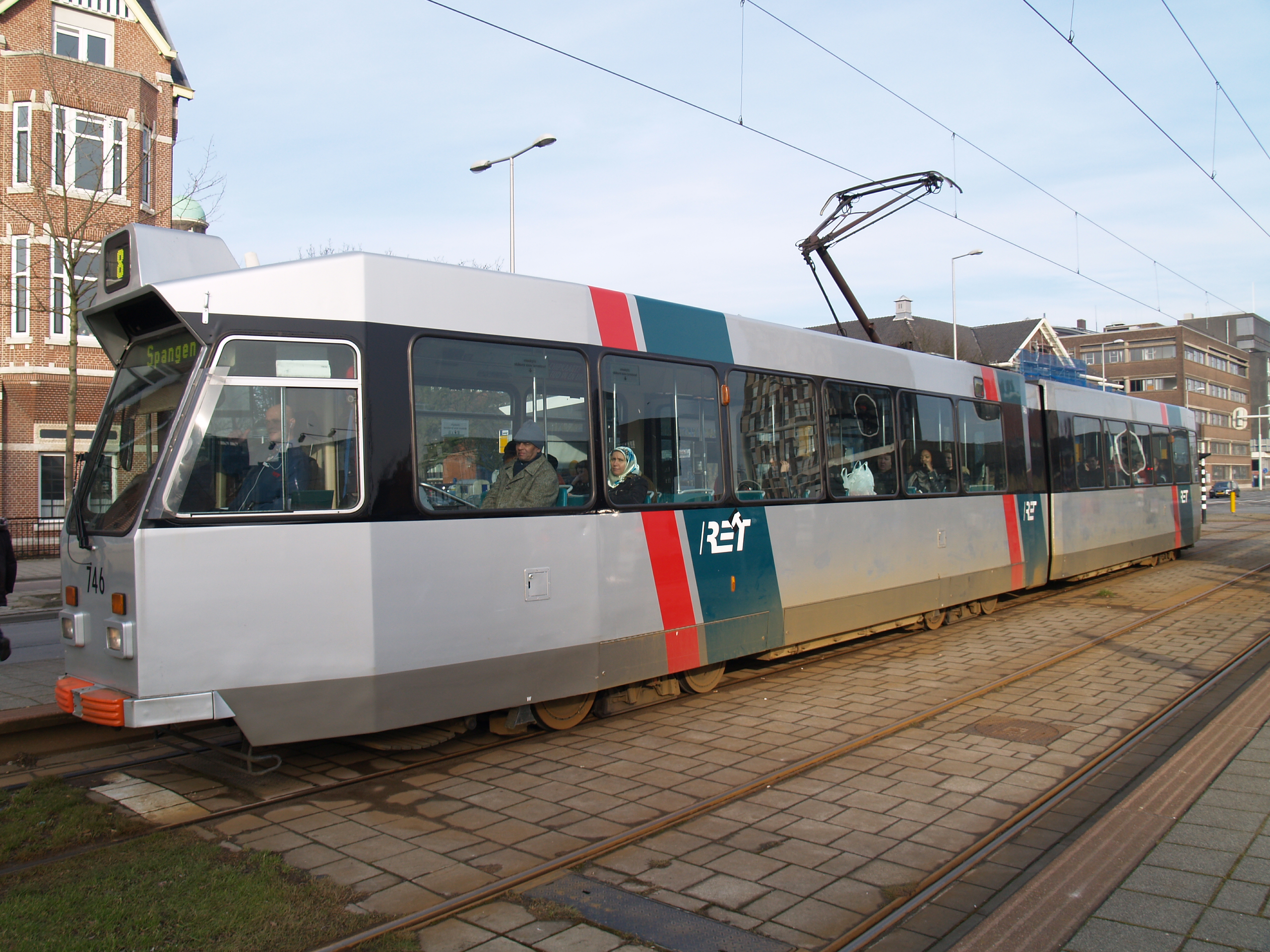
ZGT zesasser in Rotterdam.
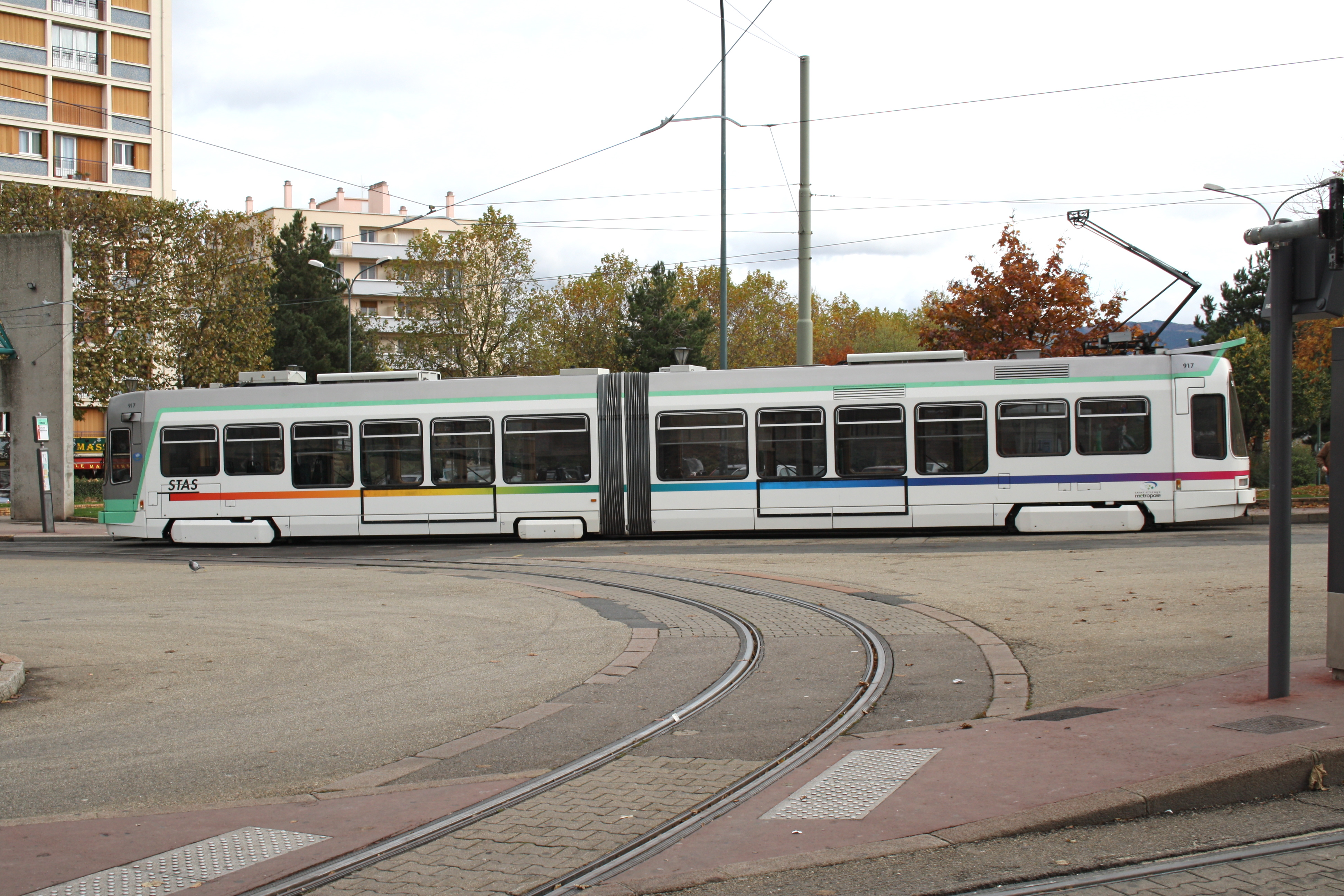
Vevey tram in Saint-Étienne.
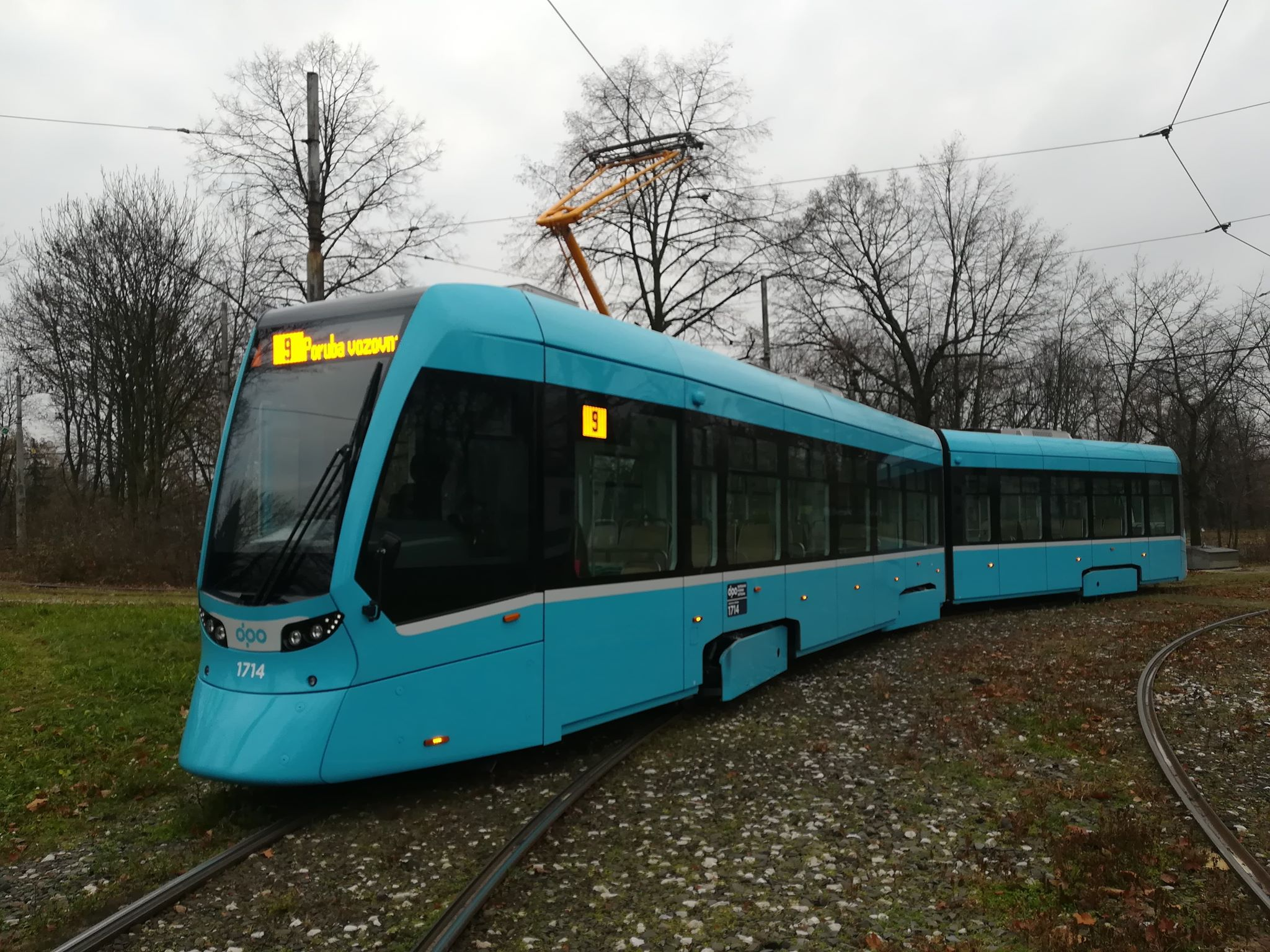
Tweedelige Tango zesasser in Ostrava.
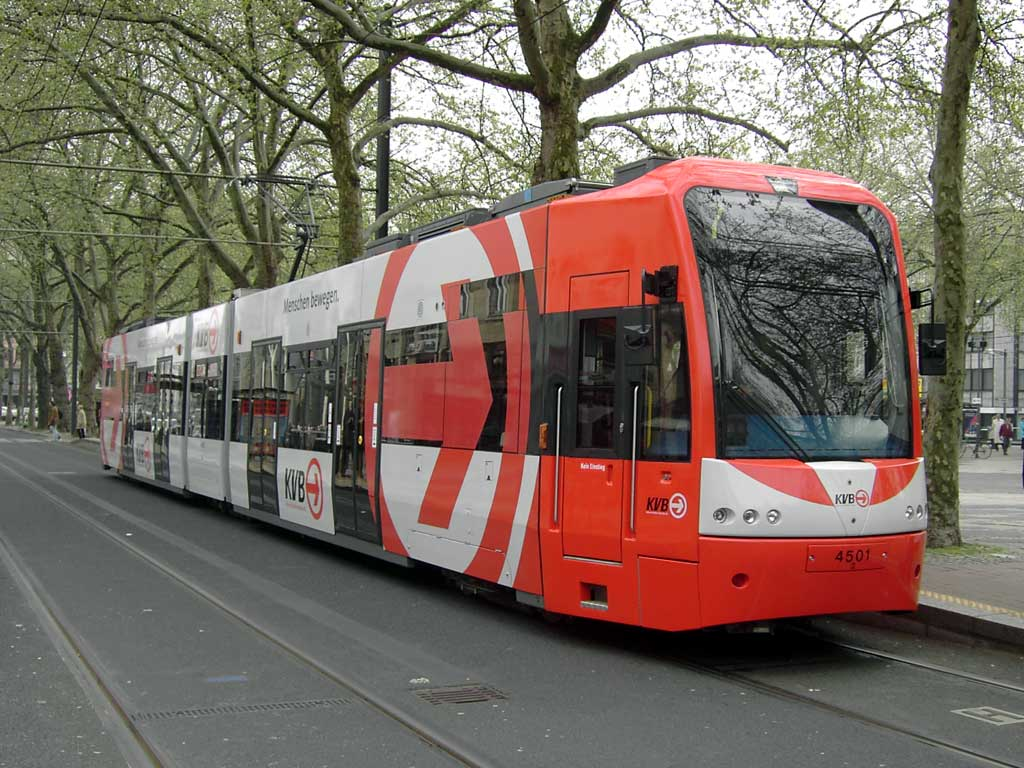
Flexity Swift in Keulen.
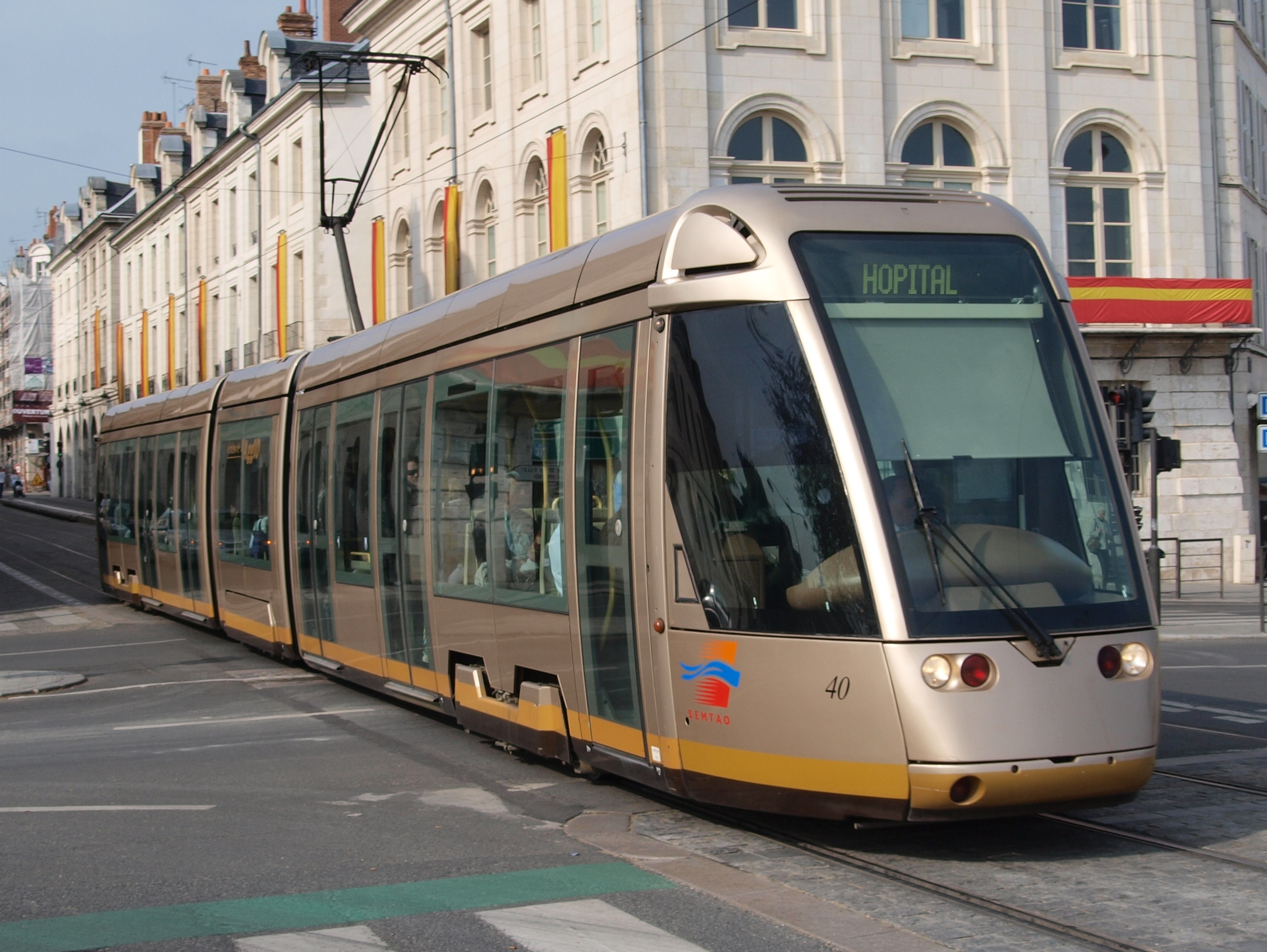
Citadis 301 in Orléans.
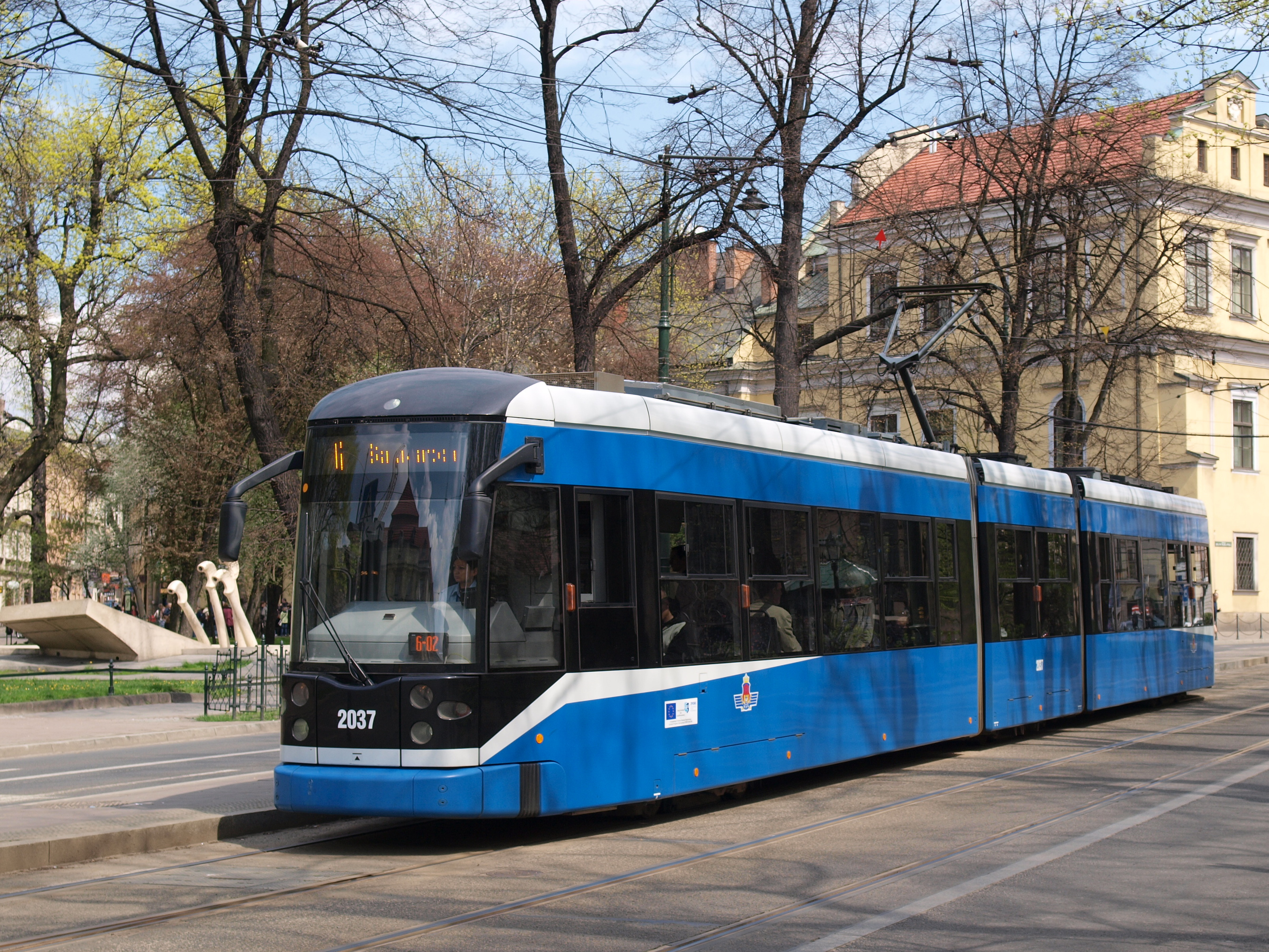
Driedelige Flexity classic zesasser in Krakau.
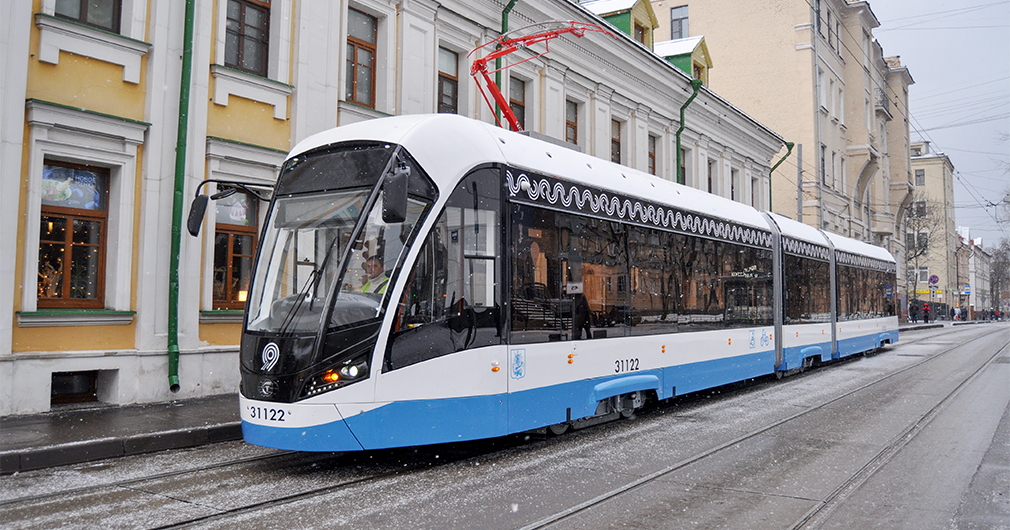
Vityaz tram in Moskou.
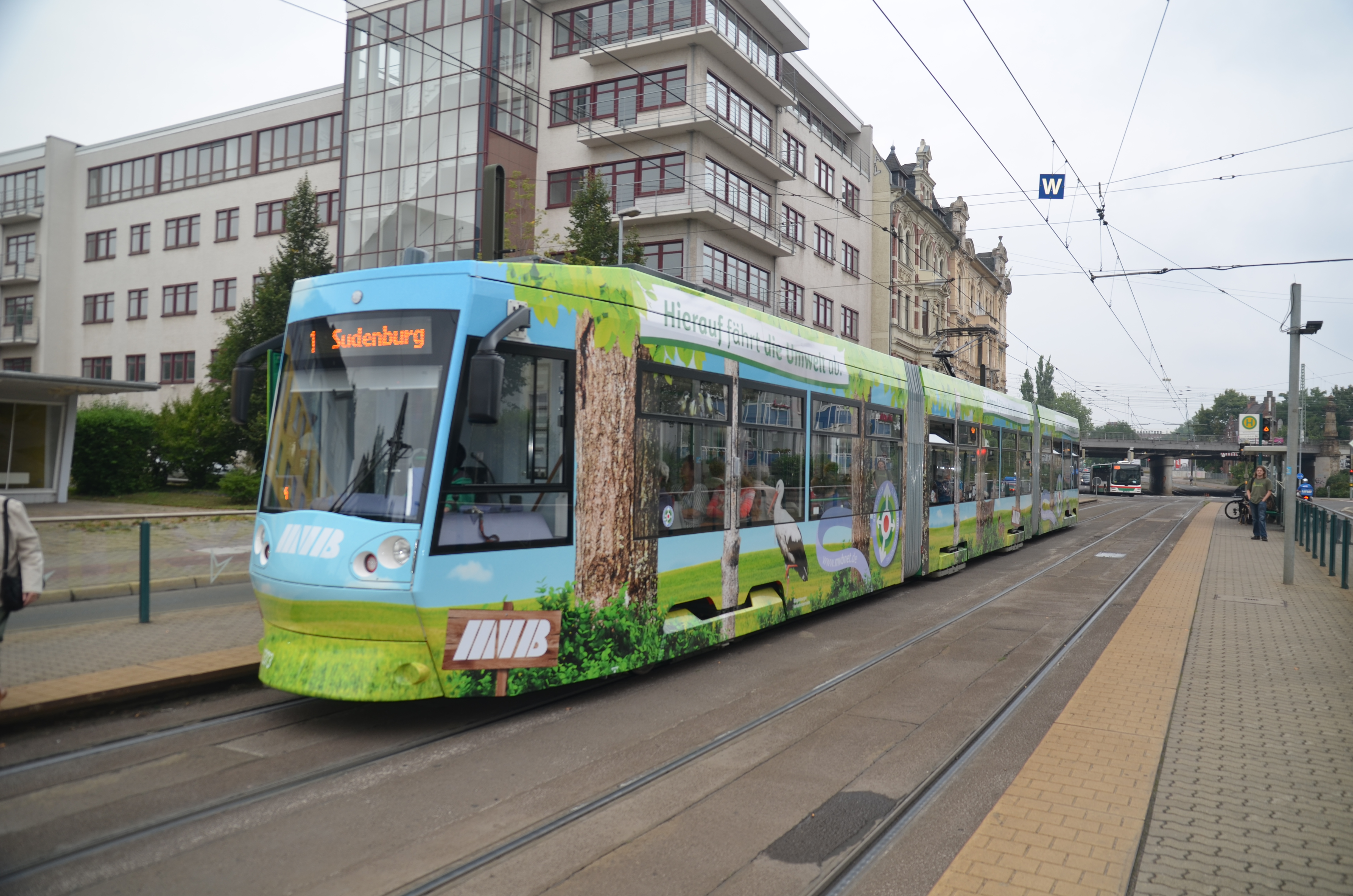
NGT8D in Maagdenburg.
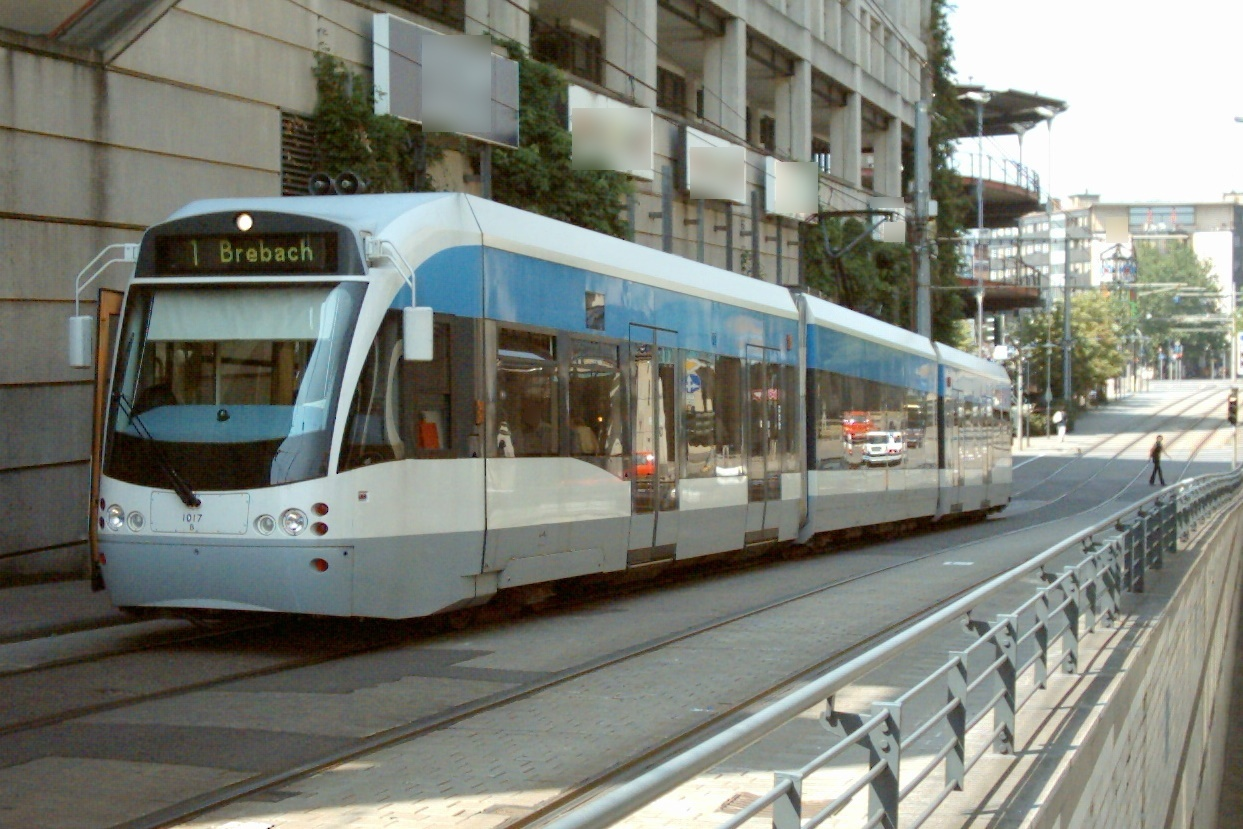
Flexity Link in Saarbrücken.
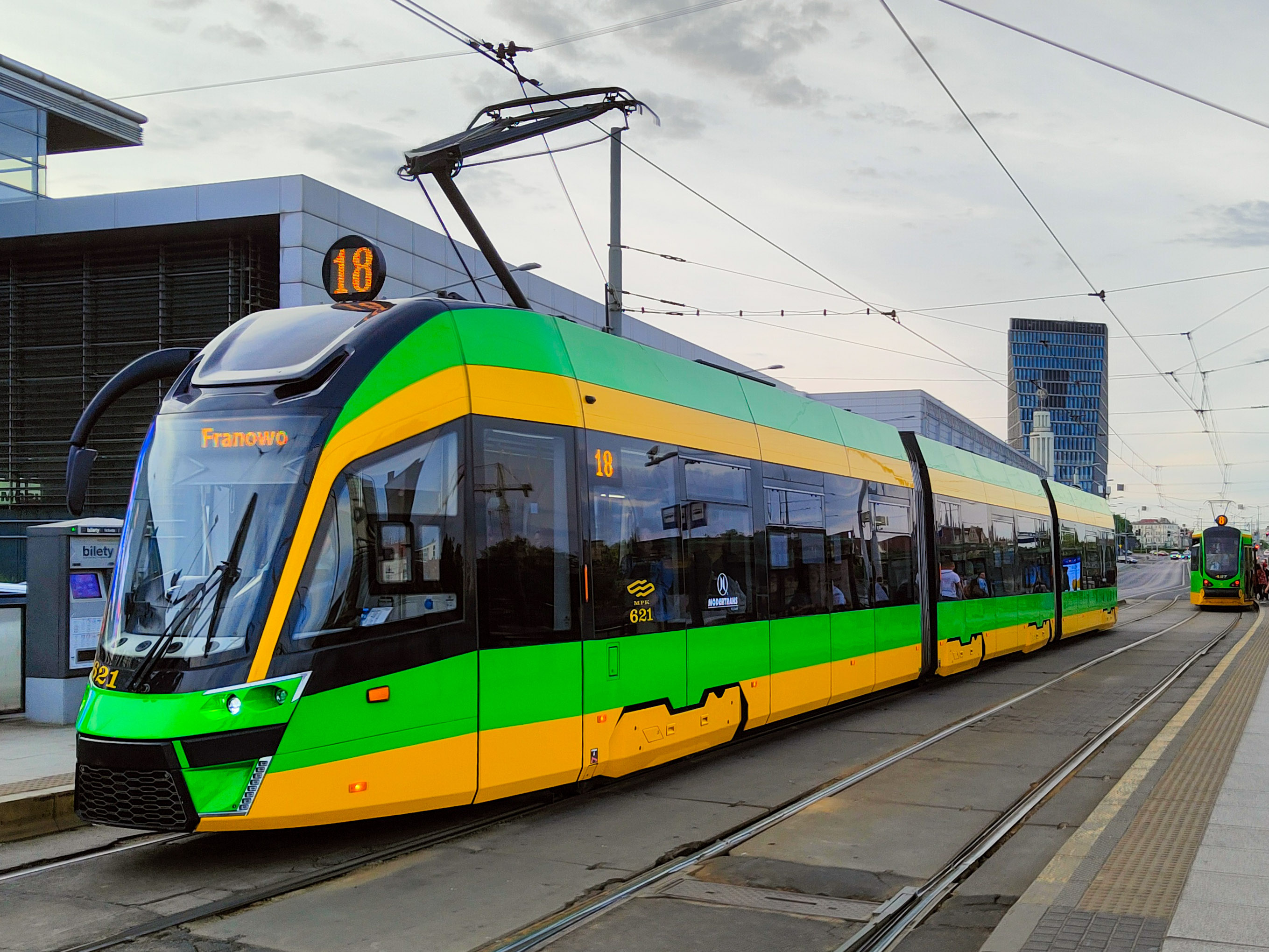
Moderus Gamma in Poznań.

## Trams met directe geleding

### Vierassersmet twee bakken
| Type/Naam          | Fabrikant                 | Stad                                                  | Jaar | Entree | Lengte | Stuks               | Bijzonderheden                                      |
| ------------------ | ------------------------- | ----------------------------------------------------- | ---- | ------ | ------ | ------------------- | --------------------------------------------------- |
| Type Esslingen GT4 | Maschinenfabrik Esslingen | Stuttgart, Freiburg, Neunkirchen (Saar) en Reutlingen | 1959 | trap   | 18,8 m | 380 (350 Stuttgart) | Geleding steunt op een balk tussen de draaistellen. |
| Type Bremen        | Hansa Waggonbau           | Bremen en München                                     | 1961 | trap   | 17,6m  | >100                | Enkele nog in dienst in München (2019).             |
| KT4                | Tatra                     | o.a. Berlijn                                          | 1974 | trap   | 18,1m  | >1000               | Veel verkocht aan MOE-landen en Oost-Duitsland.     |
| GT4N/M/S           | o.a. AEG                  | o.a. Kumamoto                                         | 1997 | lv     | 18,4m  | 29                  | Eerste lagevloertram in Japan.                      |
| Avenio             | Siemens                   | o.a. München en Galați                                | 2018 | lv     | >18,6m | 35                  | Trams voor Roemenië gebouwd als Astra Imperio.      |

### Zesassersmet drie bakken
| Type/Naam | Fabrikant     | Stad                 | Jaar | Entree | Lengte | Stuks | Bijzonderheden                       |
| --------- | ------------- | -------------------- | ---- | ------ | ------ | ----- | ------------------------------------ |
| GT6N/M    | o.a. AEG      | o.a. Berlijn         | 1990 | lv     | >26,5m | >300  | Eerste tram met volledige lagevloer. |
| Type R    | Düwag/Siemens | Frankfurt am Main    | 1993 | lv     | >27,6m | 40    | Voorloper van de Avenio.             |
| Avenio    | Siemens       | o.a. München en Doha | 2015 | lv     | 27,7m  | 28    | Ook met 2, 4 of 6 bakken.            |

### Achtassersmet vier bakken
| Type/Naam | Fabrikant | Stad                     | Jaar | Entree | Lengte | Stuks | Bijzonderheden                           |
| --------- | --------- | ------------------------ | ---- | ------ | ------ | ----- | ---------------------------------------- |
| GT8N(2)   | o.a. AEG  | o.a. Bremen              | 1994 | lv     | >35,4m | 145   | Gebouwd in 2 generaties.                 |
| Avenio    | Siemens   | o.a. München en Den Haag | 2005 | lv     | >35,0m | >150  | De eerste generatie heette Combino Plus. |
| Tramino   | Solaris   | Braunschweig             | 2014 | lv     | 36,0m  | 25    | Driedelige versie: 20 stuks.             |
| –         | CRRC      | Huai'an                  | 2015 | lv     | –      | 26    | –                                        |

### Twaalfassersmet zes bakken
| Type/Naam    | Fabrikant | Stad      | Jaar | Entree | Lengte | Stuks | Bijzonderheden                            |
| ------------ | --------- | --------- | ---- | ------ | ------ | ----- | ----------------------------------------- |
| Combino Plus | Siemens   | Boedapest | 2006 | lv     | 54,0m  | 40    | Van 2006–16 de langste tram ooit gebouwd. |

### Achtassersmet twee bakken
| Type/Naam        | Fabrikant  | Stad      | Jaar | Entree | Lengte | Stuks | Bijzonderheden                             |
| ---------------- | ---------- | --------- | ---- | ------ | ------ | ----- | ------------------------------------------ |
| DT8.4 t/m DT8.11 | consortium | Stuttgart | 1985 | hp     | >38,6m | 164   | Gebouwd in 2 generaties.                   |
| DT8.12/14/15     | Stadler    | Stuttgart | 2012 | hp     | 39,1m  | 60    | Conceptueel gelijk aan eerdere generaties. |

Galerij

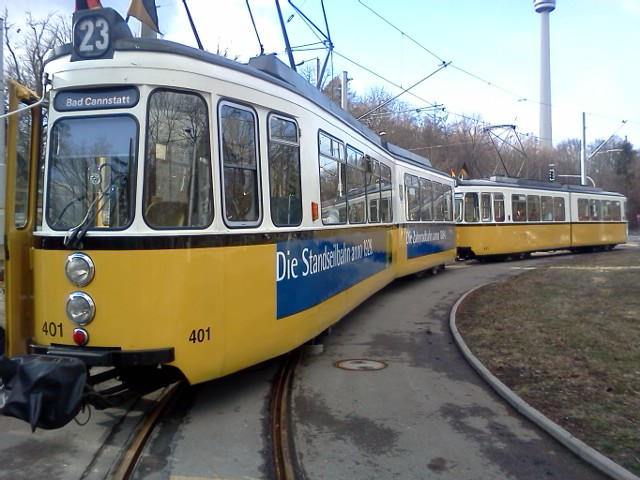
Gekoppelde trams van het type Esslingen
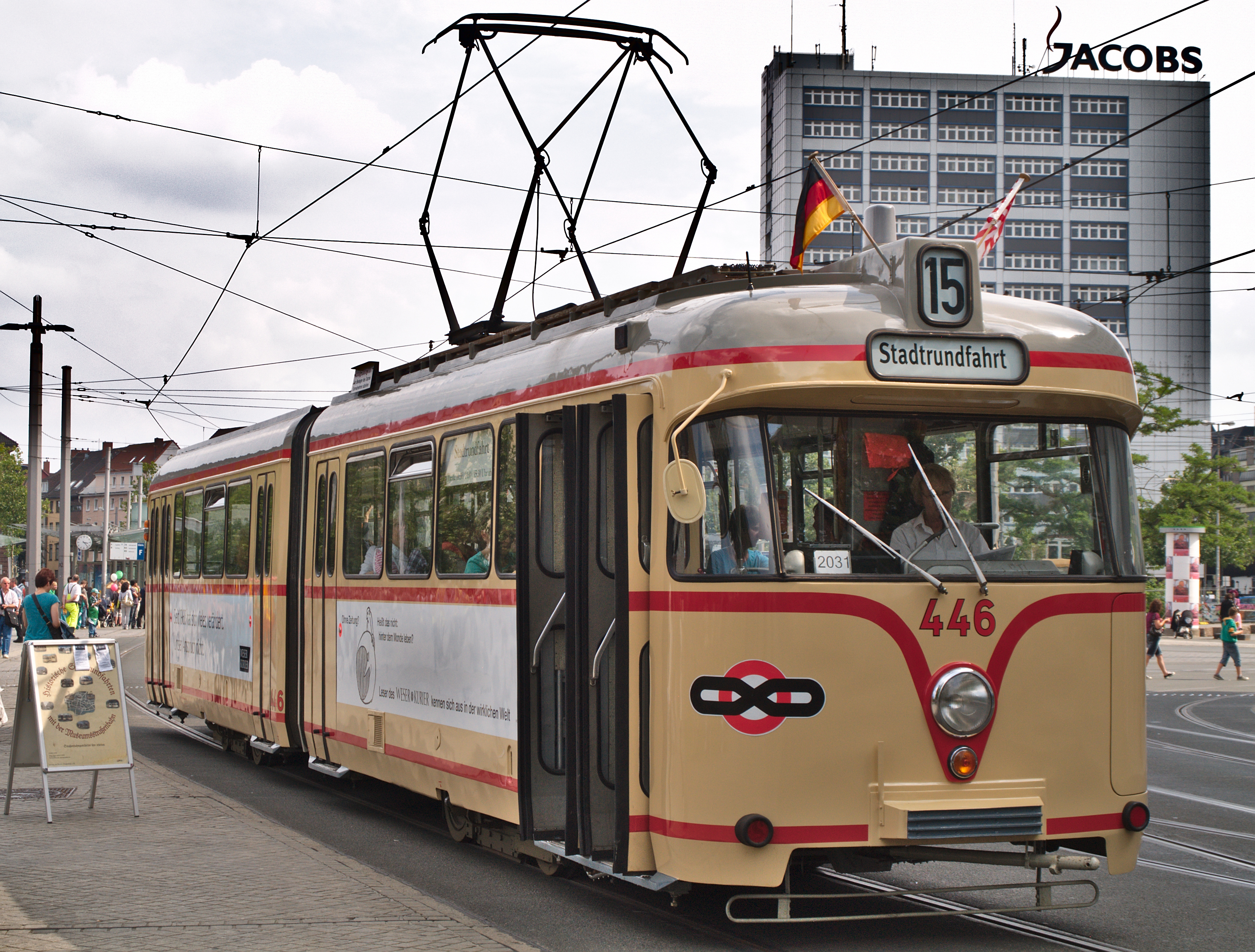
Het naar de stad Bremen vernoemde type tram.
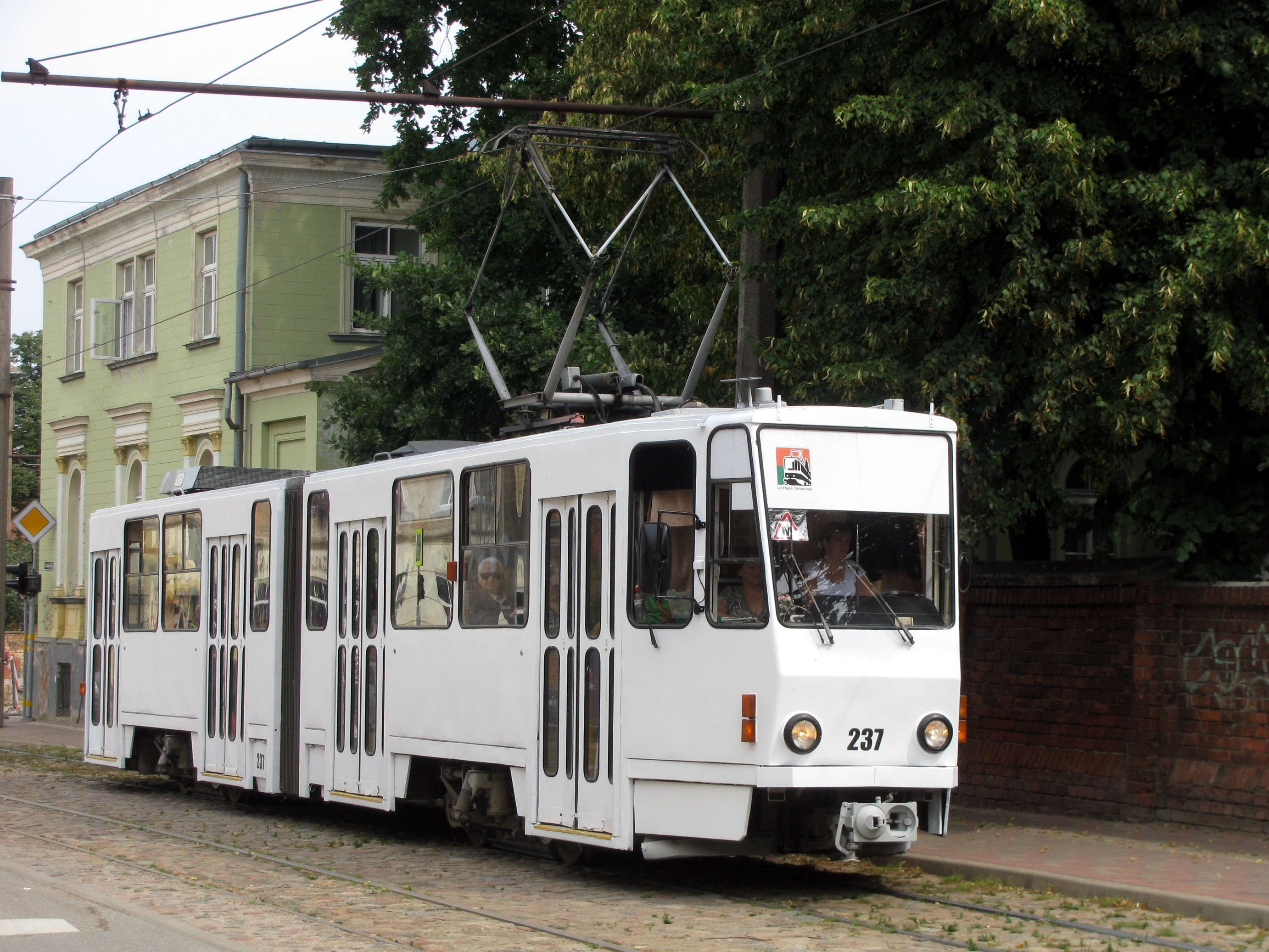
Kt4 vierasser in Liepāja, Letland.
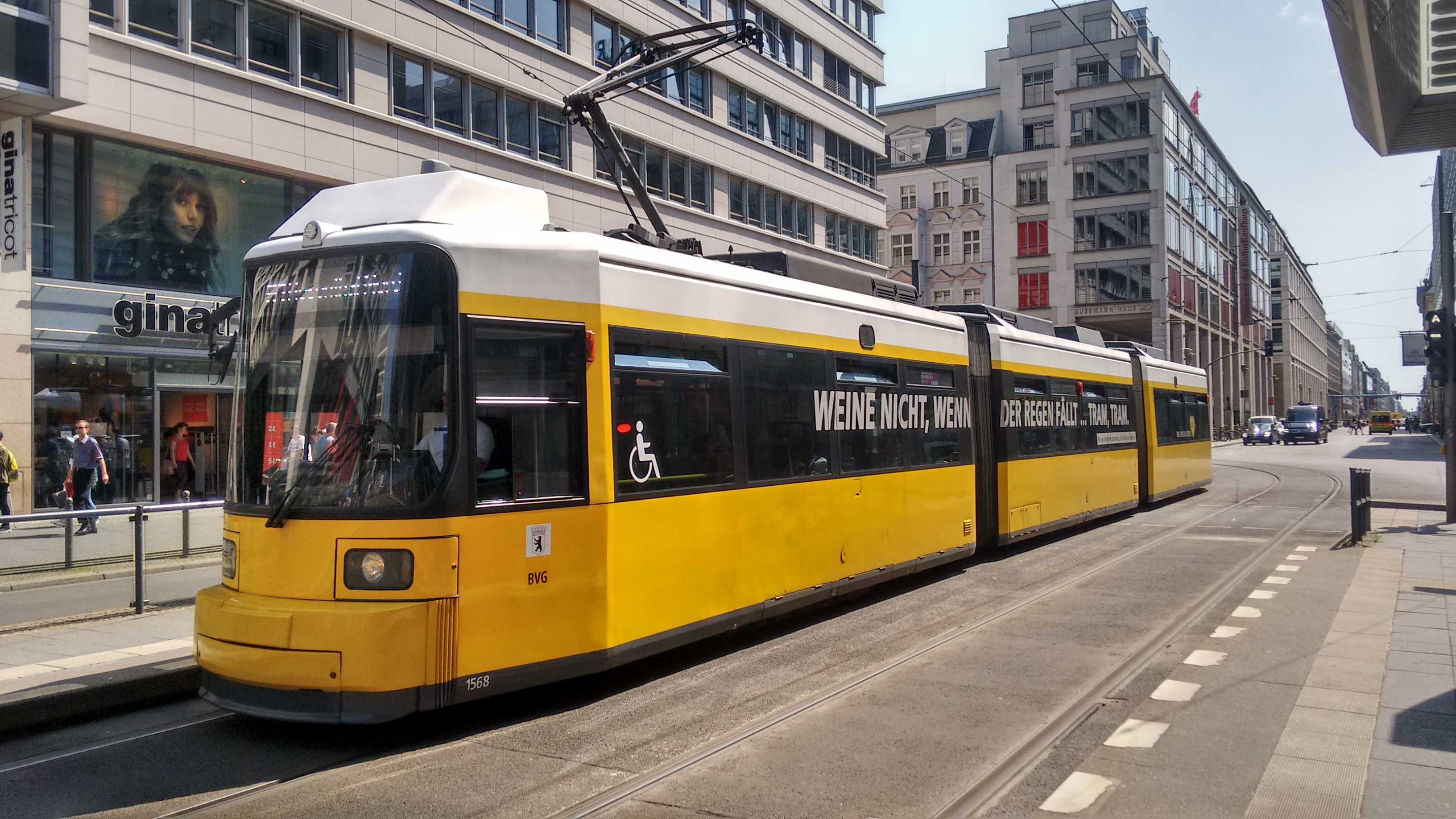
GT6N in Berlijn.
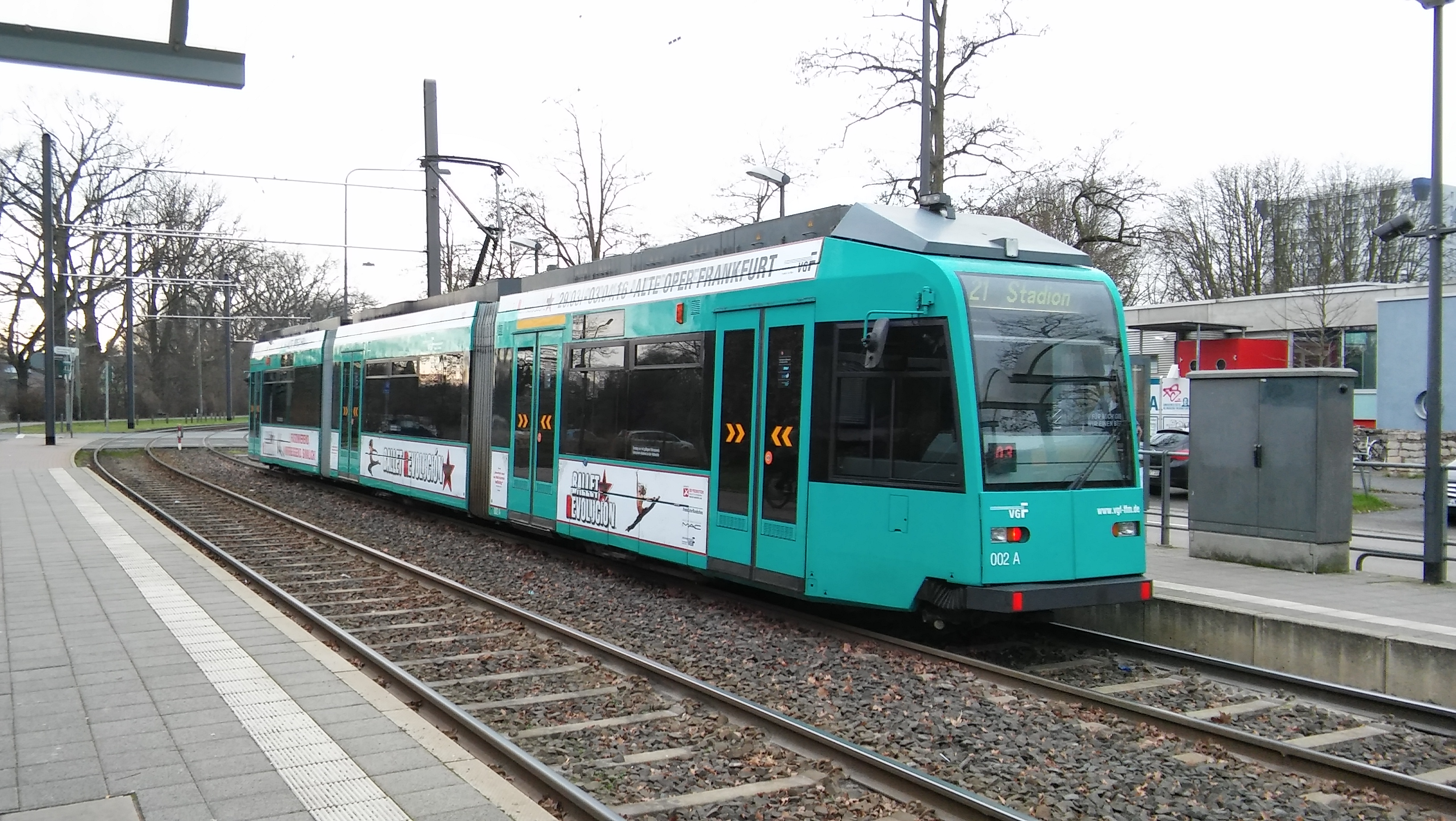
Tram van het type R in Frankfurt am Main.
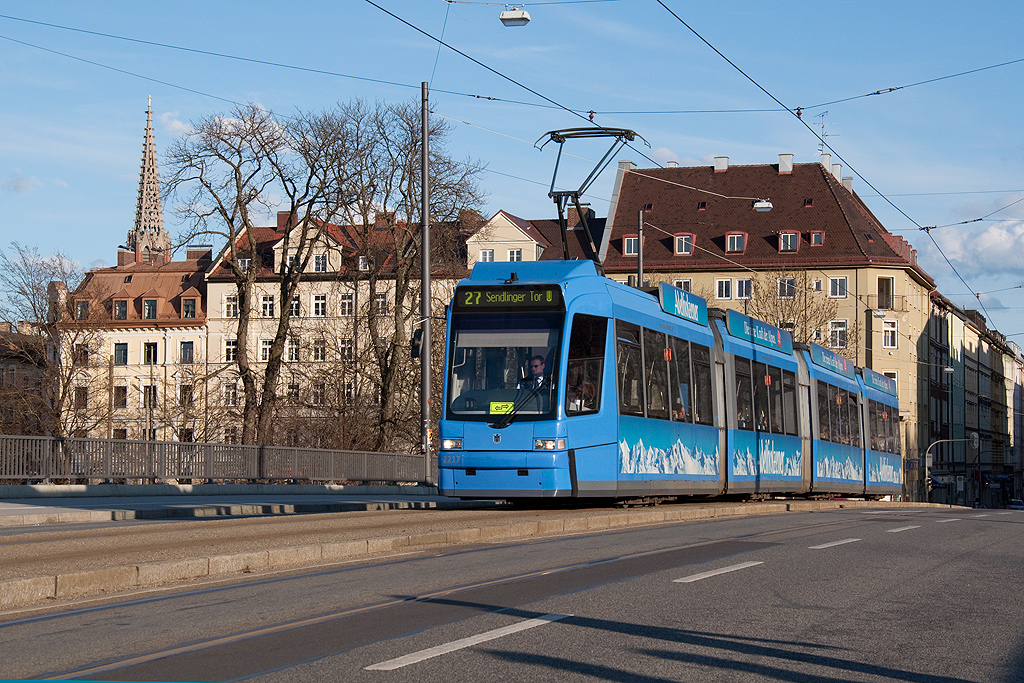
GT8N2 in München.
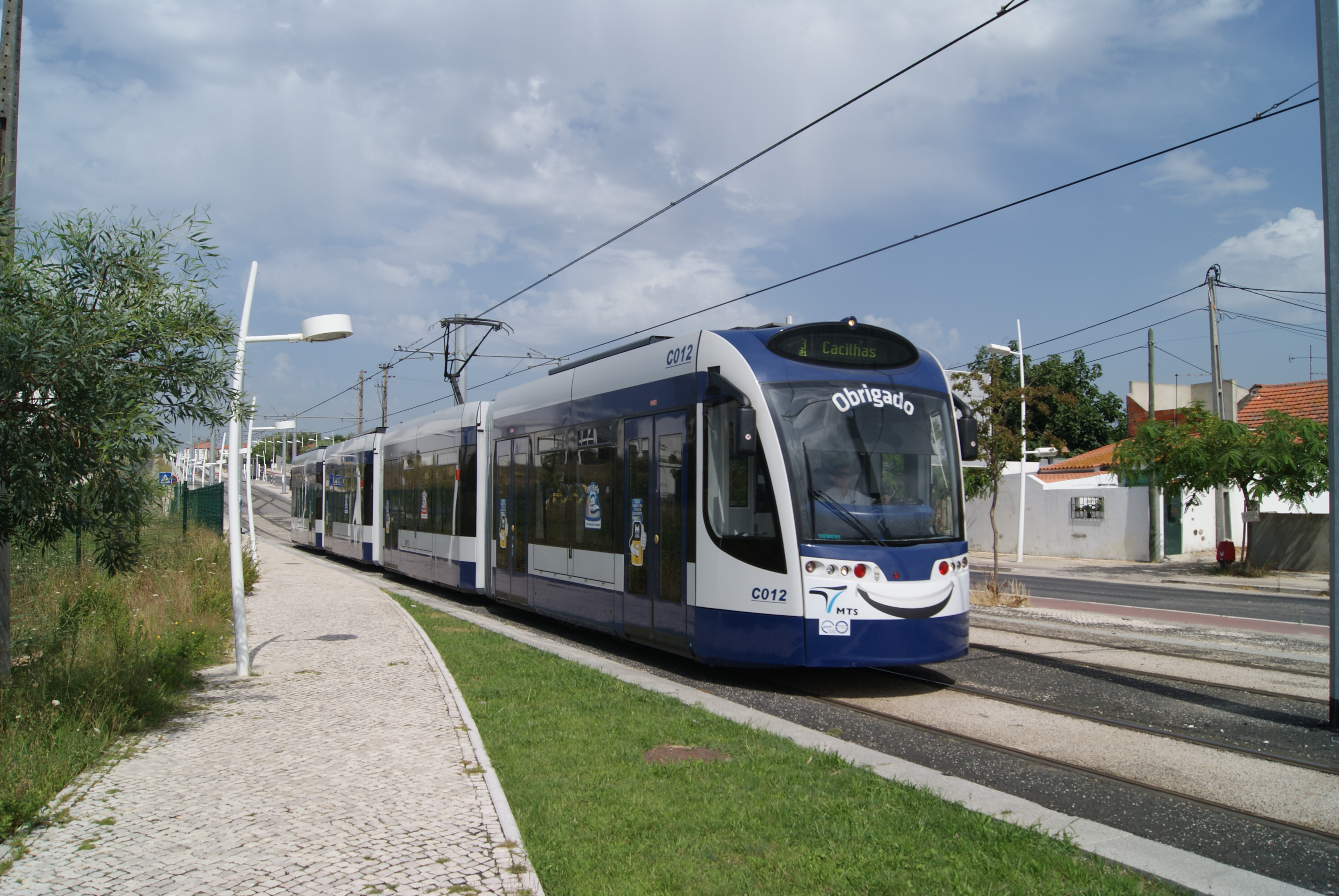
Een Avenio/Combino Plus in de regio bij Lissabon.
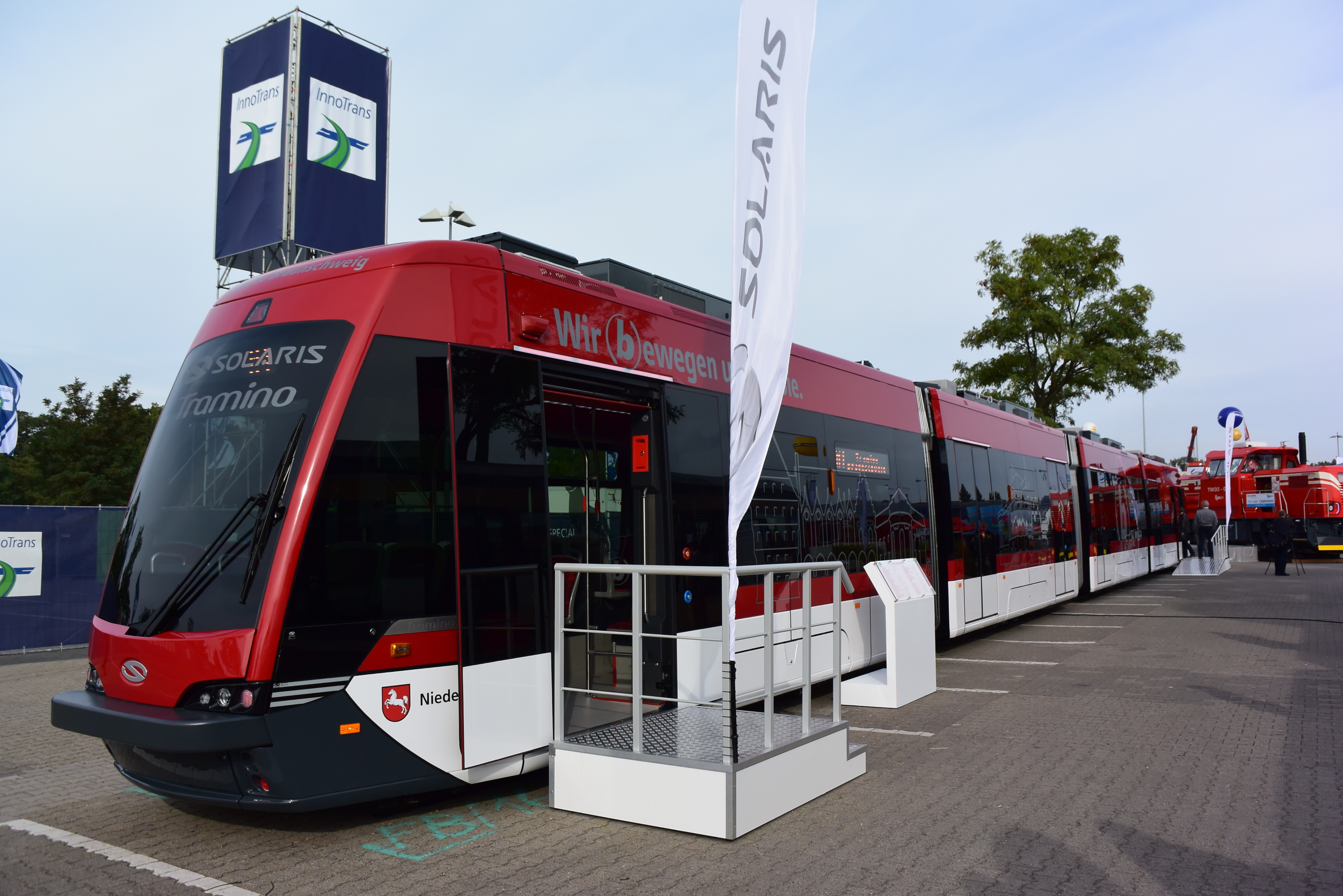
De Solaris Tramino voor Braunschweig.
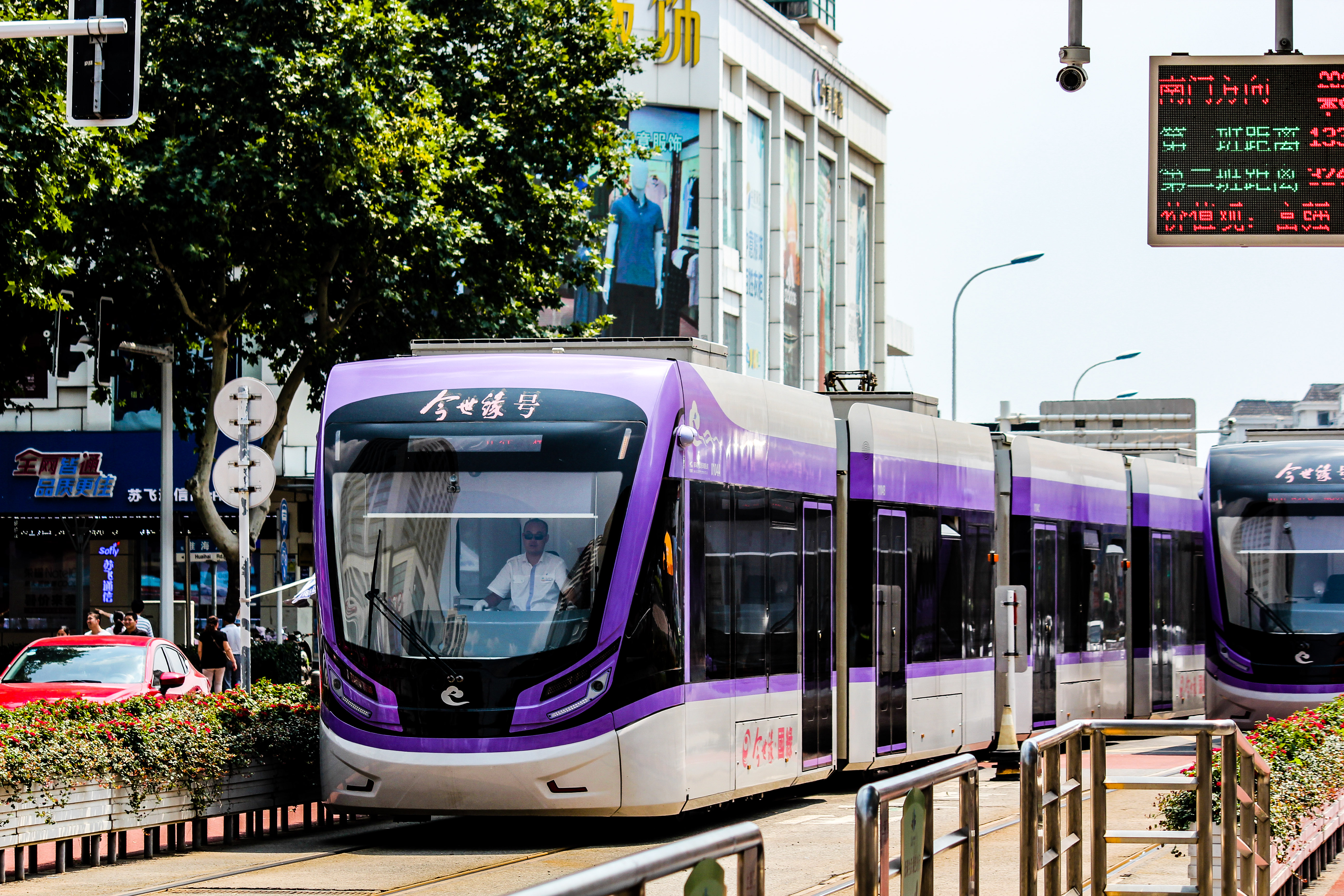
Een vierdelige tram in Huai'an.
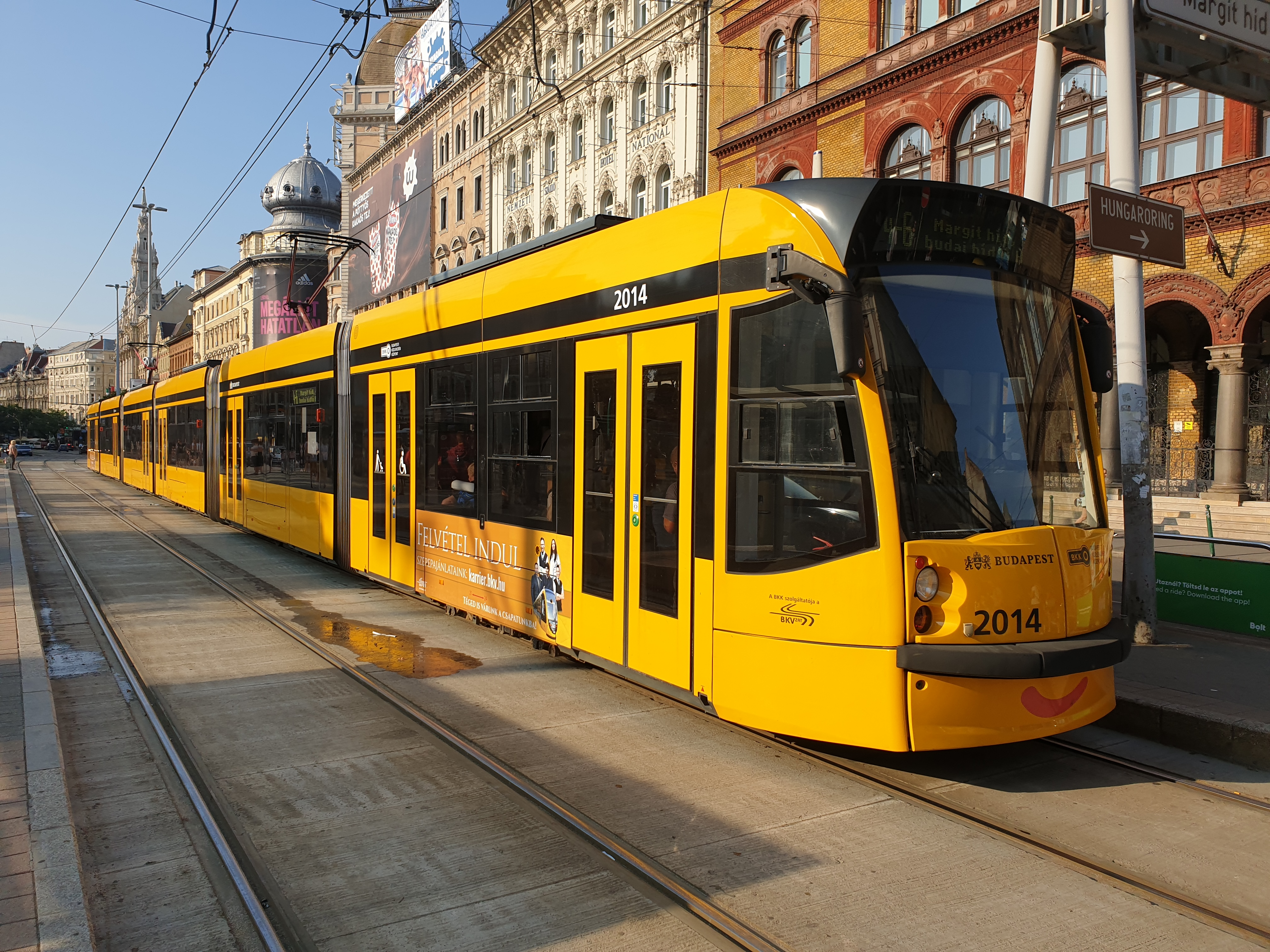
Een Avenio/Combino Plus in Boedapest.

## Trams met zwevende bak

### Vierassersmet drie bakken
| Type/Naam       | Fabrikant                 | Stad            | Jaar | Entree | Lengte | Stuks | Bijzonderheden                                 |
| --------------- | ------------------------- | --------------- | ---- | ------ | ------ | ----- | ---------------------------------------------- |
| Articulated     | eigen bouw                | Boston          | 1913 | trap   | -      | 67    | Op basis van twee oudere tweeassers.           |
| Serie 3000/4000 | Carminati & Toselli       | Milaan          | 1932 | trap   | 19,5m  | 74    | Op basis van twee oudere tweeassers.           |
| —               | Satramo                   | Algiers         | 1937 | trap   | –      | 25    | Destijds de modersnste trams binnen Frankrijk. |
| Serie 2700      | Savigliano                | Turijn          | 1951 | trap   | –      | 72    | Op basis van twee oudere tweeassers.           |
| 4EGTW           | Credé en Düwag            | Kassel          | 1955 | trap   | 20,1m  | 29    | –                                              |
| G4-61/65        | Gotha                     | o.a. Leipzig    | 1961 | trap   | 21,7m  | >300  | G4-65 heeft iets langere wielbasis.            |
| Serie 4000      | eigen bouw                | Brussel         | 1963 | trap   | –      | 43    | Op basis van twee oudere tweeassers.           |
| DoT4            | Maschinenfabrik Esslingen | Stuttgart       | 1964 | trap   | –      | 35    | Op basis van twee oudere tweeassers.           |
| 03T/10T         | Škoda                     | o.a. Brno       | 1997 | lv     | 20,1m  | 59    | –                                              |
| Bambino         | Siemens                   | o.a. Nordhausen | 2000 | lv     | –      | 74    | Ook geleverd met 5 of 7 bakken.                |
| Urbos           | CAF                       | Kansas City     | 2013 | lv     | >23,0m | 28    | Ook geleverd met 5, 7 of 9 bakken.             |
| Jazz 134N       | PESA                      | Warschau        | 2014 | lv     | 19,3m  | 30    | –                                              |

### Zesassersmet vijf bakken
| Type/Naam         | Fabrikant             | Stad                        | Jaar | Entree | Lengte | Stuks | Bijzonderheden                            |
| ----------------- | --------------------- | --------------------------- | ---- | ------ | ------ | ----- | ----------------------------------------- |
| Variobahn         | Stadler en Bombardier | o.a. Chemnitz en Mannheim   | 1996 | lv     | –      | >250  | –                                         |
| Combino           | Siemens               | o.a. Potsdam                | 1998 | lv     | –      | >250  | Prototype heeft 4 bakken.                 |
| Incentro          | Adtranz               | o.a. Nantes en Berlijn      | 1999 | lv     | –      | >50   | Later verkocht door Bombardier en Alstom. |
| Citadis 302       | Alstom                | o.a. Lyon en Parijs         | 2000 | lv     | >30,0m | >500  | Wordt geleverd met individuele ontwerpen. |
| Cobra             | Bombardier            | Zürich                      | 2001 | lv     | 36,0m  | 88    | –                                         |
| Sirio             | AnsaldoBreda          | o.a. Milaan en Göteborg     | 2003 | lv     | >26,5m | >150  | Ook geleverd met 3 en 7 bakken.           |
| Elektra           | Škoda                 | o.a. Praag                  | 2005 | lv     | –      | 157   | Porsche-design                            |
| TMK 2200          | Crotram               | Zagreb                      | 2005 | lv     | 32,0m  | 140   | Ook 2 stuks korte TMK 2300.               |
| Swing 120Na       | PESA                  | o.a. Warschau               | 2010 | lv     | 30,1m  | >250  | Inclusief 15 stuks uit voorserie 120N.    |
| Urbos             | CAF                   | o.a. Zaragoza               | 2011 | lv     | –      | >200  | Ook geleverd met 3, 7 en 9 bakken.        |
| Flexity 2         | Bombardier            | o.a. Blackpool en Antwerpen | 2011 | lv     | –      | >70   | Versies met 7 bakken zijn meer verkocht.  |
| Tramlink          | Stadler               | o.a. Rostock                | 2014 | lv     | –      | 26    | –                                         |
| Optics Valley LRV | CRRC                  | Wuhan                       | 2017 | lv     | –      | 100   | Eén tram is gebouwd van koolstofvezel.    |

### Achtassersmet zeven bakken
| Type/Naam       | Fabrikant             | Stad                      | Jaar | Entree | Lengte | Stuks | Bijzonderheden                                 |
| --------------- | --------------------- | ------------------------- | ---- | ------ | ------ | ----- | ---------------------------------------------- |
| Eurotram        | Bombardier            | o.a. Straatsburg          | 1994 | lv     | 33,1m  | 134   | –                                              |
| Combino         | Siemens               | o.a. Freiburg             | 1999 | lv     | –      | >50   | Prototype heeft 4 bakken.                      |
| Variobahn       | Stadler en Bombardier | o.a. Heidelberg en Bergen | 2002 | lv     | –      | >50   | Trams in Bergen hadden eerst slechts 5 bakken. |
| Sirio           | AnsaldoBreda          | Milaan                    | 2002 | lv     | 35,4m  | 48    | Ook geleverd met 3 en 5 bakken.                |
| Citadis 402     | Alstom                | o.a. Lyon en Parijs       | 2006 | lv     | >42,0m | >100  | Wordt geleverd met individuele ontwerpen.      |
| Incentro        | Bombardier            | Berlijn                   | 2011 | lv     | –      | 197   | Verkocht als Flexity Berlin.                   |
| Flexity 2       | Bombardier            | o.a. Antwerpen en Gent    | 2013 | lv     | –      | >150  | Versies met 5 bakken zijn minder verkocht.     |
| Urbos           | CAF                   | o.a. Freiburg             | 2015 | lv     | –      | >50   | Ook geleverd met 3, 5 en 9 bakken.             |
| Tramlink        | Stadler               | o.a. Bern                 | 2015 | lv     | –      | >70   | –                                              |
| Flexity Freedom | Bombardier            | Edmonton                  | 2020 | lv     | –      | 26    | –                                              |
| —               | Hyundai               | Edmonton                  | 2023 | lv     | –      | 40    | –                                              |
| Type 10         | CAF                   | Boston                    | 2023 | lv     | 34,0m  | 102   | –                                              |

### Tienassersmet negen bakken
| Type/Naam   | Fabrikant | Stad                      | Jaar | Entree | Lengte | Stuks | Bijzonderheden                              |
| ----------- | --------- | ------------------------- | ---- | ------ | ------ | ----- | ------------------------------------------- |
| Urbos       | CAF       | Boedapest en Nieuw Taipei | 2015 | lv     | >55m   | 50    | De langste trams ter wereld bij aflevering. |
| Citadis 502 | Alstom    | Dublin                    | 2017 | lv     | 54,7m  | 41    | Deels eerst als zevendelige trams geleverd. |

### Achtassersmet drie bakken
| Type/Naam       | Fabrikant  | Stad             | Jaar | Entree | Lengte | Stuks | Bijzonderheden |
| --------------- | ---------- | ---------------- | ---- | ------ | ------ | ----- | -------------- |
| Flexity Classic | Bombardier | Dresden          | 2006 | lv     | 30,1m  | 40    | –              |
| ForCity Smart   | Škoda      | Bonn             | 2022 | lv     | 30,0m  | 28    | –              |
| TINA            | Stadler    | Halle en Rostock | 2023 | lv     | >30,0m | 37    | –              |

### Tienassersmet vijf bakken
| Type/Naam | Fabrikant | Stad    | Jaar | Entree | Lengte | Stuks | Bijzonderheden                 |
| --------- | --------- | ------- | ---- | ------ | ------ | ----- | ------------------------------ |
| NGT DX DD | Alstom    | Dresden | 2021 | lv     | 43,5 m | >30   | Eerder besteld bij Bombardier. |

### Twaalfassersmet vijf bakken
| Type/Naam           | Fabrikant   | Stad               | Jaar | Entree | Lengte | Stuks | Bijzonderheden               |
| ------------------- | ----------- | ------------------ | ---- | ------ | ------ | ----- | ---------------------------- |
| Flexity Classic XXL | Bombardier  | Dresden en Leipzig | 2003 | lv     | 45,1m  | 76    | –                            |
| TINA                | Stadler     | Darmstadt en Halle | 2023 | lv     | 43,0m  | 42    | –                            |
| NGT12+              | HeiterBlick | Leipzig            | 2023 | lv     | 45,0m  | >25   | Achtasser: Görlitz & Zwickau |
| M34                 | Alstom      | Göteborg           | 2023 | lv     | 45,0m  | 40    | –                            |

Galerij

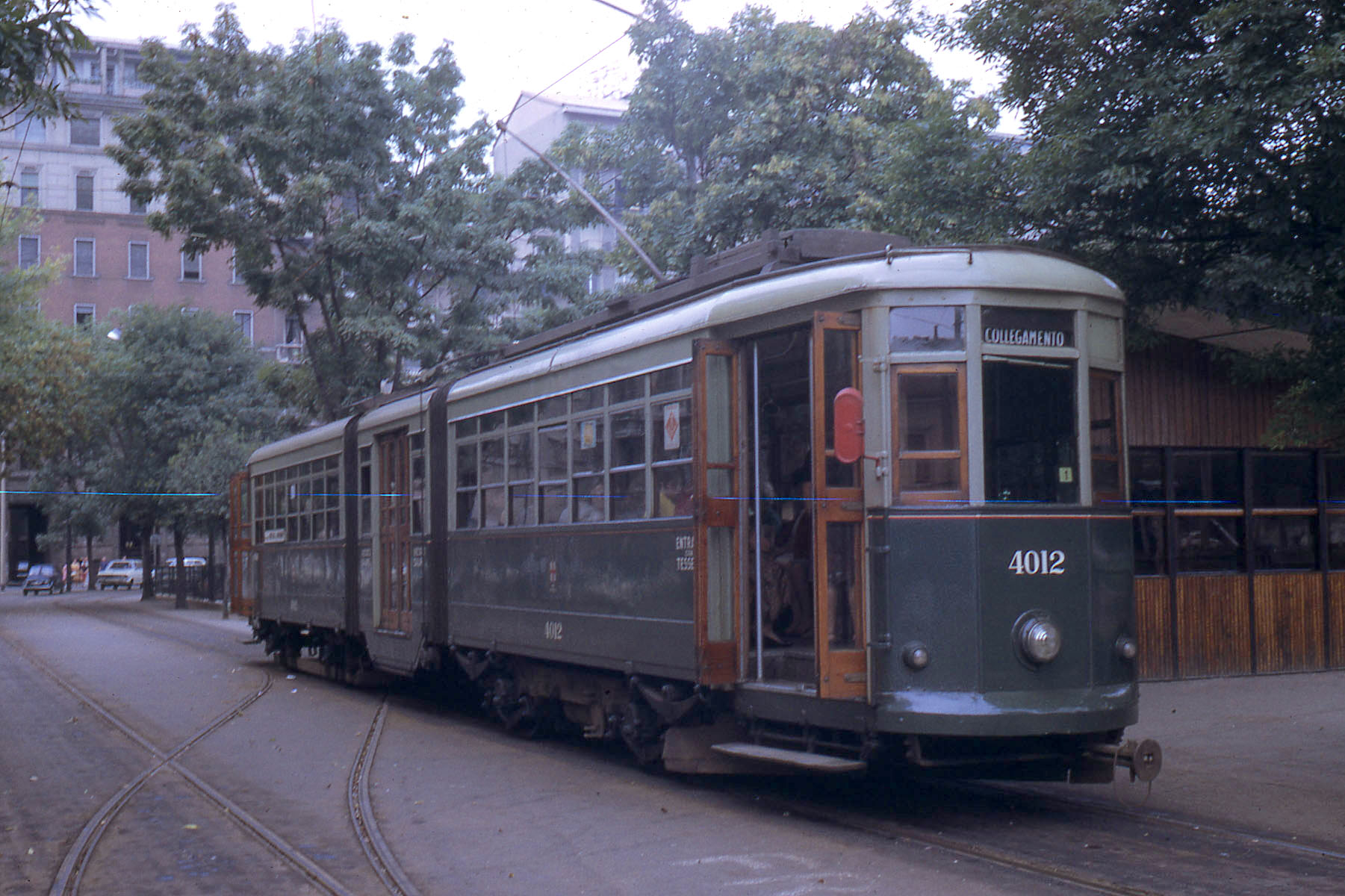
Tram van de serie 4000 in Milaan.
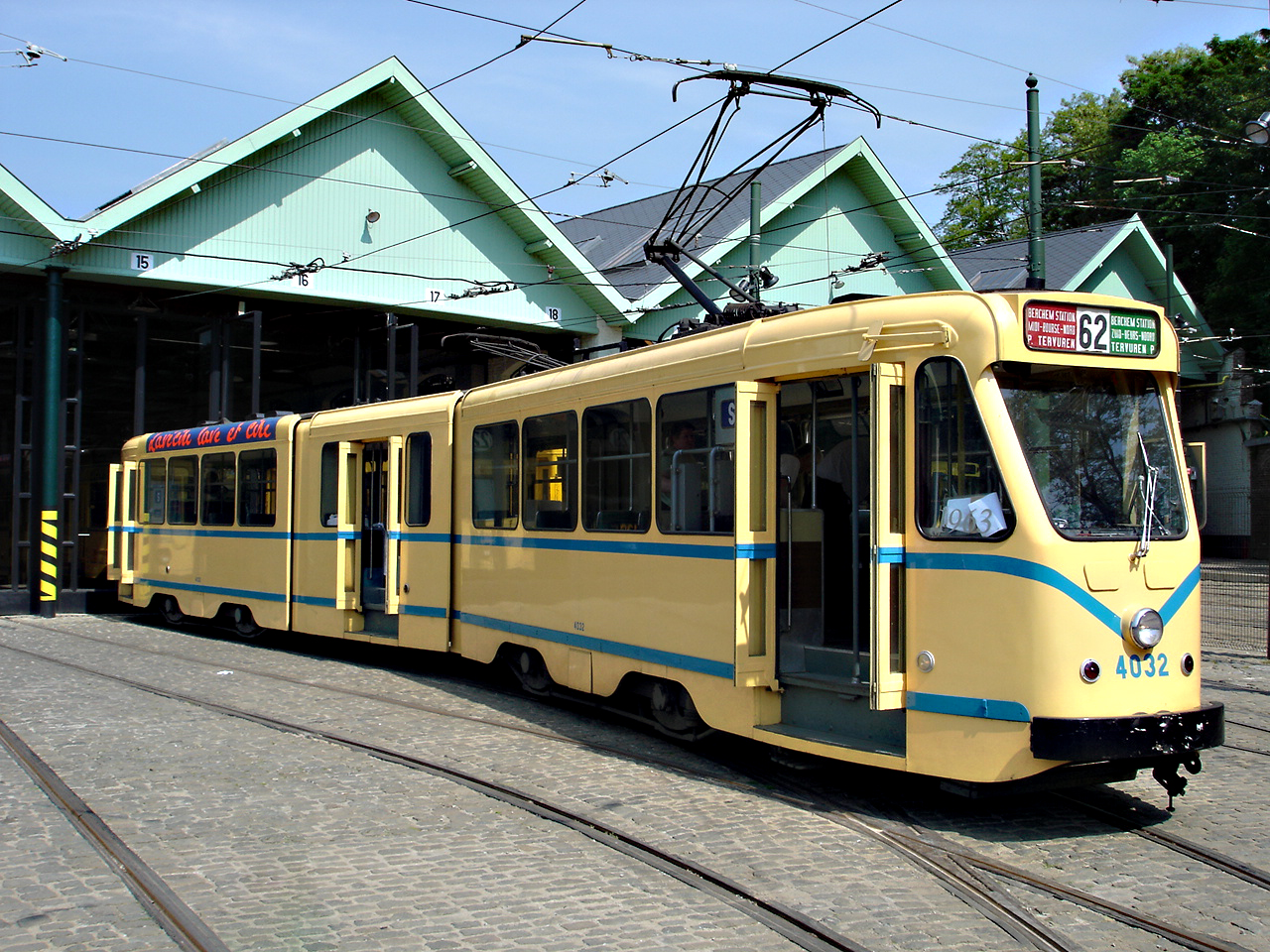
Tram van de serie 4000 in Brussel.
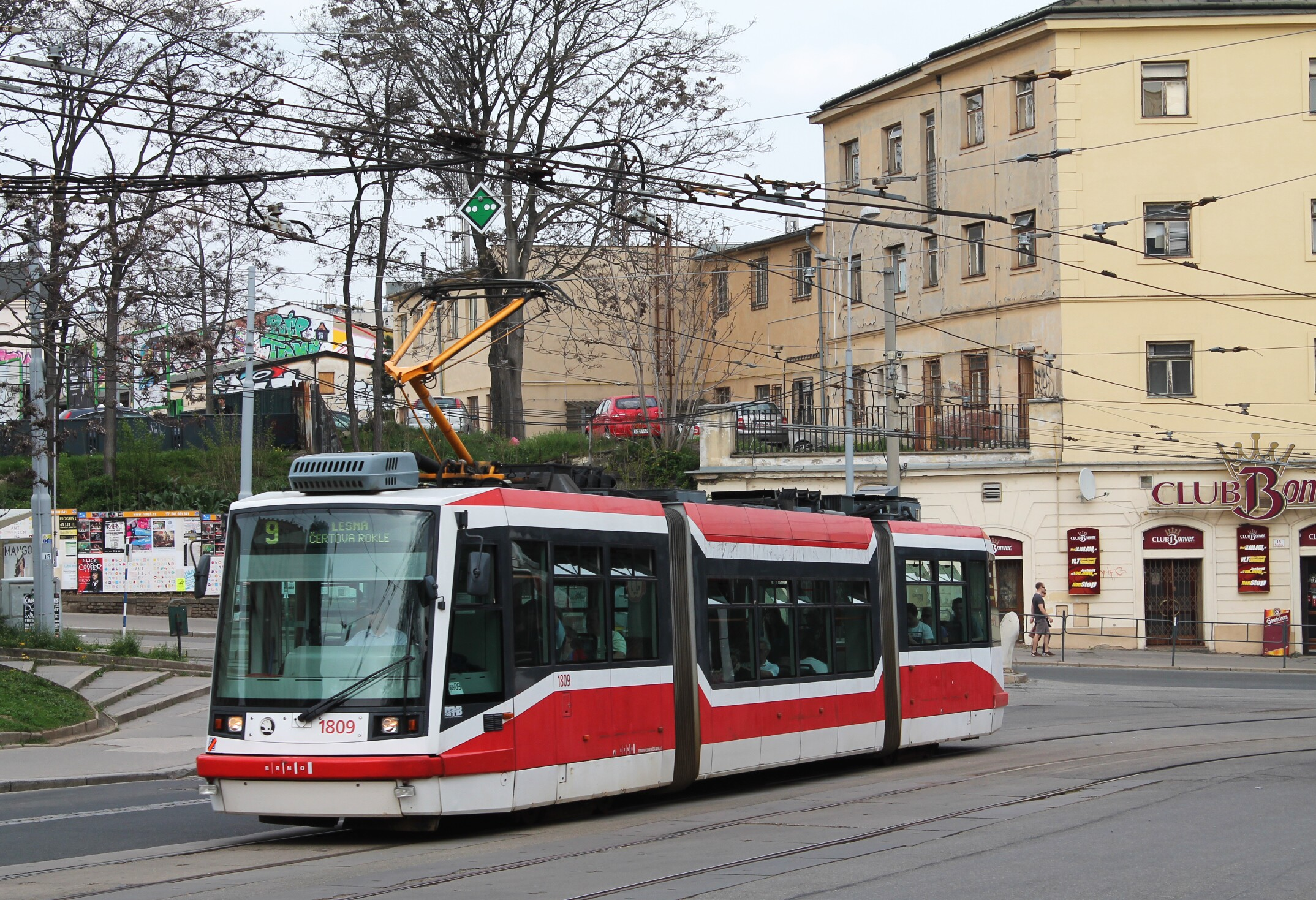
Škoda 03T in Bnro.
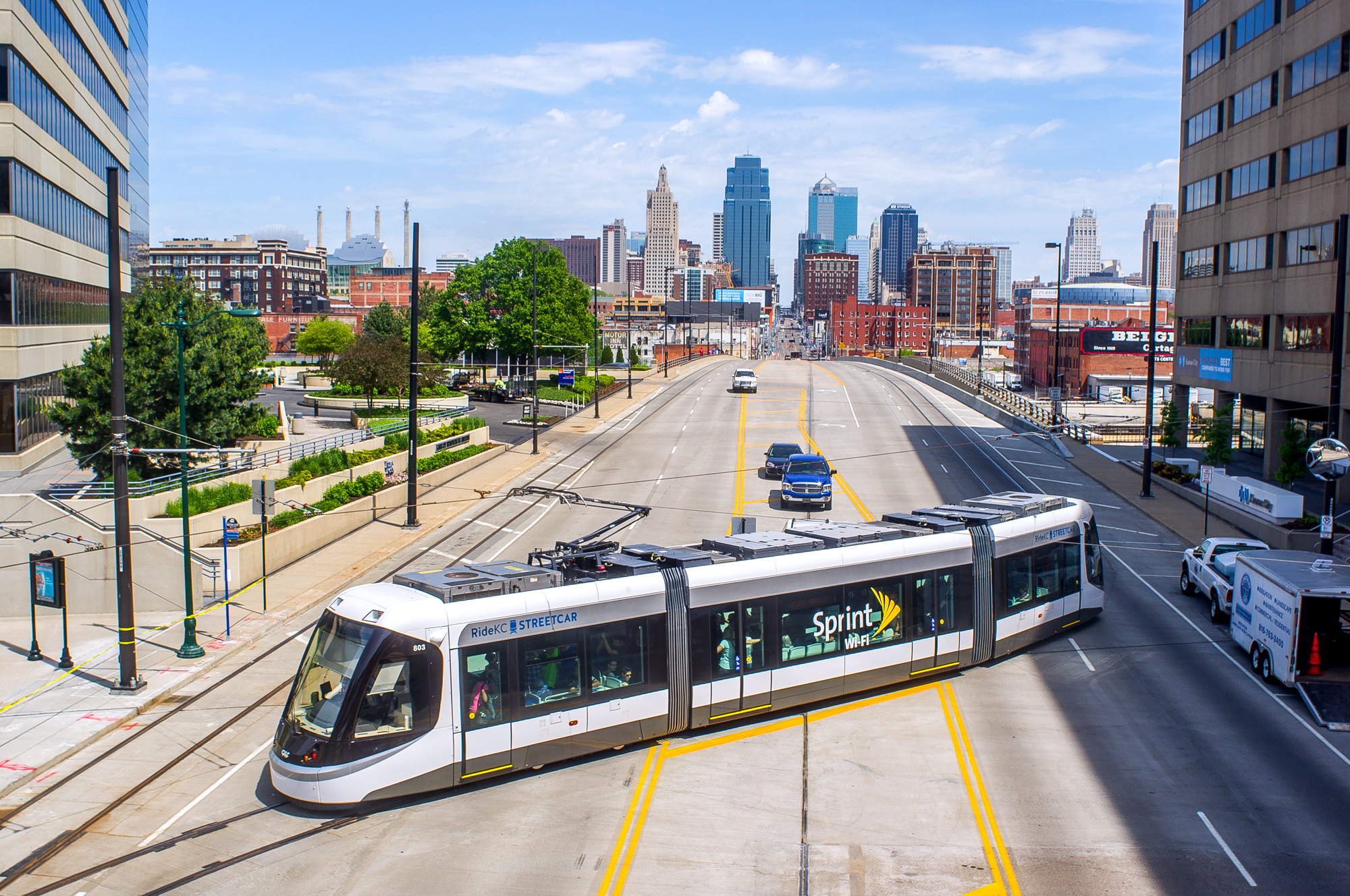
Urbos tram in Kansas City.
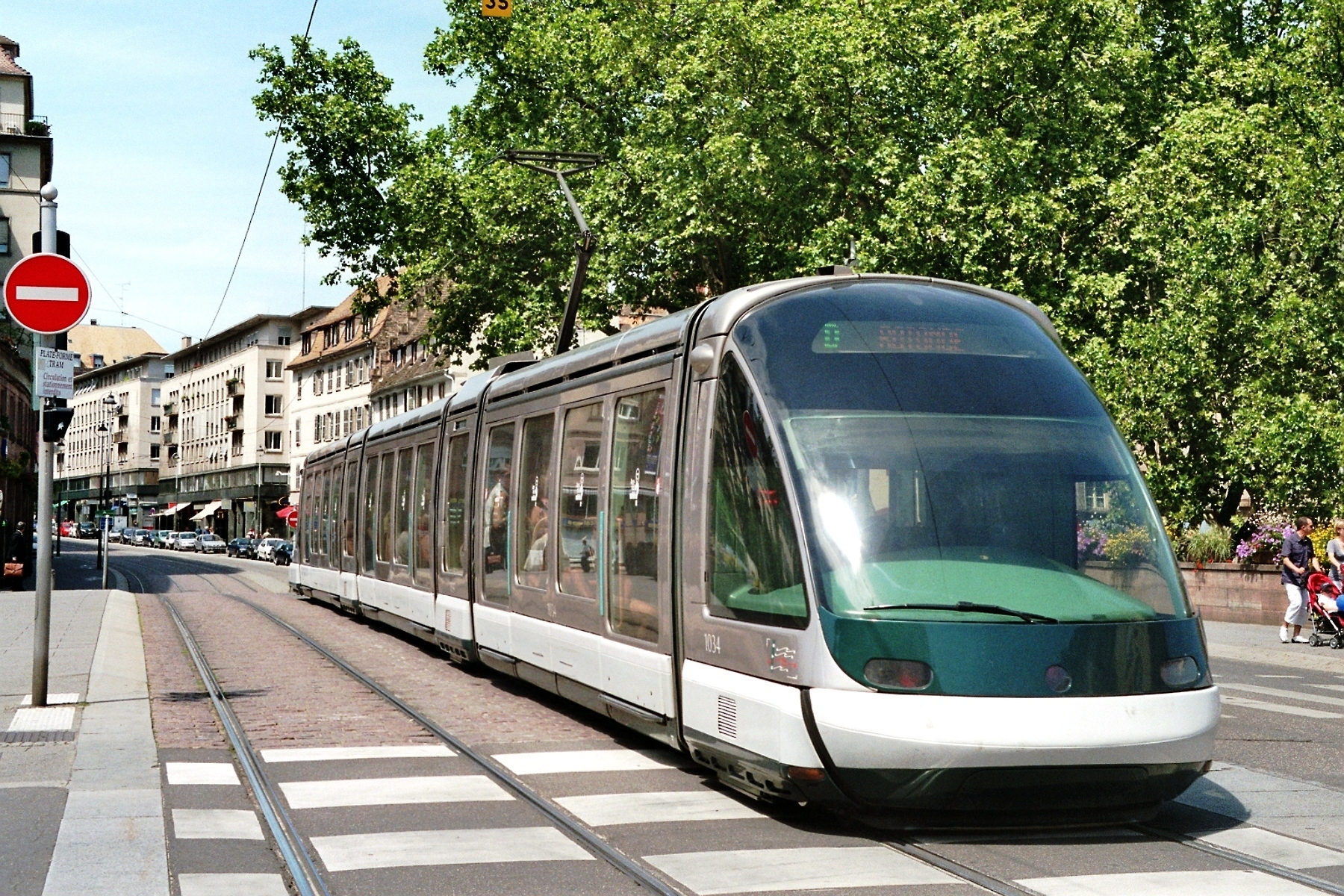
Eurotram in Straatsburg.
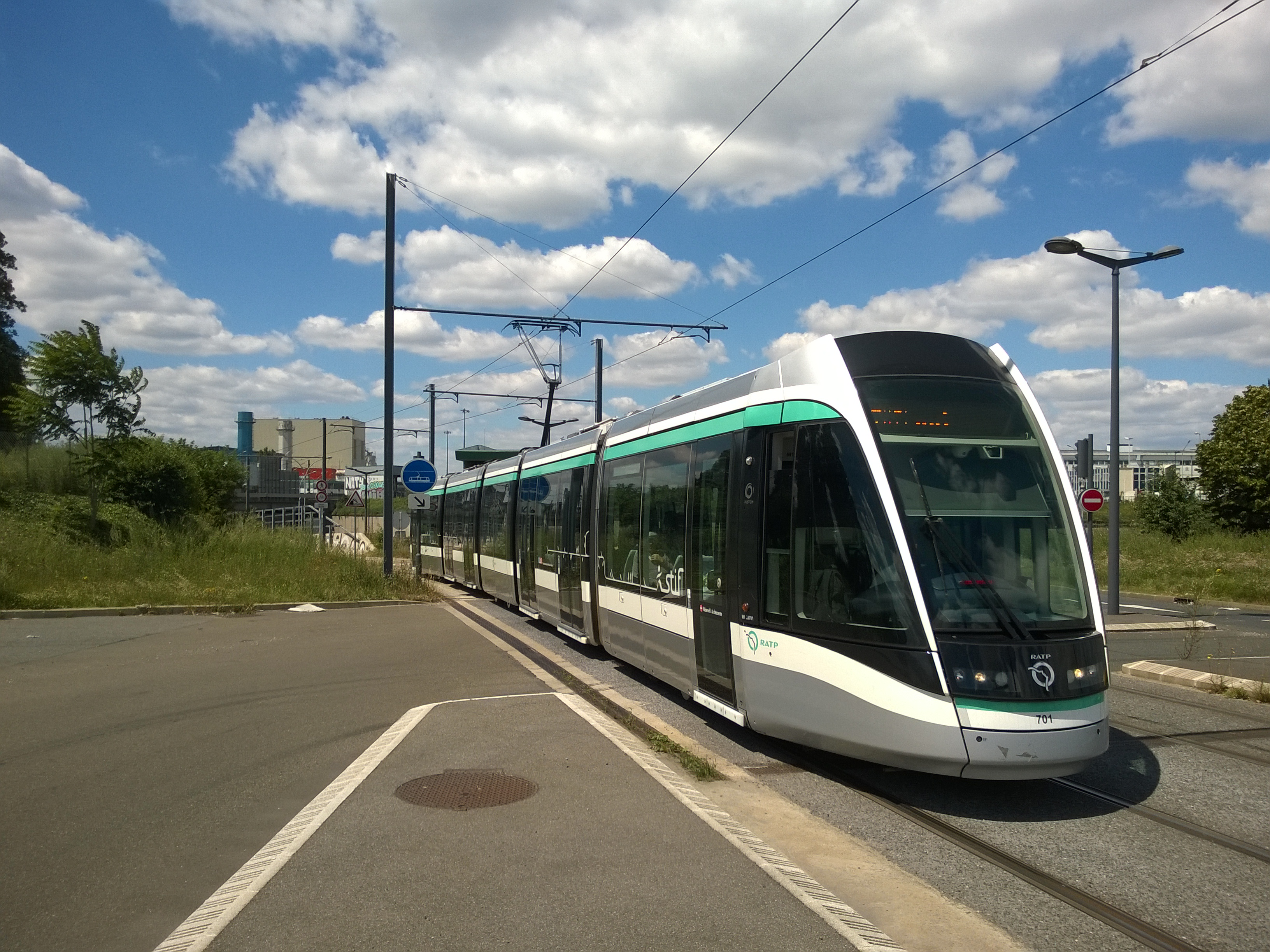
Citadis 302 in Parijs.
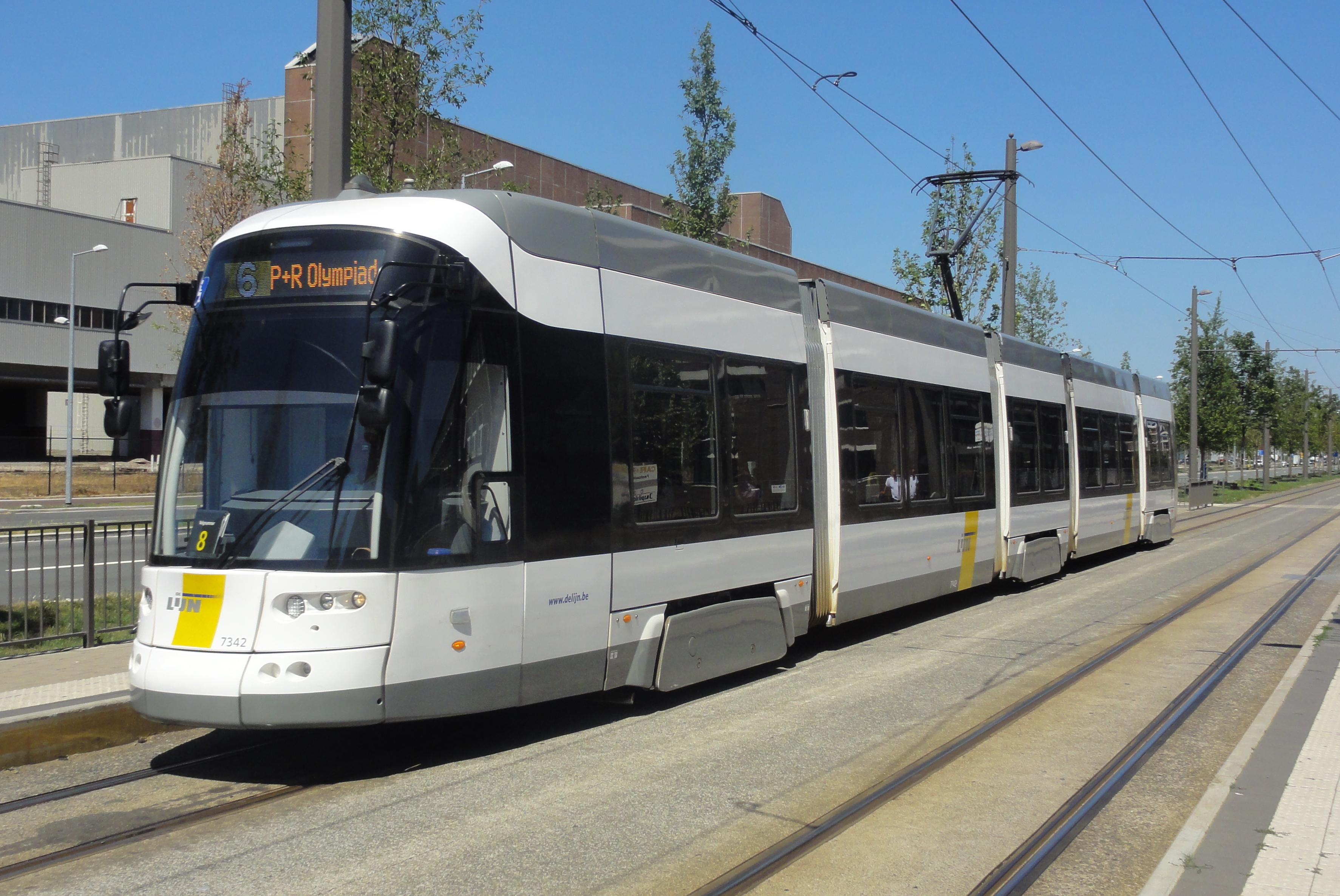
Flexity 2 in Antwerpen.
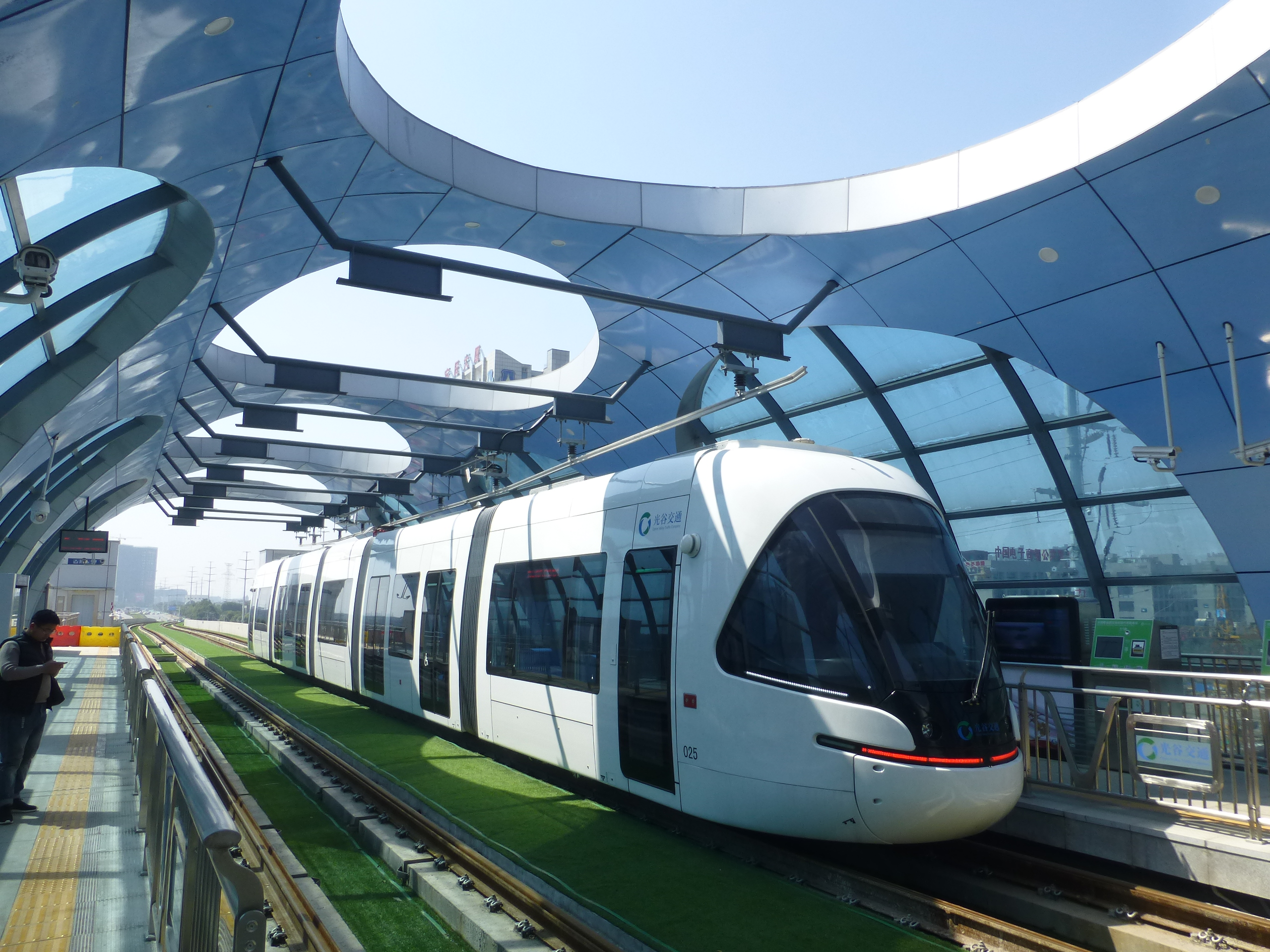
Tram op de halte in het Science Park van Wuhan.
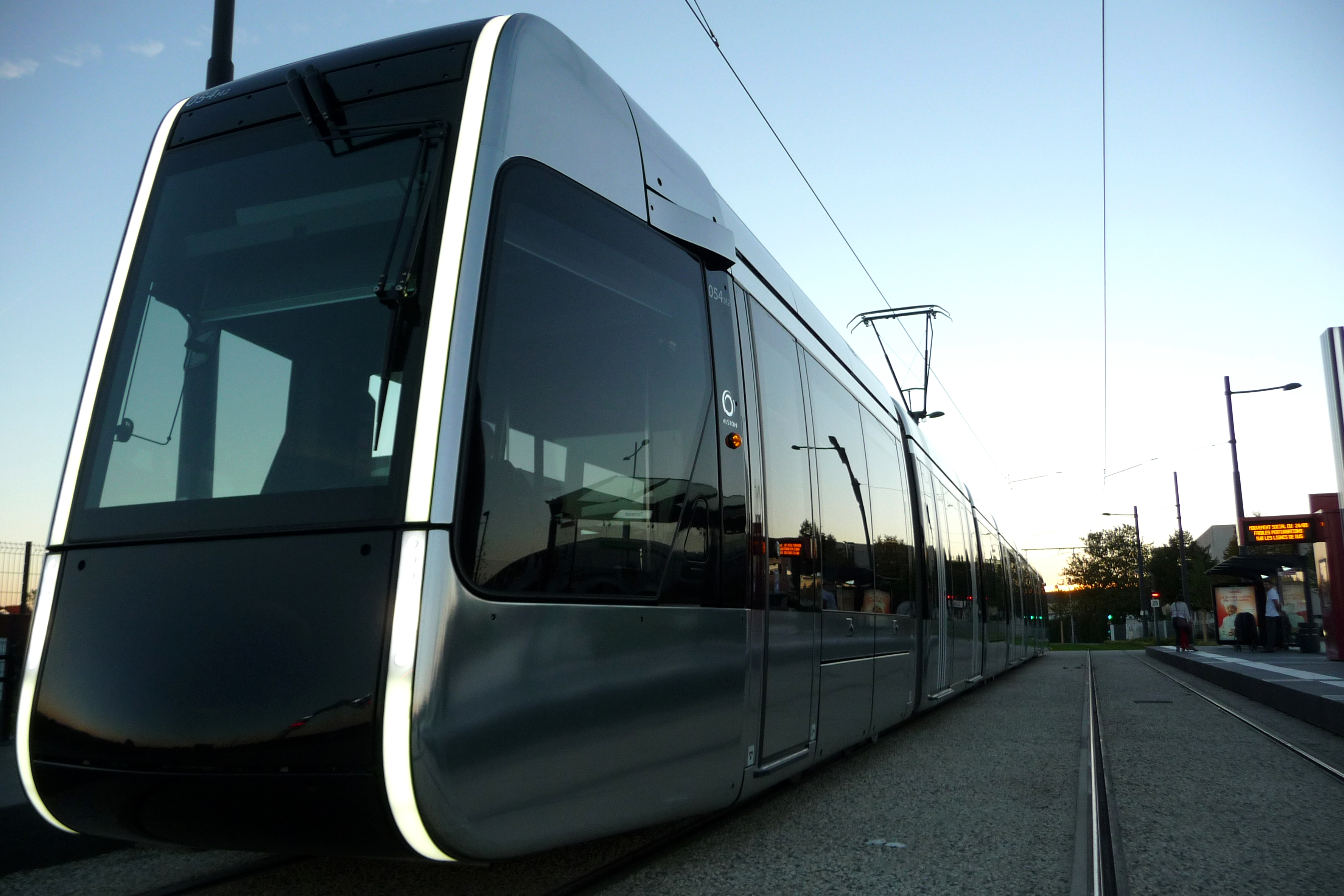
Citadis 402 in Tours.
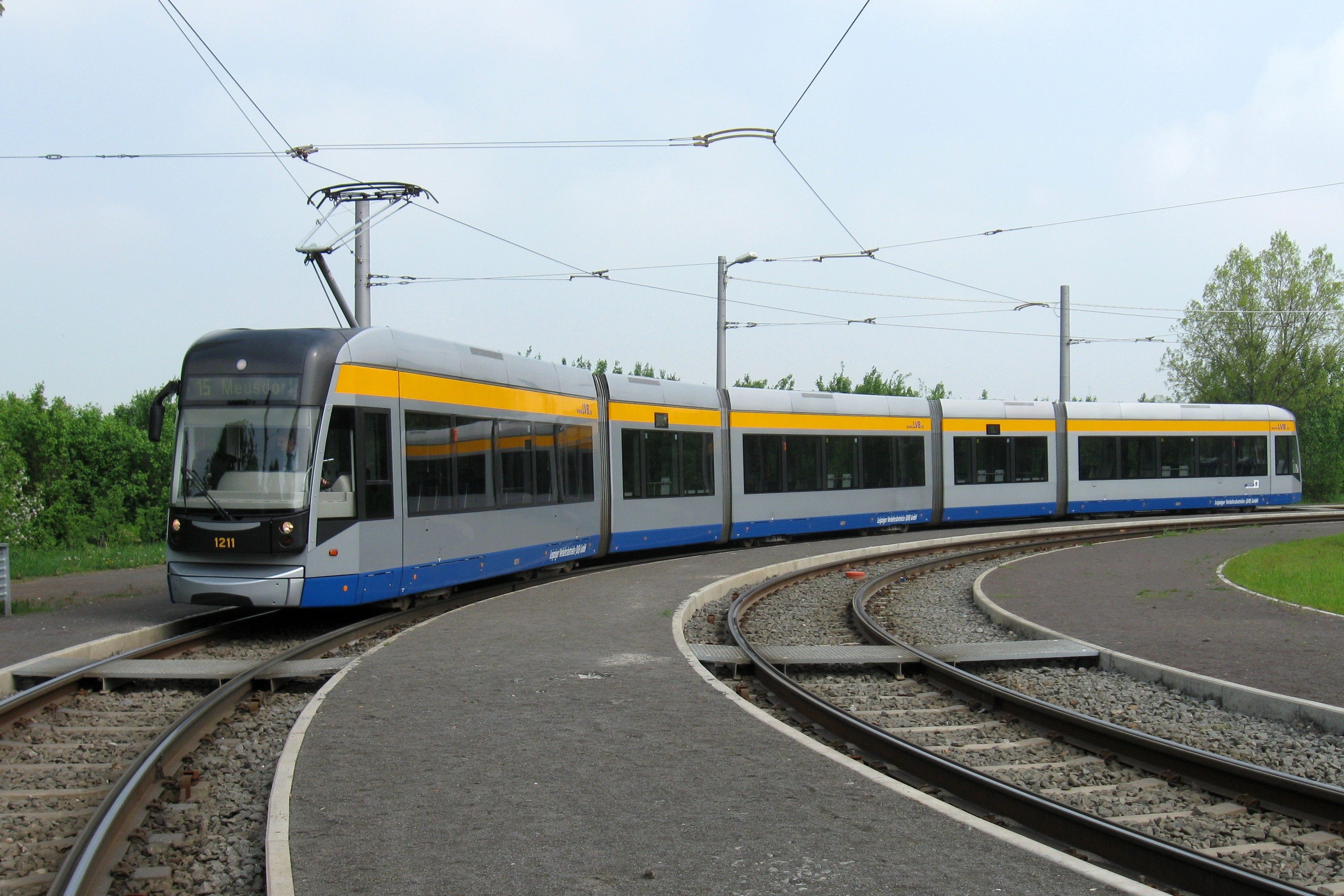
Flexity Classic XXL in Leipzig.

## Trams met eenassige draaistellen
Het technische ontwerp (met eenassige draaistellen volgens het Talgo-concept) van de volgende typen trams is zo uniek dat ze niet in een van de bovenstaande categorieën passen:
| Type/Naam  | Fabrikant | Stad       | Jaar | Entree | Lengte | Stuks | Bijzonderheden             |
| ---------- | --------- | ---------- | ---- | ------ | ------ | ----- | -------------------------- |
| ULF type A | Siemens   | o.a. Wenen | 1997 | lv     | 24,2m  | 140   | Tram met de laagste vloer. |
| ULF type B | Siemens   | Wenen      | 1998 | lv     | 35,5m  | 200   | Tram met de laagste vloer. |

## Trams met een combinatie van soorten geledingen
Het technische ontwerp van de volgende typen trams is een combinatie van meerdere hier bovengenoemde soorten geledingen:

### Trams met twee opgelegde bakken en een zwevende bak
| Type/Naam    | Fabrikant        | Stad                       | Jaar | Entree | Lengte | Stuks | Bijzonderheden                           |
| ------------ | ---------------- | -------------------------- | ---- | ------ | ------ | ----- | ---------------------------------------- |
| Cityway I    | Fiat             | Rome                       | 1998 | lv     | 31,2m  | 28    | Op basis van de serie 5000 (Turijn).     |
| Citadis 401  | Alstom           | o.a. Montpellier en Dublin | 2002 | lv     | 40,9m  | >70   | Op basis van de Citadis 301.             |
| NF8(U)       | Siemens          | Düsseldorf                 | 2003 | lv     | 30,4m  | 91    | NF8U gebouwd voor de Wehrhahn-lijn.      |
| Avanto       | Siemens          | o.a. Mulhouse en Parijs    | 2006 | lv     | 37,0m  | >27   | Op basis van de S70.                     |
| -            | Kinki Sharyo     | New Jersey                 | 2013 | lv     | 38,7m  | 36    | Op basis driedelige voertuigen.          |
| ForCity Plus | Škoda            | Bratislava en Praag        | 2014 | lv     | 32,5m  | >100  | In Bratislava ook als treerichtingstram. |
| Urbos        | CAF              | Washington D.C.            | 2022 | lv     | 41,5m  | 26    | Langste lightrail voertuigen in de VS.   |
| 140/1/2N     | Hyundai          | Warschau                   | 2022 | lv     | ~ 33m  | >123  | In één- en tweerichtinguitvoering.       |
| Gamma LF06AC | Modertrans       | Łódź                       | 2022 | lv     | 32,8m  | 30    | Speciaal voor lijn 11.                   |
| Tramlink     | Stadler Valencia | Milaan                     | 2024 | lv     | 35m    | 25    | Daarnaast 55 stuks korte versie.         |
| Citadis X05  | Alstom           | o.a. Parijs en Rijsel      | 2024 | lv     | >33m   | 61    | In Rijsel op meterspoor.                 |

### Trams met twee opgelegde bakken en twee zwevende bakken
| Type/Naam   | Fabrikant | Stad                      | Jaar | Entree | Lengte | Stuks | Bijzonderheden                     |
| ----------- | --------- | ------------------------- | ---- | ------ | ------ | ----- | ---------------------------------- |
| NF10        | Siemens   | Düsseldorf                | 2000 | lv     | 40,0m  | 36    | Op basis van de reguliere Combino. |
| Citadis 403 | Alstom    | o.a. Straatsburg en Lille | 2005 | lv     | >45,0m | >100  | Op basis van de reguliere Citadis. |
| Citadis 405 | Alstom    | Straatsburg               | 2025 | lv     | >45,0m | 39    | Uniek voor Straatsburg.            |

### Trams met twee opgelegde bakken verbonden via een jacobsdraaistel
| Type/Naam     | Fabrikant | Stad    | Jaar | Entree | Lengte | Stuks | Bijzonderheden |
| ------------- | --------- | ------- | ---- | ------ | ------ | ----- | -------------- |
| Tramino NGT10 | Solaris   | Leipzig | 2017 | lv     | 37,6m  | 61    | –              |

### Trams met vier opgelegde bakken waarvan er twee verbonden via een jacobsdraaistel
| Type/Naam     | Fabrikant | Stad            | Jaar | Entree | Lengte | Stuks | Bijzonderheden |
| ------------- | --------- | --------------- | ---- | ------ | ------ | ----- | -------------- |
| Tango Be 6/10 | Stadler   | Bazel en Genève | 2008 | lv     | >44,0m | >70   | –              |

### Trams met een opgelegde bak en een zwevende bak
| Type/Naam         | Fabrikant | Stad   | Jaar | Entree | Lengte | Stuks | Bijzonderheden |
| ----------------- | --------- | ------ | ---- | ------ | ------ | ----- | -------------- |
| 2014N "Krakowiak" | PESA      | Krakau | 2015 | lv     | 42,8m  | 36    | –              |

### Trams met twee jacobsdraaistellen en een directe geleding
| Type/Naam | Fabrikant  | Stad      | Jaar | Entree | Lengte | Stuks | Bijzonderheden                        |
| --------- | ---------- | --------- | ---- | ------ | ------ | ----- | ------------------------------------- |
| U5-50     | Bombardier | Frankfurt | 2011 | hp     | 49,6m  | 65    | Bestaat technish uit twee voertuigen. |

### Trams met vier opgelegde bakken en een directe geleding
| Type/Naam | Fabrikant      | Stad      | Jaar | Entree | Lengte | Stuks | Bijzonderheden                                |
| --------- | -------------- | --------- | ---- | ------ | ------ | ----- | --------------------------------------------- |
| TW2500    | LHB            | Hannover  | 1997 | hp     | 49,6m  | 48    | Bestaat technish uit twee voertuigen.         |
| CCQG3000  | CRRC Changchun | Changchun | 2010 | lv     | 54,9m  | 40    | Bestaat twee permanent gekoppelde voertuigen. |

Galerij

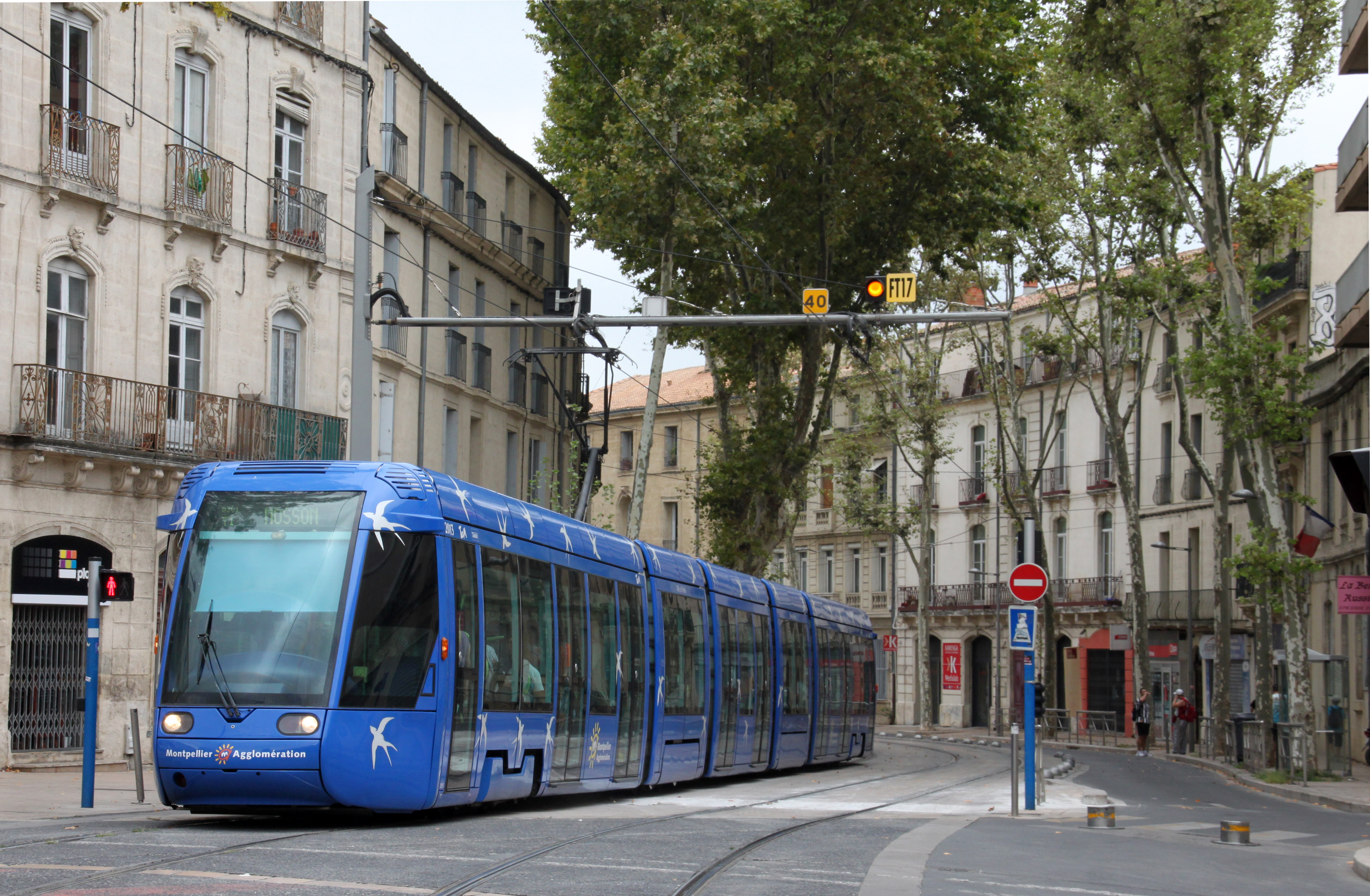
Citadis 401 in Montpellier.
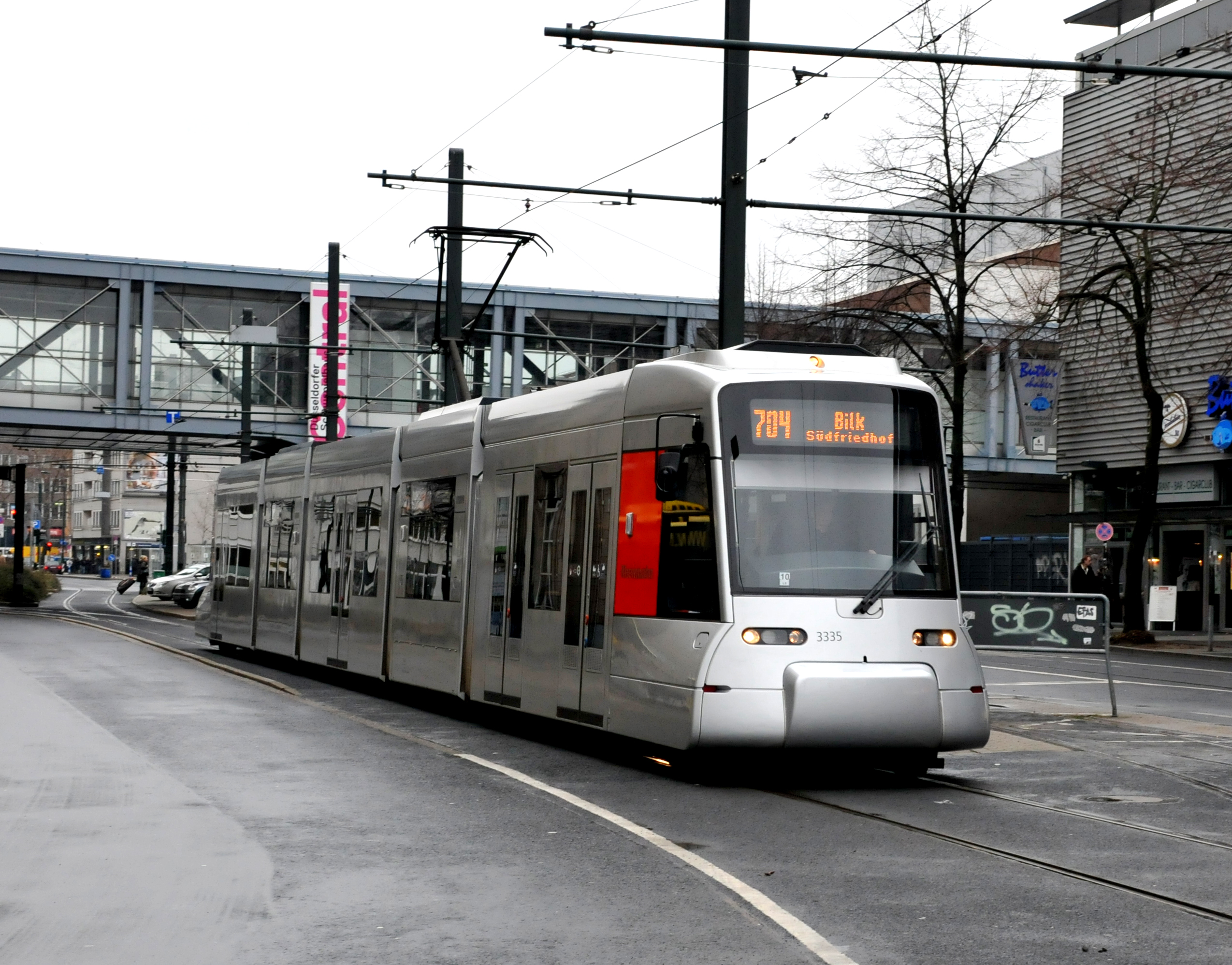
NF8U in Düsseldorf.
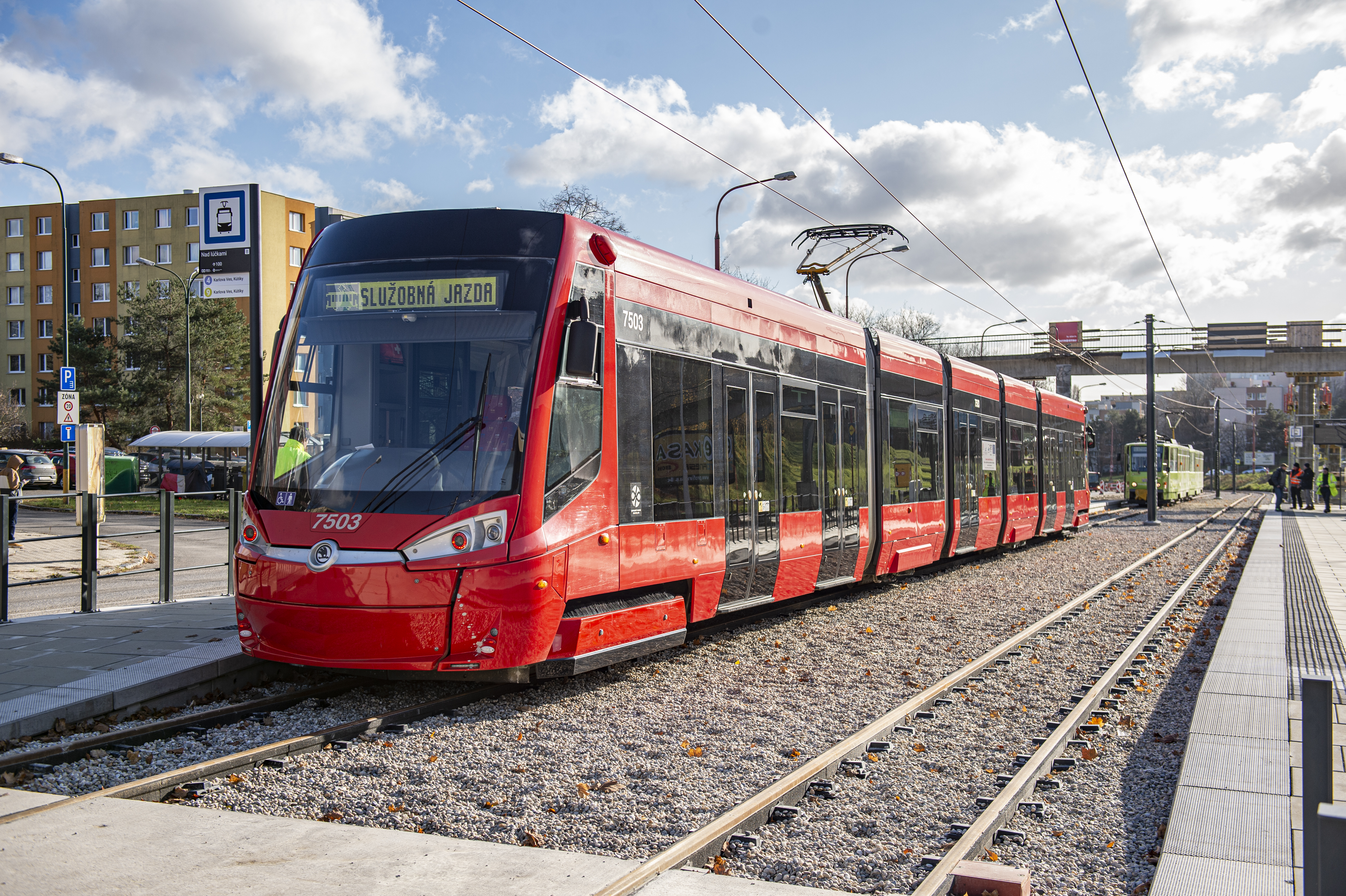
ForCity Plus in Bratislava.
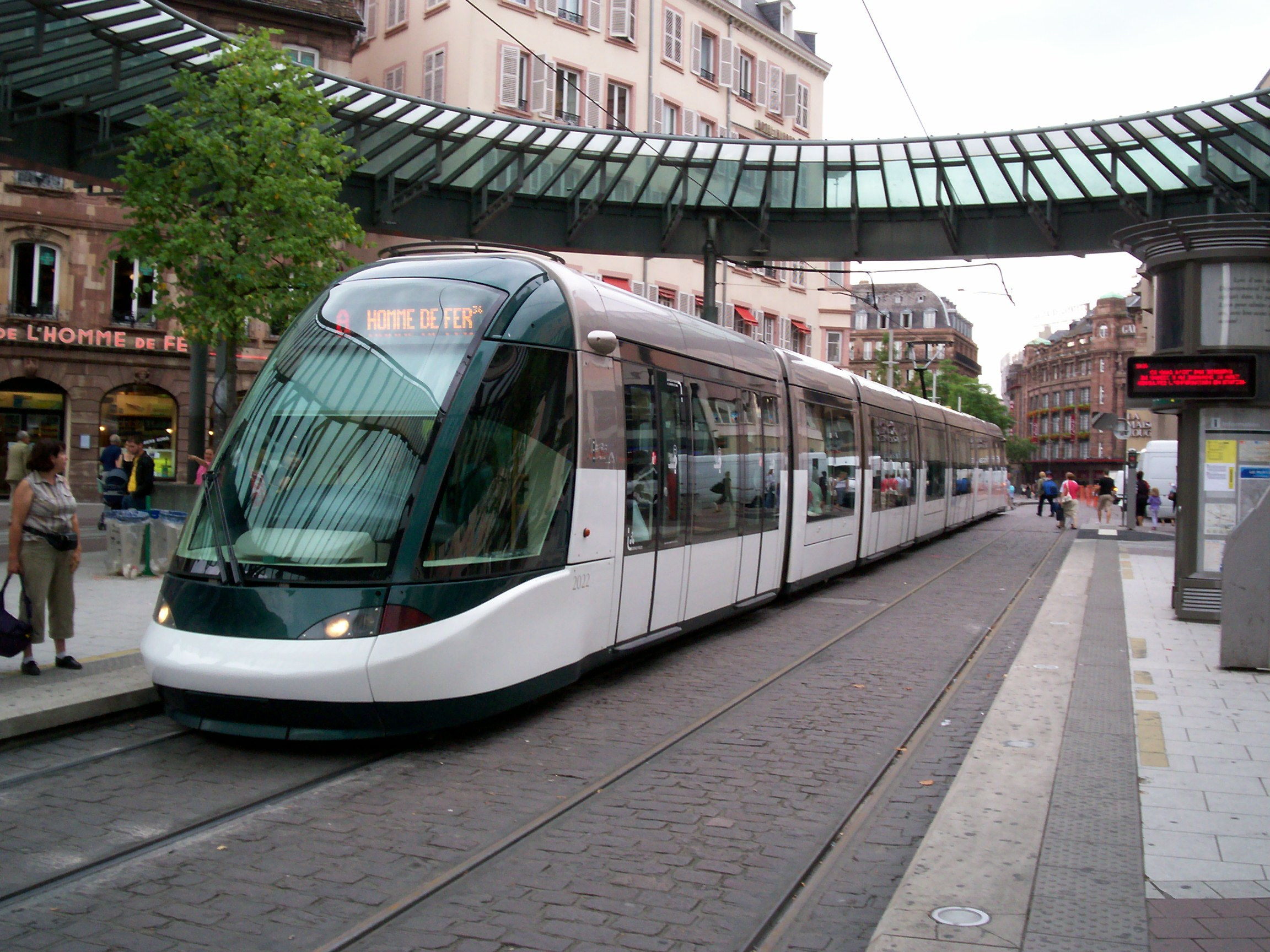
Citadis 403 in Straatsburg.
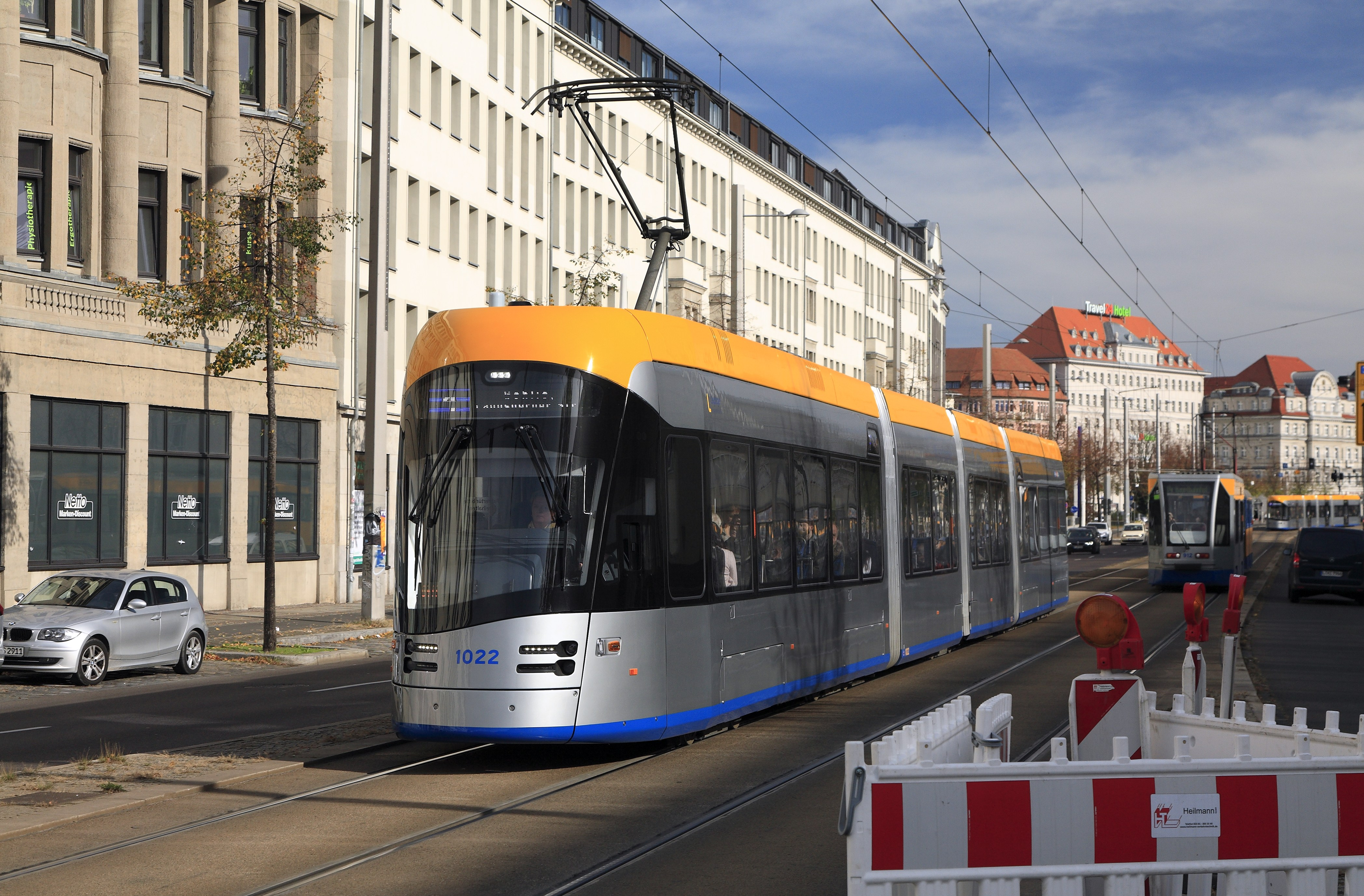
Solaris Tramino in Leipzig.
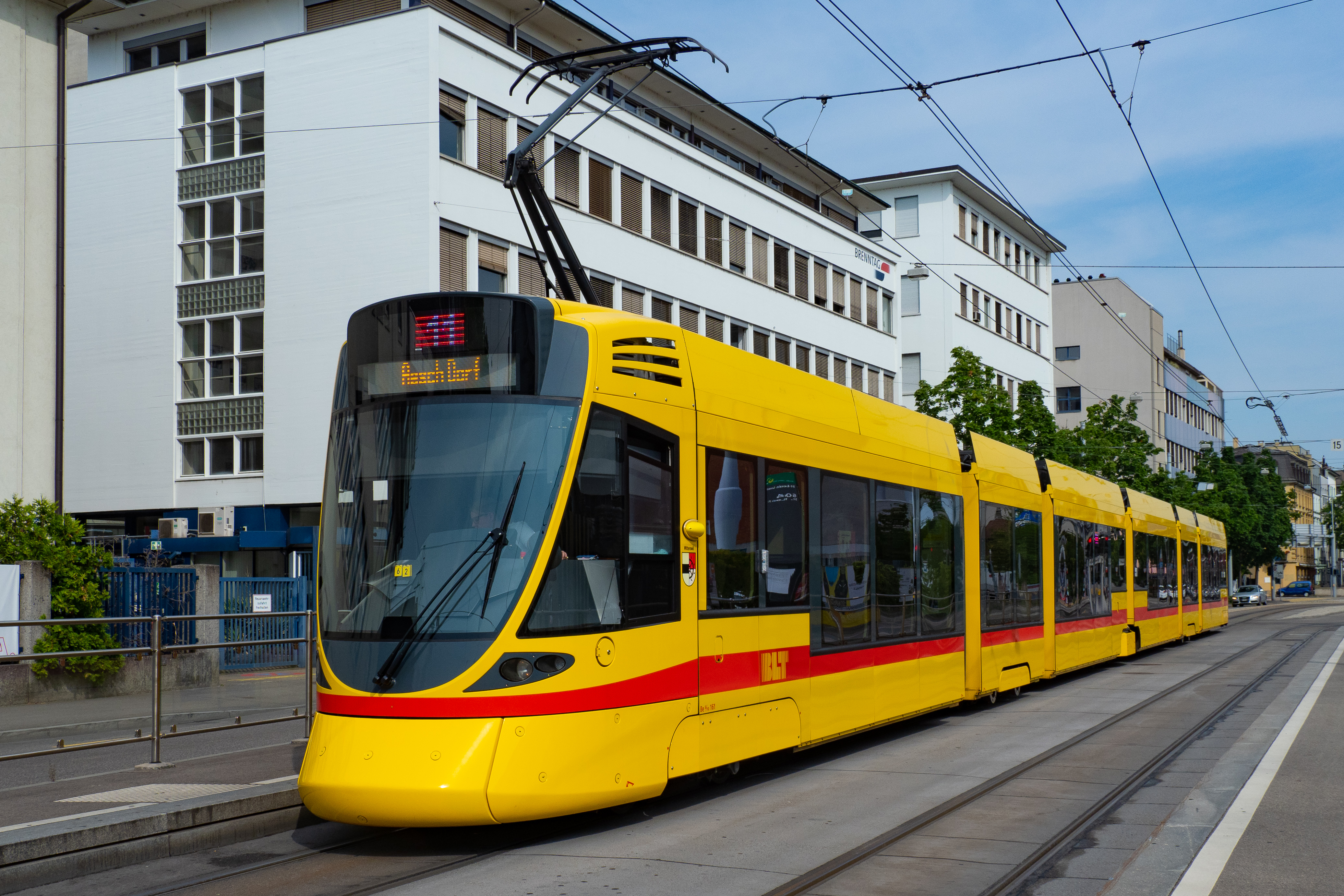
Tango Be 6/10 van de regiotram van Bazel.
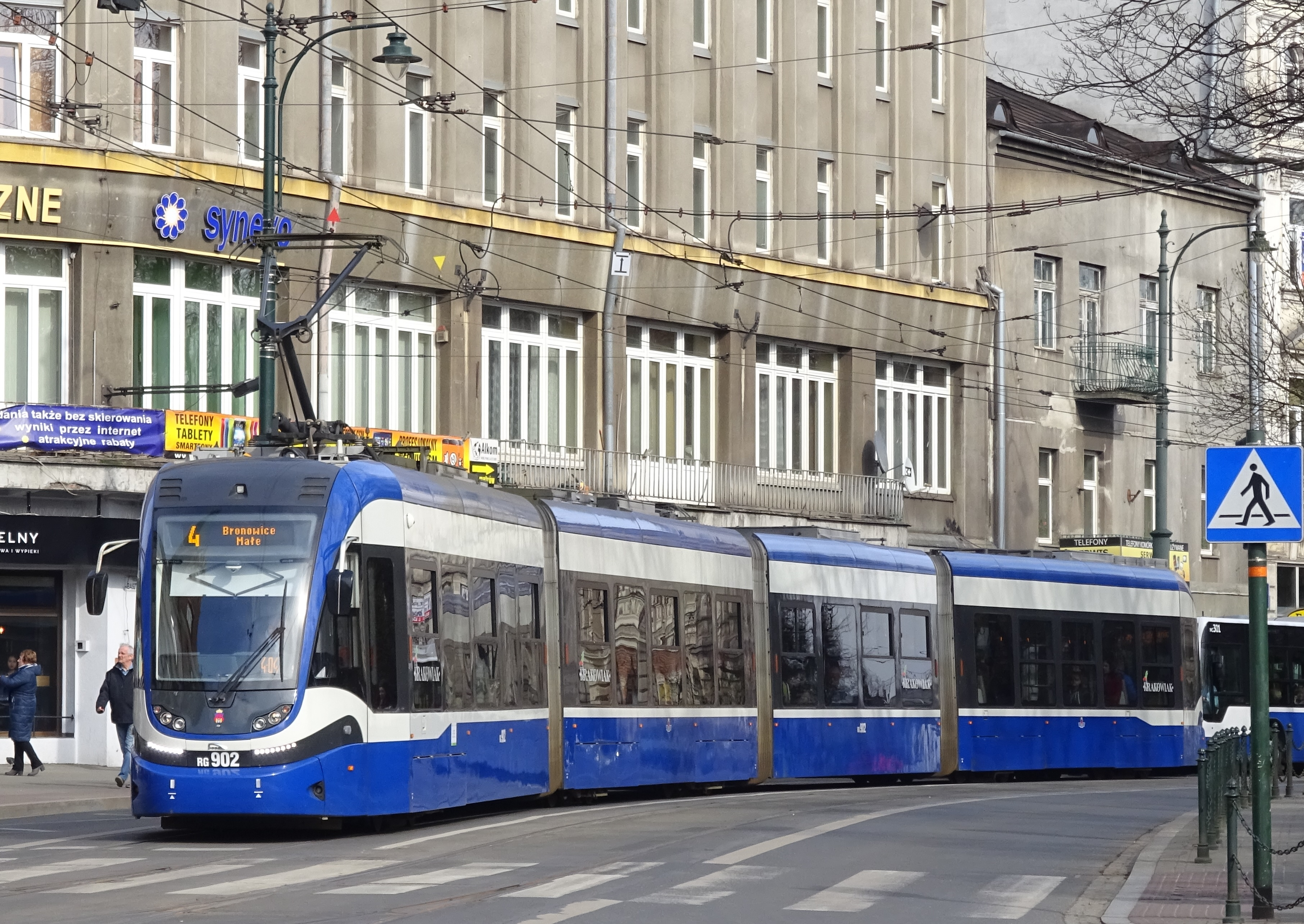
Pesa 2014N in Krakau.
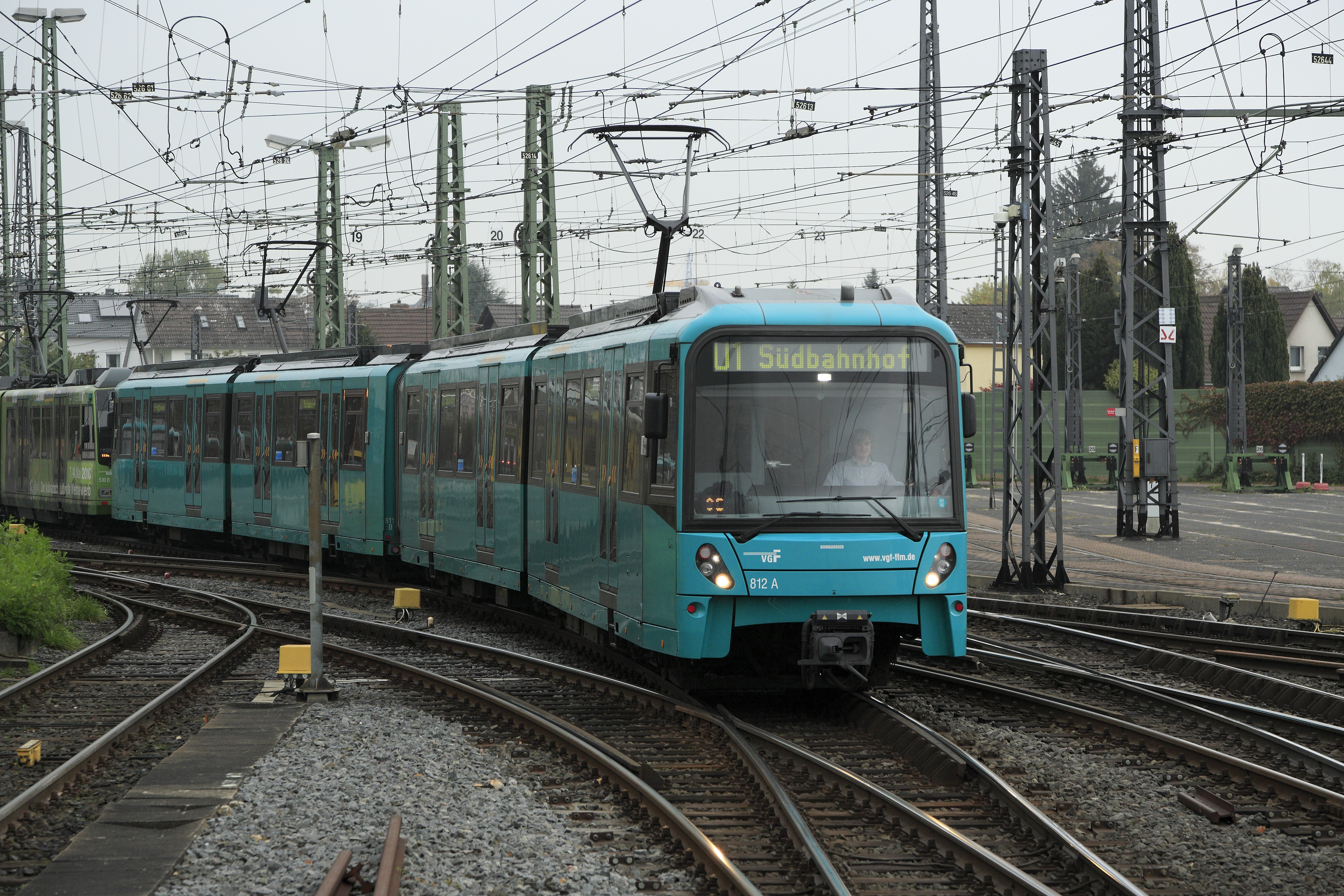
Bombardier Flexity Swift in Frankfurt.
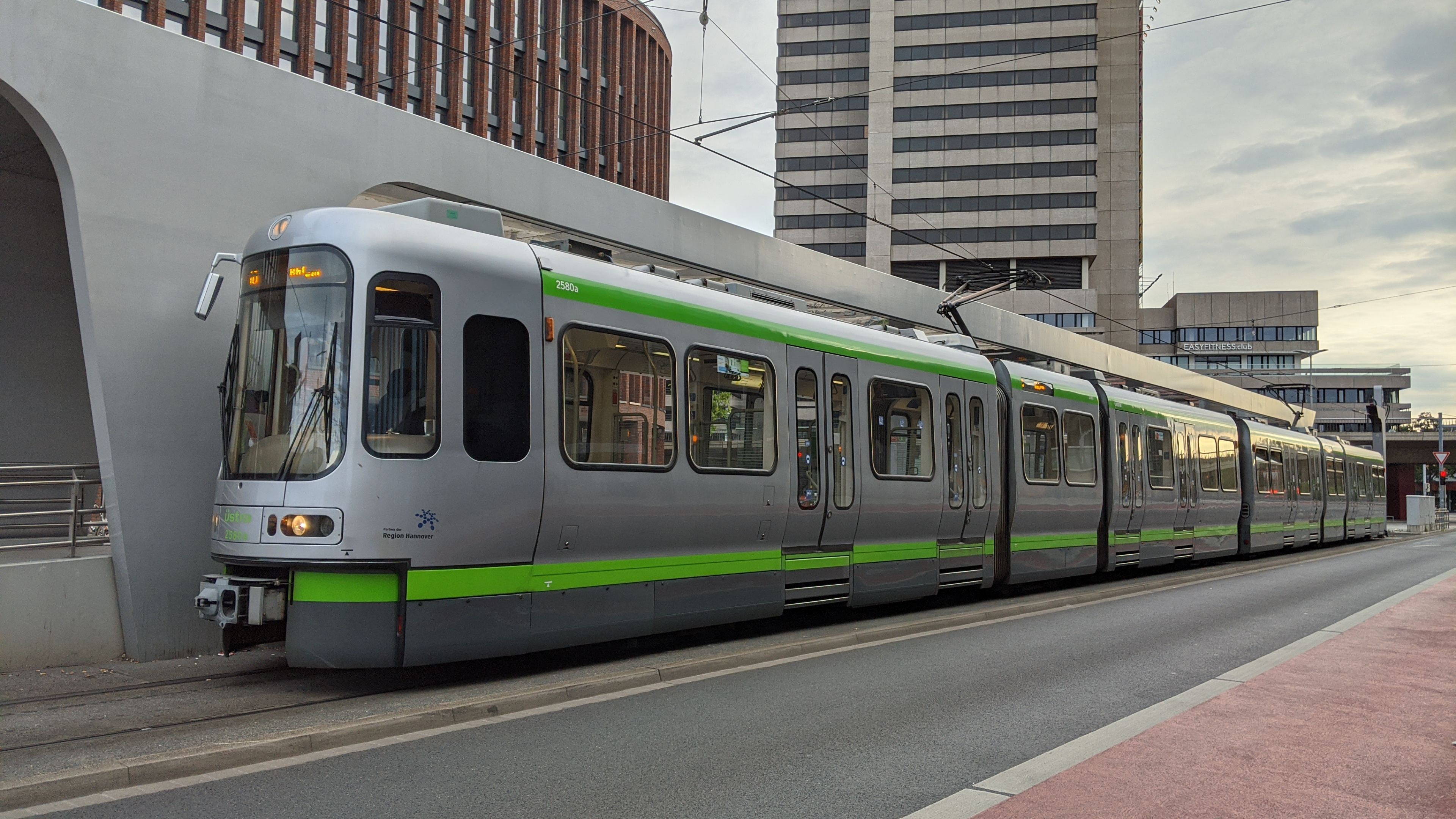
LHB TW2500 in Hannover.
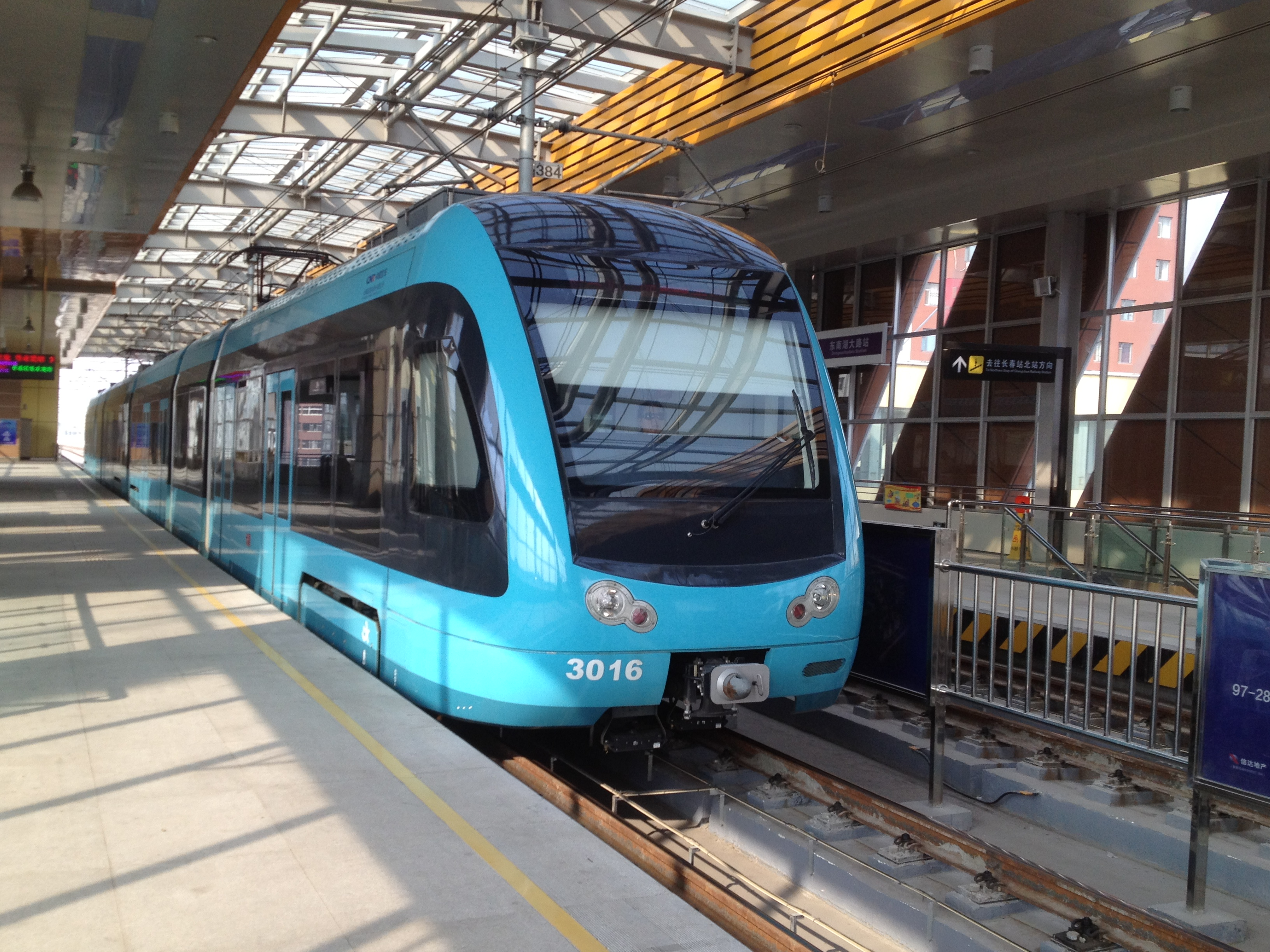
CRRC serie 3000 in Changchun